# Història de Catalunya
|  | Aquest article tracta sobre Història de Catalunya. Si cerqueu la sèrie d'animació, vegeu «Història de Catalunya (sèrie d'animació)». |

Situació de Catalunya actual respecte els Països Catalans.

Catalunya és un territori històric format originalment a partir dels comtats establerts pels francs, al nord-est de la península Ibèrica, en temps de Carlemany. Avui en dia, el mot «Catalunya» s'empra sobretot per referir-se a la Comunitat Autònoma de Catalunya, a Espanya, i la Catalunya del Nord, que forma el Departament dels Pirineus Orientals a França. Quan parlem de la història de Catalunya, com a entitat territorial, no es refereix a les delimitacions territorials de l'actual Comunitat Autònoma de Catalunya, sinó a les delimitacions del territori històric del Principat de Catalunya. Per tant, en aquest article també es recull la història de la Catalunya Nord.
Sobre la base llatina es van superposar dos prestrats principals en la formació del que serà Catalunya: el visigot i l'àrab, amb diferent grau d'incidència segons la part de Catalunya (nova o vella) i diversa influència en el temps d'estada i la composició social.

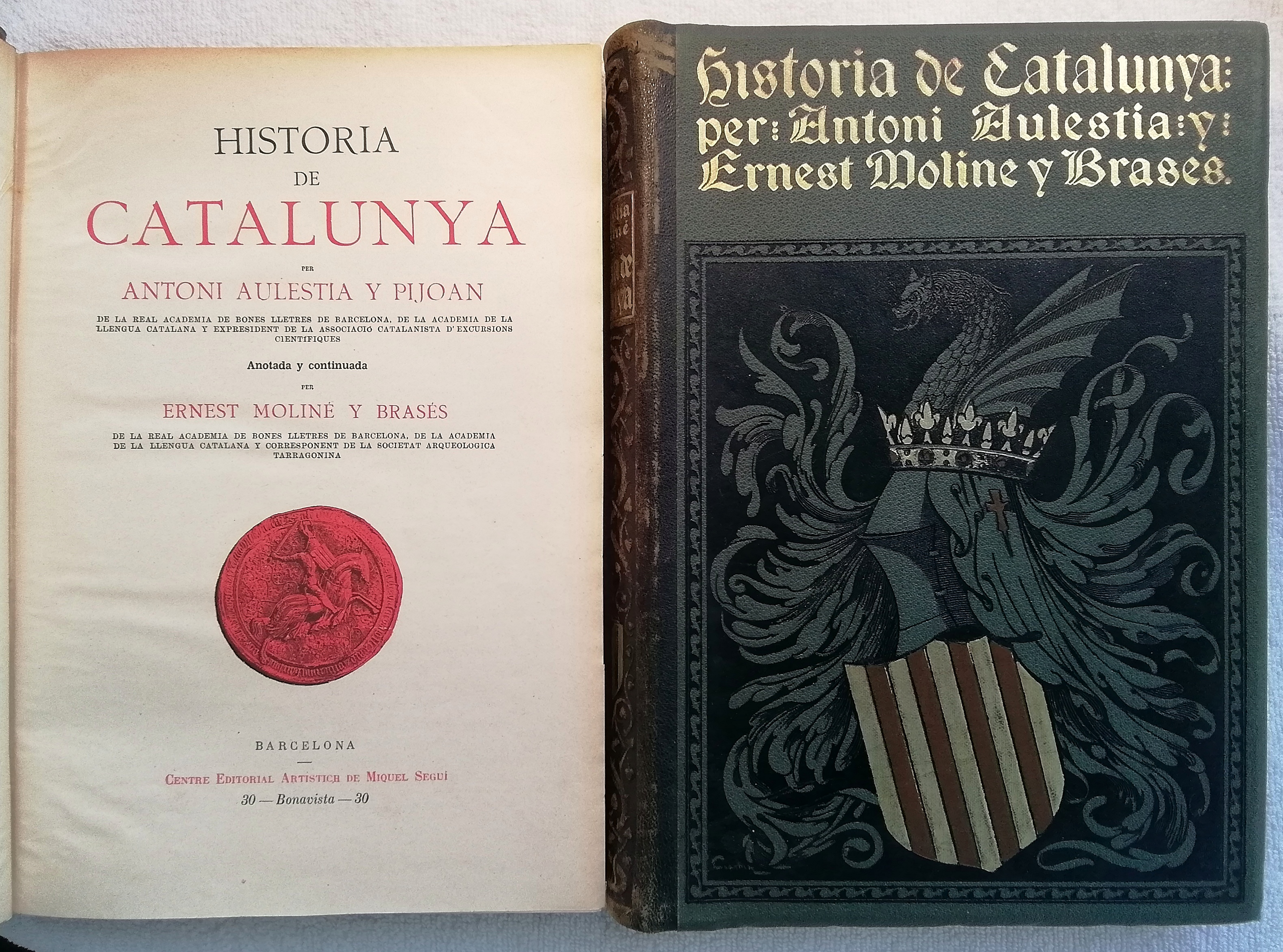
Història de Catalunya escrita per Antoni Aulèstia cap a l'any 1897 en dos volums i continuada per Ernest Moliné.

Gran part de la història de Catalunya, fins al 1714, està vinculada a l'establiment d'una unió dinàstica del Regne d'Aragó i el Principat de Catalunya que es materialitzà políticament en la Corona d'Aragó. Per tant, la gran majoria dels fets històrics que afectaren Catalunya tracten d'esdeveniments que ja havien implicat, o acaben implicant igualment, la resta dels països hispànics de la Corona d'Aragó. No obstant això, pel caràcter confederal de la seva estructura política, els esdeveniments poden haver tingut en moments diferents o, fins i tot, amb algunes diferències respecte de la resta del territori. Així, per exemple, la numeració dels reis de la Corona, com a sobirans de Catalunya, podria no coincidir amb la numeració respectiva al Regne de València o al Regne d'Aragó o, un altre exemple, els Decrets de Nova Planta no s'aplicaren exactament igual ni en el temps ni en la forma ni en el contingut.
La gran expansió feudal catalana es dona, però, al segle xiii i principi del xiv, i arran de la qual la Corona d'Aragó s'amplià amb els dominis mediterranis de Mallorca, Sicília i Sardenya, a més de València. L'expansió s'inicià amb el rei Jaume I, que va conquerir Mallorca (1229) -d'on expulsà la població musulmana- i València (1238) -territori al qual es donà l'estatut de regne i que fou repoblat majoritàriament per catalans-. Posteriorment, i coincidint amb el gran desenvolupament social i econòmic de Catalunya a l'edat mitjana, els dominis catalans s'estengueren Mediterrània enllà fins a Sicília i Sardenya.
Tanmateix, a partir de mitjan segle xiv, s'inicià una època de crisi demogràfica (desencadenada fonamentalment per la pesta negra, però també per les recurrents crisis agràries), econòmica i política, que culminarà en el desenvolupament d'una Guerra civil catalana entre 1462 i 1472.

## La prehistòria a Catalunya[1]
Malgrat els esforços fets en els darrers vint anys, el coneixement de la Prehistòria a Catalunya resulten encara superficials i incomplets. Fins fa pocs anys es considerava que els primers signes clars de presència humana a l'espai geogràfic que avui es coneix com a Catalunya corresponien a la fase del Paleolític mitjà i presentaven una antiguitat aproximada de 25.000 anys, si bé a la Catalunya Nord, es conserven restes del Paleolític inferior d'una antiguitat de 450.000. Ara bé, els treballs realitzats en els darrers anys a alguns jaciments importants, com la Cova de la Font Major (L'Espluga de Francolí), algunes troballes fetes a Salt i altres indicis detectats arreu del país, apunten la possibilitat d'una ocupació en el Paleolític inferior de fins a 300.000 anys d'antiguitat. Pel que fa al Paleolític Mitjà, es conserven diferents jaciments prehistòrics al nord i sud de Catalunya, com ara el cau del Duc o la cova de Mollet (Pla de l'Estany). I el Paleolític Superior, que es desenvolupa fa aproximadament uns 20.000 anys, i que ha deixat restes a indrets com la Bora Gran d'en Carreres, a Serinyà, o el Cau de les Goges, en Sant Julià de Ramis
Entre el 8000 i el 5000 aC es desenvoluparia la fase prehistòrica coneguda com a Mesolític o Epipaleolític.
Vers el 4500 aC s'iniciaria la fase del Neolític, del qual s'ha destacat que la sedentarització presenta uns trets molt menys profunds que en altres territoris, a causa de la forta presència de bosc mediterrani, que permetria el manteniment d'una elevada activitat caçadora i recol·lectora. Es troba representat fonamentalment pels jaciments de les Mines de Gavà o de la Draga Banyoles.
Entre els anys 2500 i 1800 aC es desenvoluparà la fase del Calcolític, en la qual apareixeran els primers objectes de coure. Li segueix l'edat del bronze, entre els anys 1800 i 700 aC, moment que coincidirà amb l'arribada dels pobles indoeuropeus. I en el segle vii aC el territori assolirà l'edat del ferro.

## Edat antiga

### Els pobles ibers
Els ibers són un conjunt de pobles que, segons les fonts clàssiques dels historiadors, escriptors i geògrafs grecs i romans com Hecateu de Milet, Aviè, Heròdot, Estrabó, etc., identifiquen a la costa oriental de la península Ibèrica amb aquest nom almenys del segle vi aC ençà: elísics, sòrdons, ceretans, airenosis, andosins, bargusis, ausetans, indígets, castel·lans, lacetans, laietans, cessetans, ilergets, iacetans, suessetans, sedetans, ilercavons, edetans, contestans, oretans, bastetans i turdetans. Tot i que les fonts clàssiques no sempre coincideixen en els límits geogràfics precisos ni en l'enumeració de pobles concrets, sembla que la llengua és el criteri fonamental que els identificava com a ibers, atès que les inscripcions en llengua ibèrica apareixen a grans trets en el territori que les fonts clàssiques assignen als ibers: la zona costanera que va des del sud del Llenguadoc fins a Alacant, que penetra a l'interior per la vall de l'Ebre, per la vall del Segura i per la vall alta del Guadalquivir.
El concepte de cultura ibèrica no és un patró que es repeteix de forma uniforme en cadascun dels pobles identificats com a ibers, sinó la suma de les cultures individuals que sovint presenten trets similars, però que es diferencien clarament en d'altres i que a vegades comparteixen amb pobles no identificats com a ibers.

### L'arribada dels pobles orientals
Des del final del segon mil·lenni, els pobles de la Mediterrània oriental es van sentir atrets per la península Ibèrica, com ho demostra la instal·lació de les primeres colònies fenícies a Andalusia vers el 1100 aC.
Seguint les rutes obertes pels fenicis, en el segle viii aC, es fundaren les primeres colònies gregues a l'est de la costa mediterrània, com ara Rode (en l'actualitat Roses i el 580, Emporion (en l'actualitat Empúries), tot deixant per als fenicis el sud de la costa (Bàrcino seria originàriament una posta fenícia).

### Colonització romana

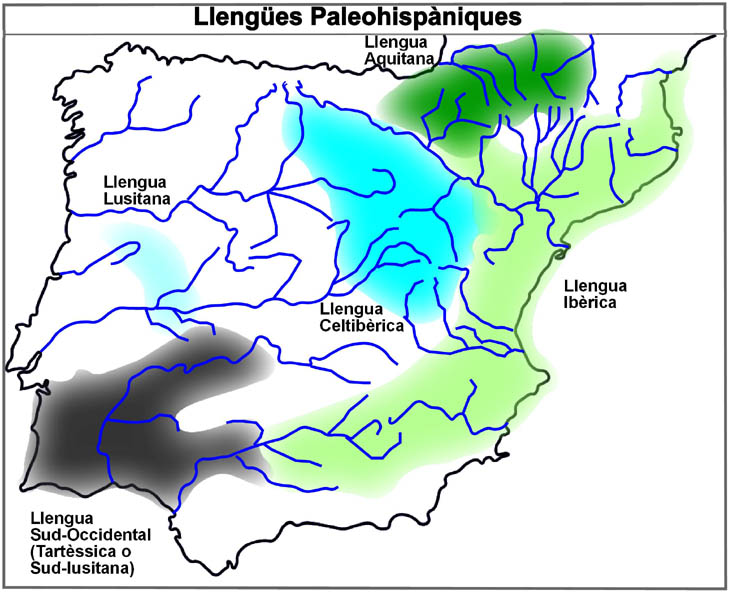
Llengües paleohispàniques

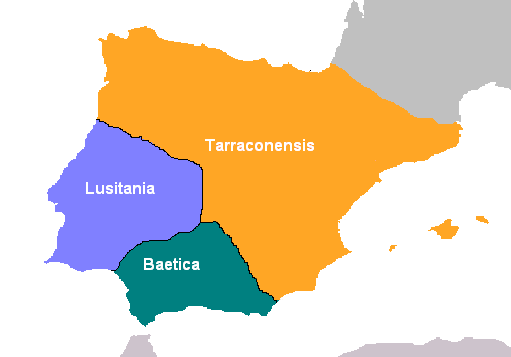
Tarraconensis (27 aC)

El període romà a Catalunya és el període següent al període iber. Comença el segle iii aC amb la romanització i va acabar amb la invasió dels visigots. El territori a l'arribada dels romans estava compost per un conjunt de tribus iberes i colònies hel·lèniques, i no seria fins segles després que es formaria el que avui s'anomena Principat de Catalunya.
L'Ebre va ser la primera frontera militar entre cartaginesos i romans (269 aC). Després de la conquesta de Sagunt, ciutat aliada dels romans per les tropes púniques liderades per Hanníbal el 218 aC va esclatar la Segona Guerra Púnica, que duria al ple domini romà de la península Ibèrica.
Els romans van ser els estructuradors bàsics del territori de Catalunya tal com avui s'entén, tant en infraestructures com en creadors de ciutats. La Hispània Citerior fou una de les dues províncies en què es va dividir la península Ibèrica després de la conquesta romana. Va ser creada el 197 aC, i s'hi inclou l'actual territori de Catalunya.
L'increment de territori controlat per Roma i l'enriquiment que això produïa en els seus governants va conduir a una etapa molt convulsa entre els segles II i I aC, que van transformar la República Romana en Imperi Romà quan Octavi (August) va vèncer tots els seus enemics el 31 aC.
August va proclamar l'imperi el 13 de gener de l'any 27 aC. En virtut d'aquesta reforma s'encarregava del proconsolat de totes aquelles províncies que tenien acantonades legions (prenent així el comandament de tot l'exèrcit) i del mateix August dependrien els oficials i soldats. Entre les províncies afectades per aquestes mesures hi havia la Citerior. Hispània, constituïda per dues províncies, la Citerior i l'Ulterior, va ser dividida en tres: Tarraconense, Bètica i Lusitània (27 aC).
La pressió dels huns, que liderats per Àtila va arribar a les portes de Roma, va empènyer les tribus germàniques cap a l'Europa occidental. Per intentar fer front a aquesta crisi, a la mort de Teodosi I el gran va deixar la part occidental (en la que es trobava Hispània) de l'imperi al seu fill Honori, i la part oriental al seu fill Arcadi. La invasió va precipitar la caiguda de l'Imperi Romà el 476.

## Edat mitjana a Catalunya
En la historiografia europea l'edat mitjana ha estat representada com un període de decadència passant d'una societat altament tecnificada i amb xarxes de comerç de llarga distància, de l'Imperi Romà cap a una societat més fragmentada, basada en l'economia de subsistència basada en el feudalisme. Catalunya no és una excepció en aquest sentit. Per altra banda l'edat mitjana culmina a Catalunya amb l'assoliment progressiu d'una personalitat jurídica pròpia, associada a un context geogràfic determinat. I també és el període en què neix el català com a llengua diferenciada del llatí i de les altres llengües romàniques, i també gaudeix d'un auge com a llengua literària i oficial, tant als comtats catalans com a la Corona d'Aragó.

### Alta edat mitjana
A partir de la Caiguda de l'Imperi Romà d'Occident els visigots passen a controlar la Hispània, la Septimània i l'Aquitània. Tanmateix, durant els segles vi, vii i viii els visigots, van perdent progressivament els control d'aquests territoris. L'arribada dels àrabs (711) a la península representa la desaparició formal del Regne de Toledo, i de facto un canvi en l'equilibri de poders a Europa. Els francs perden el seu veïnatge amb un poble germànic i són amenaçats directament per un imperi amb el qual no comparteixen ni llengua, ni ètnia, ni religió.

### Els visigots
Els gots eren un poble dels considerats bàrbars pels romans que procedent de l'est es van anar traslladant al llarg del segle iii i iv vers occident empesos pels huns. Al Danubi els gots es van separar en visigots i ostrogots, van adoptar la religió cristiana en la forma arriana, i eren de fet els més romanitzats de tots els pobles germànics que van arribar a la península Ibèrica durant el segle v.
El 410 els visigots van saquejar Roma i van establir-se a Barcelona el 415. Poc després arriben a un pacte (foedus) amb Roma (418-507) segons el qual es federaven i combatrien a favor de l'imperi, enfrontant-se als huns, a qui venceren en la batalla dels Camps Catalàunics (451). Es va establir el regne de Tolosa des d'on iniciaren durant el regnat d'Euric una expansió que els portà a la península, arribant a dominar la Hispània i gran part de la Gàl·lia. Al llarg del segle v els francs, un poble germànic establert a la frontera de la gal·logermànica, els van anar empenyent fins a vèncer-los en la batalla de Vouillé (507). Llavors van establir la capital a Narbona, Barcelona un altre cop, i finalment Toledo, lloc des d'on podien controlar per una banda els sueus establerts al que avui és més o menys Galícia, els vascons i càntabres al nord i els romans d'Orient establerts a la bètica.
En morir Vítiza el 710, els seus enemics elegiren rei Roderic. Els fills de Vítiza, partidaris d'Aquila II es refugiaren a Ceuta, on governava el comte Olbà, dit també Julià, sota el domini de Mussa ibn Nussayr. Amb ells negociaren un ajut per tal de recuperar el tron i el patrimoni familiar. Mentre Roderic assetjava Pamplona i lluitava contra els bascs revoltats, els àrabs, comandats per Tàriq ibn Ziyad i ajudats per Olbà, passaren l'estret i s'establiren al lloc després anomenat Gibraltar contra l'opinió del califa. Roderic tornà a Còrdova i reuní l'exèrcit, i s'entaulà la batalla de Guadalete, en la qual els vitizans, encarregats de les ales, abandonaren el combat, i el centre d'aquest fou destruït. Les batalles es van anar succeint, i Ardó, que va succeir Aquila II va concedir l'ocupació de Catalunya, que es va completar el 720, i Mussa es va convertir en el primer valí de l'Àndalus.
L'organització de Catalunya durant el període de domini visigòtic va continuar sent la mateixa que durant el domini romà, i l'impacte demogràfic molt limitat atès que els visigots eren relativament poca població respecte als hispanoromans, a més que van establir-se preferentment al centre de la península deixant potser guarnicions militars en llocs claus.
La diòcesi de Tarragona i la Narbonense sembla que eren el marc de referència administratiu. La revolta de Paulus al 673, personatge d'origen grec, és el primer intent de crear un estat en aquests territoris, el rei Vamba ho va impedir aprofitant que era a prop de Catalunya amb un exèrcit per reprimir els vascons. El judici a Paulus, general visigot, s'ha conservat.
El llegat dels visigots principalment és el dret romà compilat junt amb el visigot, El codi d'Euric, o el Liber Iudicum van tenir una gran repercussió al llarg de tota l'època medieval. Però també van quedar alguns noms propis com “Alfred” o “Arnau” i força vocabulari, sobretot militar, però també alguns com “maduixa”, “bru”, “bogada” i topònims com “Geltrú” o “Areny”.
Segons l'historiador Ferran Soldevila aquí ja es troben certes característiques de la història de Catalunya: el fracàs de l'intent de creació d'un regne a banda i banda dels Pirineus, el fet estratègic de la meseta (altiplà) central com punt de partida d'organització militar i política i la conflictivitat de Barcelona.

## Els àrabs
En la primavera del 713 Abd-al-Aziz ibn Mussa, fill de Mussa ibn Nussayr, governador de Kairuan, firmava un pacte de capitulació amb el noble Teodomir, pel qual aquest reconeixeria la sobirania islàmica i passava administrar un ampli territori que abastava les conques dels rius Segura i Vinalopó, la futura cora de Tudmir, amb el seu centre a Oriola. Aquest és el punt de partida de la islamització del Xarq al-Àndalus, per la costa mediterrània ibèrica.
El 773, Abd-ar-Rahman I proclama l'Emirat de Còrdova, independitzant políticament als musulmans de l'Àndalus. També es consoliden com a territoris independents la Taifa de Turtuixa i la Taifa de Làrida.

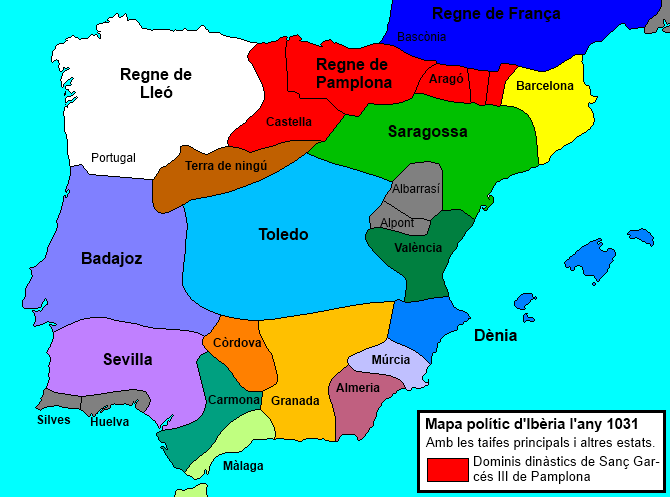
La península Ibèrica l'any 1031.

Abd-ar-Rahman III considerà adient la seua autoproclamació com a califa, és a dir, com a cap polític i religiós dels musulmans i successor de Mahoma, basant-se en quatre fets: ser descendent del Profeta (branca omeia), haver liquidat les revoltes internes, frenar les ambicions dels nuclis cristians del nord peninsular i la creació del Califat Fatimita en Egipte oposat als califes abbàssides de Bagdad. És l'etapa política de la presència islàmica a la península Ibèrica de major esplendor, encara que de curta durada atès que acabà en el 1010 amb la fitna o guerra civil pel tron, que es desencadenà entre els partidaris de l'últim califa legítim Hixam II, i els successors del seu primer ministre o hàjib, Almansor. En el rerefons també existien problemes amb l'excessiva pressió fiscal necessària per a finançar el cost dels esforços bèl·lics. Oficialment, això no obstant, el califat seguí existint fins a l'any 1031, en què fou abolit donant lloc a la fragmentació de l'estat omeia en multitud de regnes coneguts com a Taifes.
La divisió en taifes es va reproduir en diverses ocasions, creant-se més taifes. També se succeïren diferents invasions des del nord d'Àfrica, com la dels almoràvits (1090-1102), els almohades (1145-1146) i els benimerins (1224).

## Francs

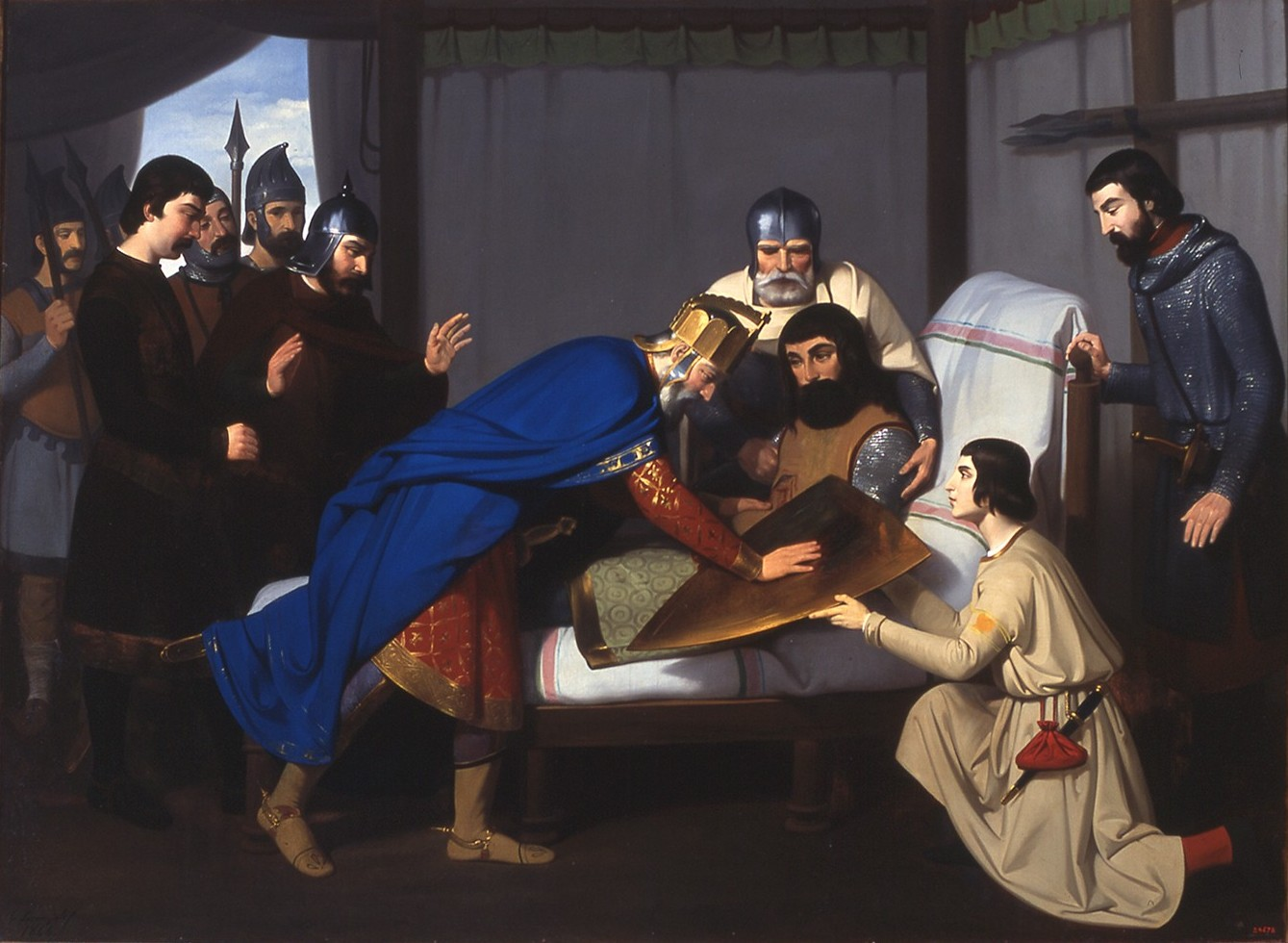
Origen de l'escut del comtat de Barcelona (Reial Acadèmia Catalana de Belles Arts de Sant Jordi). Seguint el que diu la llegenda Claudi Lorenzale pinta (1843-1844) el moment en què Carles II estén els seus dits en l'escut de Guifré I, creant l'escut d'armes del Comtat de Barcelona, llegenda, això no obstant, sense cap fonament històric.

El terme Gòtia es va fer servir per designar els territoris que serien els comtats catalans per part dels francs, o també com a sinònim d'Hispània, fins a la independència dels comtats respecte a l'imperi franc. Segurament també formava part del territori la Septimània. El terme també es va estendre per definició als habitants autòctons dels Pirineus en contraposició als hispani (la resta de la península).
Carlemany va establir una sèrie de comtats als territoris entorn dels Pirineus per actuar com a frontera militar entre l'Imperi Carolingi i el Califat de Còrdova, territori historiogràficament i en algunes cròniques franques com a "Marca Hispànica". Era una terra fronterera, amb continus canvis organitzatius i pactes amb els veïns àrabs. Aquesta marca, neix després d'un avanç pràcticament imparable dels moros fins a la batalla de Poitiers (732). Els comtats que feien frontera amb el poderós emirat de Còrdova, van ser el nucli territorial i polític del que seria posteriorment Catalunya.
Destaquen els comtats com a nuclis territorials i el paper de l'església, a través dels seus monestirs (com el de Ripoll, per exemple). Els primers comtes depenien totalment dels carolingis però a mesura que passaven els anys es van anar independitzant. De la mateixa manera, previsiblement aquests primers comtes no eren originaris de les terres que governaven sinó d'arreu de l'imperi. A la llarga es passaria de comtes forans a comtes naturals del país essent Guifré el Pelós, potser el primer d'aquests.
Guifré el Pelós reuní els comtats d'Urgell, Cerdanya, Barcelona i Girona, progressivament més autònoms dels francs. Amb Borrell II, comte de Barcelona, es considera que aquests comtats arriben a la seva independència envers el regne franc en tant que Borrell considera trencat el vincle de vassallatge que el lligava al rei franc quan aquest no l'ajudà davant l'atac d'Al-Mansur a la ciutat de Barcelona el 985.
La societat d'aquesta època era fortament rural. Cada nucli de població produïa el que necessitava, hi havia poc excedent i poc comerç, tret de a les ciutats. Barcelona va anar guanyant importància.

### Formació i consolidació del català a l'edat mitjana
Durant aquest període s'evidencien els canvis del llatí vulgar que desembocaren a la formació de les llengües romàniques. Gràcies a l'esforç de Carlemany es produí dins l'Imperi Carolingi, del qual formava part la "Marca", una renaixença intel·lectual (la "Renovatio carolingea") que promovia el renaixement de la cultura llatina cristiana. Per a fer-ho efectiu, es proposà el restabliment del llatí culte. El resultat d'aquest intent va ser que la immensa majoria de la gent no entenia el que li deien, i va començar a prendre consciència que aquell llatí que es creien que parlaven havia evolucionat fins al punt de convertir-se en una llengua completament diferent. Dissortadament, i encara que es pensa que la llengua catalana va seguir una evolució paral·lela a la de la resta de les llengües romàniques, la documentació que n'ha perviscut no és directa, i no explicita la consciència de diferenciació entre el llatí i el primitiu romanç català. Diversos indicis, fan pensar que el català ja era parlat en aquest racó de la península cap al segle viii. És a dir, el llatí parlat a Catalunya des dels primers segles de la nostra era havia evolucionat prou per a diferenciar-se de la llengua vulgar de Roma i ser notablement diferent.

### Baixa edat mitjana

Mapa diacrònic dels territoris que conformaven la Corona d'Aragó.

La derrota aragonesa en la batalla de Muret el 13 de setembre de 1213 i la mort del rei Pere el Catòlic significà la fi de l'expansió de la Corona d'Aragó al Llenguadoc. En endavant l'expansió es dirigirà a València i a les Illes Balears i la resta del Mediterrani.

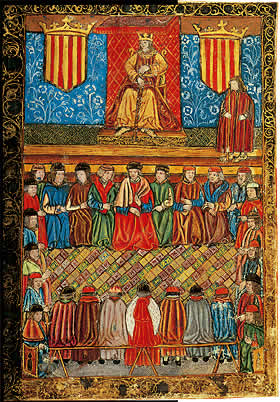
Les Corts Catalanes segons una miniatura d'un incunable del

La baixa Edat Mitjana és l'època de màxima esplendor catalana i de la corona d'Aragó. Els monarques catalanoaragonesos (especialment Jaume el Conqueridor o Jaume I) van conquerir als àrabs gran part dels seus territoris, expandint el català com a idioma de cultura. A més, unes potents armades van expandir-se per la Mediterrània, fins al punt que la llegenda diu que "ni un peix gosava nedar sense les quatre barres". S'escriuen les Quatre grans cròniques catalanes, Tirant lo Blanc, Curial e Güelfa, i apareixen personatges com Ramon Llull i el període del Segle d'or valencià.
En el trànsit d'un sistema feudal a un estat monàrquic, es va anar configurant un sistema polític que tenia com a base el pactisme, és a dir, la limitació del poder reial per part de les corts, on eren representats la noblesa, el clergat i la burgesia urbana. Aquest sistema constitucional donà lloc al a unes institucions de govern sorgides a partir del segle xiii, en el cas del Principat de Catalunya, s'establí la Diputació del General el 1359, coneguda també com a Generalitat de Catalunya), que va adquirir progressivament un paper polític. El govern es feia a través de la Cort General de Catalunya (1218) i les administracions locals, entre les quals destaca el Consell de Cent de Barcelona.
Les vegueries eren el sistema més arrelat de divisió administrativa tant en la baixa edat mitjana com en tota la moderna, estaven sota les ordres d'un veguer, nomenat pel rei. Amb el pas de l'edat moderna i l'allunyament de la cort reial els conflictes jurisdiccionals es van agreujar i complicar atès que molts llocs estaven sota diversa administració senyorial, religiosa o de la Generalitat, i com que les Corts cada vegada eren convocades amb menys assiduïtat, els representants de les viles i els veguers perdien poder. Això va fer que moltes disputes es resolgueren, paral·lelament a l'Audiència i mitjançant bandolers.
El papa Martí IV i pel rei de França Felip III l'Ardit va declarar una croada contra Pere el Gran per la seva intervenció en els afers sicilians en contra de la voluntat papal. La major part del conflicte es desenvolupà en terres catalanes, tot i que els primers episodis van succeir a la frontera navarroaragonesa. Com a venjança, els catalans van atacar Mallorca i Occitània. Pere el Gran va haver de lluitar contra el poderós exèrcit croat que donava suport a Felip III l'Ardit, fonamentalment compost per tropes del Regne de França, el Regne de Mallorca i la República de Gènova, únicament amb les tropes catalanes i valencianes, sense poder comptar amb la noblesa del Regne d'Aragó, que va abstenir-se de participar en el conflicte. La pesta s'estengué entre els francesos, que encerclats i malalts s'hagueren de retirar i foren aniquilats en la batalla del coll de Panissars. El rei Felip III de França, que acompanyava el seu fill Carles de Valois, pogué arribar a Perpinyà, on va morir el 5 d'octubre.
El mateix 1285 Pere el Gran envià una flota contra el seu germà Jaume II de Mallorca, que estava a Perpinyà, a qui finalment confiscà les Balears després de la rendició de l'illa sense combatre. Jaume II va conservar tota la resta dels seus territoris, tret de les Balears, que li foren tornades el 1295 mitjançant el Tractat d'Anagni, amb les mateixes condicions pactades el 1279 al Tractat de Perpinyà.
A la mort del rei Martí l'Humà (1410), el darrer monarca del Casal de Barcelona, representants del Principat de Catalunya i dels regnes d'Aragó i de València van dur a terme l'elecció del nou monarca entre els diversos pretendents a la Corona d'Aragó al Compromís de Casp, l'any 1412. Finalment van sortir victoriós Ferran de Trastàmara enfront de Jaume d'Urgell, que no acceptà el resultat, es revoltà i va ser empresonat fins a la seva mort.
La màxima extensió que ocupà la Corona d'Aragó és durant el segle xiv i segle xv, quan, a part dels dominis peninsulars, es posseeixen les Balears, Sardenya, el Regne de Sicília, el Regne de Nàpols, i els ducats d'Atenes i Neopàtria.
El successor de Ferran, Alfons IV el Magnànim, va impulsar una nova etapa d'expansió catalano-aragonesa, aquesta vegada sobre el Regne de Nàpols, sobre el qual finalment va aconseguir conquerir el 1443. Al mateix temps, però, es va agreujar la crisi social del Principat de Catalunya, tant al camp com a les ciutats. El conflicte polític a Barcelona va sorgir per les disputes pel control del Consell de Cent entre dues faccions polítiques, la Biga i la Busca, les quals cercaven una solució a la crisi econòmica. Mentrestant, els pagesos de remença plenament sotmesos als abusos feudals coneguts com a mals usos van començar a organitzar-se com a sindicat remença contra les pressions senyorials, buscant la protecció del monarca. El germà d'Alfons, Joan II sense fe, trobà una ferma oposició de les institucions catalanes i de diverses faccions polítiques.
L'oposició de les institucions catalanes a les polítiques de Joan II va donar com a resultat el seu suport al fill de Joan, Carles, príncep de Viana sobre els seus drets dinàstics negats. En resposta a la detenció de Carles pel seu pare, la Generalitat va establir un òrgan polític, el Consell del Principat, amb el qual, sota l'amenaça d'un conflicte, Joan es va veure obligat a negociar. La Capitulació de Vilafranca (1461) va obligar a alliberar Carles de la presó i a nomenar-lo lloctinent de Catalunya, mentre que el rei necessitaria el permís de la Generalitat per entrar al Principat. El contingut de la Capitulació va representar una culminació i consolidació del pactisme i del sistema constitucional de Catalunya. No obstant això, l'oposició de Joan II a l'acord, la mort de Carles poc després i l'esclat de la revolta dels remences el 1462 van provocar la guerra civil catalana de deu anys que va deixar el país esgotat i devastat. El 1472, l'últim governant separat de Catalunya, el rei Renat d'Anjou ("el Bo"), va perdre la guerra contra el rei Joan.
El conflicte de la remença no va arribar a cap conclusió definitiva i el 1493 França va retornar els comtats del Rosselló i la Cerdanya, que havia ocupat durant el conflicte. Ferran II el Catòlic va reformar profundament les institucions catalanes, va recuperar sense guerra els comtats nord-catalans, va augmentar la participació activa a Itàlia i finalment va resoldre els principals greuges dels remences amb la Sentencia Arbitral de Guadalupe de 1486, a canvi de diverses concessions econòmiques per part dels pagesos. La Sentència va permetre l'inici del dret a contractar lliurement acords emfitèutics, que seria un factor important en la prosperitat general del camp català al llarg dels segles següents. En el marc de les reformes institucionals del rei Ferran, l'any 1481 les Corts catalanes van aprovar la Constitució de l'Observança, que establia la teòrica submissió del poder reial a les lleis del Principat de Catalunya.

## Edat moderna de Catalunya

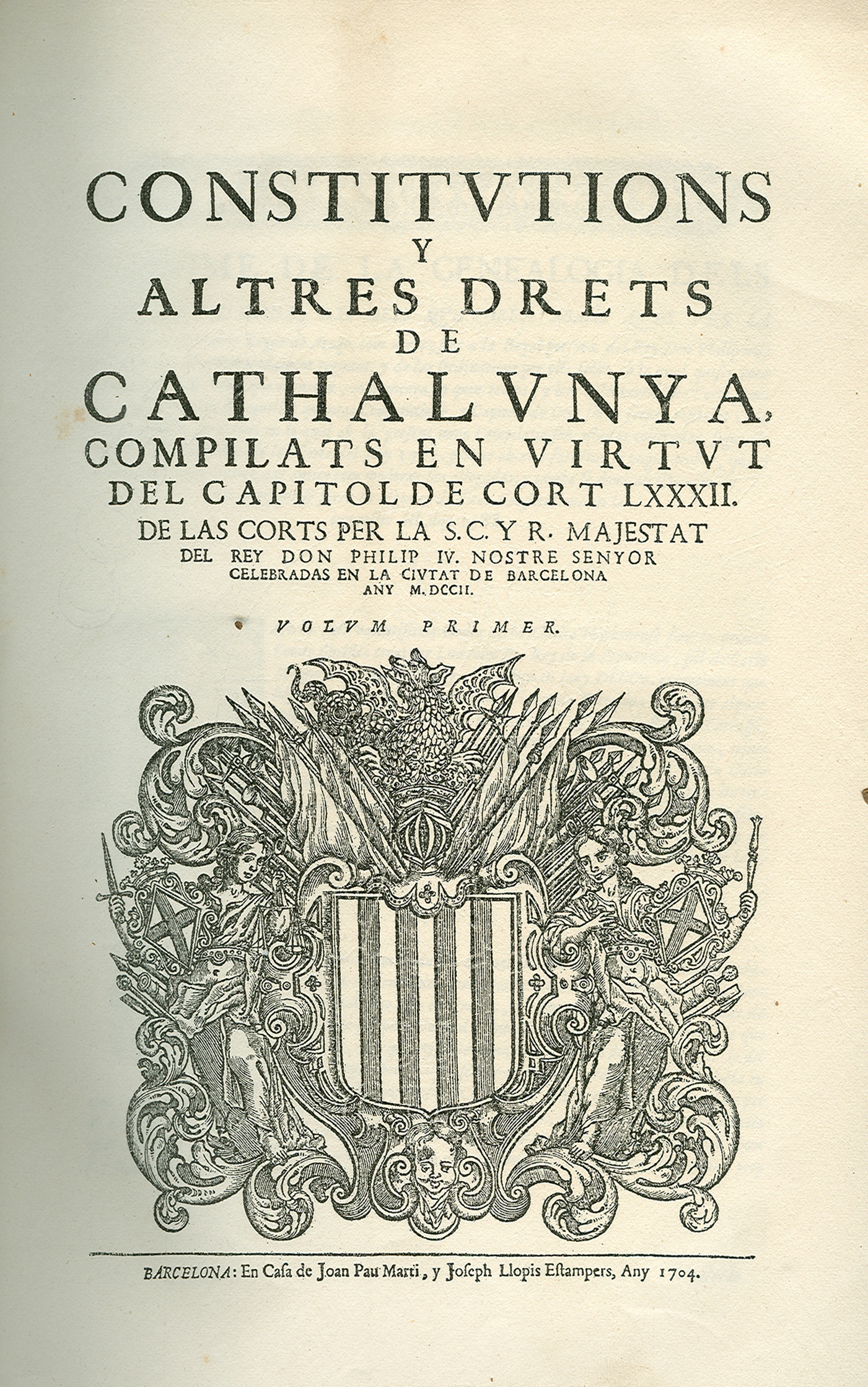
Les Constitucions catalanes de l'any 1702.

Amb el matrimoni d'Isabel de Castella i Ferran II el catòlic, tots dos de la casa castellana dels Trastàmara, el 1479 els destins de les dues corones s'uniren. Algunes interpretacions provients de la historiografia espanyolista volen veure aquí el naixement d'Espanya. Tot i això, no es pot ignorar que els estats de la Corona d'Aragó va mantenir totes les seves institucions, fins als Decrets de Nova Planta. De fet, el primer rei anomenat només de Les Espanyes (en plural) serà José Bonaparte el 1808, per l'estatut de Baiona. El seu antecessor, Carles IV d'Espanya, encara feia servir tot el reguitzell de títols, inclosos Els Algarves, Jerusalem i Gibraltar. No serà fins a la Constitució Espanyola de 1978 que es parlarà només de Regne d'Espanya. L'auge de l'imperi hispànic (amb el domini de mig Europa i el descobriment d'Amèrica) i la crisi interna catalana van portar a una certa castellanització de la societat catalana.
L'edat moderna de Catalunya és una època molt convulsa, caracteritzada per els continus conflictes contra el poder reial: Guerra civil catalana (1462-1472), Segona revolta remença (1485-1486), Guerra dels Segadors (1640-1652) i finalment la Guerra de Successió (1700-1714). Durant el final d'aquest període es produí la fragmentació del país i l'anul·lació de les institucions, lleis i sobirania de Catalunya.
Va ser amb Felip IV que la tensió entre l'absolutisme dels Habsburg i la tradició pactista va acabar esclatant al Principat de Catalunya en l'anomenada Guerra dels Segadors (1640-1652, i enmig de la Guerra dels Trenta Anys), a causa de les reformes inconstitucionals que volia impulsar el valido comte-duc d'Olivares en matèria política i fiscal. Catalunya va arribar a destronar-lo i coronar com a rei Lluís XIII de França, però els exèrcits de l'Habsburg acabaren imposant-se contra els exèrcits catalans. Com a conseqüència, Els Comtats (l'actual Catalunya Nord) foren separats de la resta d'aquest país i cedit a la monarquia francesa. El 1659, arran del tractat dels Pirineus entre les corones espanyola i francesa, Catalunya perdé una 5a part del territori i població en passar sota administració francesa el Rosselló, el Capcir, la Fenolleda, el Conflent i la meitat de la Cerdanya (menys Llívia).
El rei Felip V va decretar els Decrets de Nova Planta, una vegada derrotats els estats de la Corona d'Aragó a la Guerra de Successió Espanyola, que marginava el català i gravava l'economia local. Les vegueries es van substituir per corregiments, sota comandament militar, després de la desfeta de 1714, tal com tota Catalunya quedava sota el comandament d'un capità general. El nou règim va afavorir els qui l'havien donat suport, els anomenats botiflers (en contraposició, els fidels a la causa austriacista que eren anomenats vigatans). Un d'aquests il·lustres botiflers va ser en Pere Anton Veciana al qual s'atribueix la formació dels les Esquadres de Catalunya el 1719, que es convertiria així en la primera policia catalana. Aquest cos, reorganitzat a partir de 1721 serviria per perseguir la munió de guerrilles antiborbòniques que restaven pel país.
A final de segle xviii tindrà lloc, mercès a l'empenta de la societat catalana, la renaixença econòmica del país que prepararà la Revolució Industrial de Catalunya al segle següent i el naixement del catalanisme polític (1898).

### Guerra dels Segadors

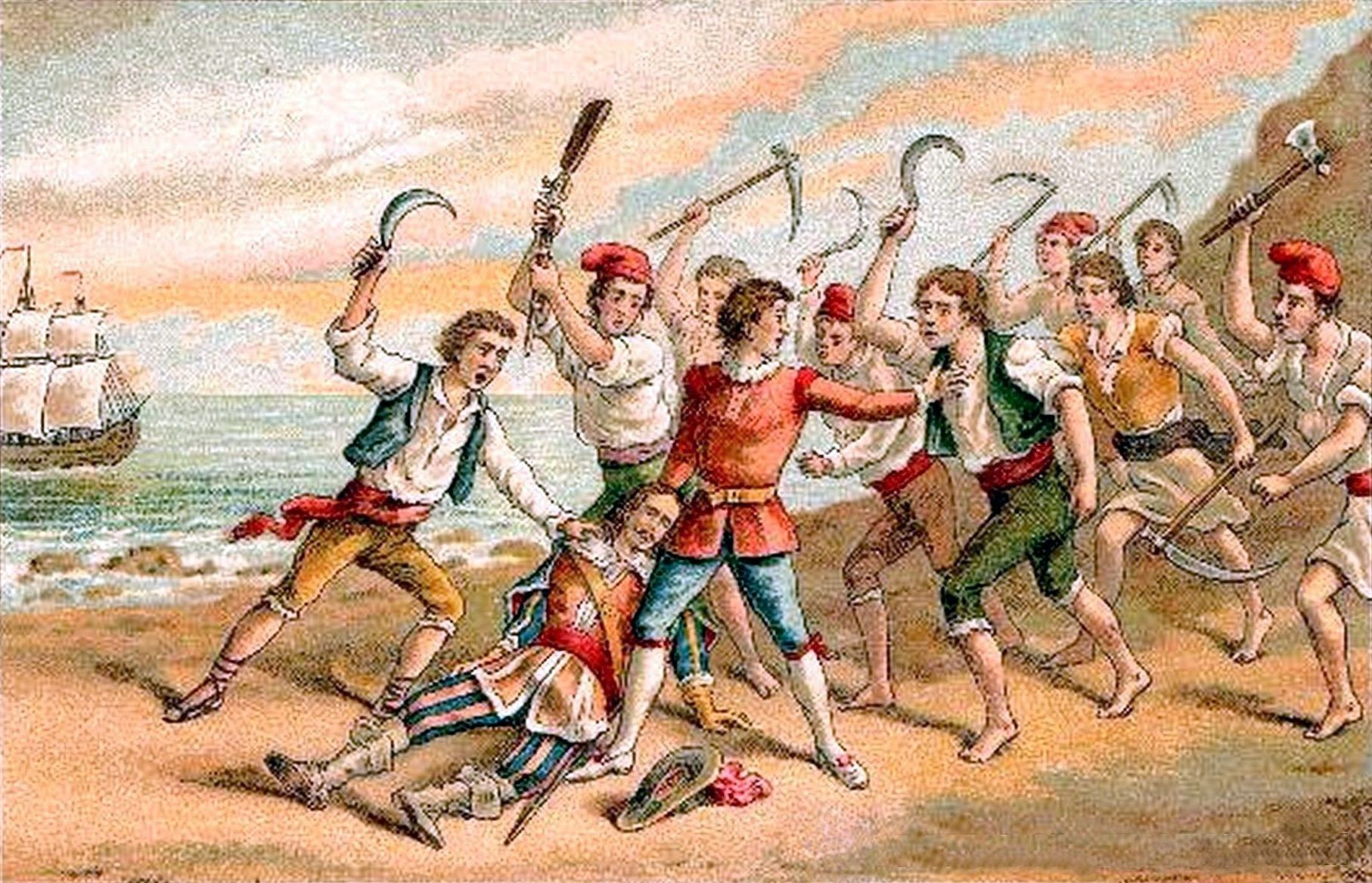
La Guerra dels Segadors, "Corpus de Sang" de H.Miralles (1910)

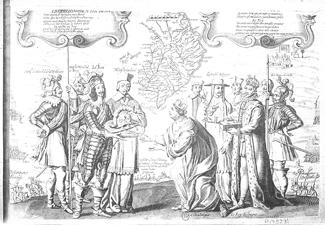
Imatge al·legòrica de la secessió de Catalunya i la integració a França

La crisi econòmica, els nous impostos i les noves necessitats militars fan que es produeixi un intent del mateix Principat de anar-se'n de la Monarquia Hispànica. Les raons de fons són de dos tipus, en primer lloc per les anomenades "causes antigues" (reducció dels privilegis medievals de la noblesa des de la unió de la Corona d'Aragó i Castella, la no convocatòria i presidència de les Corts catalanes, la introducció d'alguns dels impostos que es pagaven a Castella, i la introducció a Catalunya de la Inquisició espanyola nova en substitució de la vella Inquisició que ja operava des de l'edat mitjana, i que va ser el model pel qual es va implantar la Inquisició a Castella en l'època dels Reis Catòlics). I en segon lloc per la política centralitzadora del Comte-Duc d'Olivares, que pretenia unificar els regnes d'Aragó i Castella, reorganitzar i pujar el pagament d'impostos per mantenir la guerra dels trenta anys. Es pot resumir els principals problemes en la crisi econòmica, el malestar de la guerra, els intents castellans de imposar les seves tradicions en la Corona d'Aragó i la petició de nous impostos i lleves per mantenir l'esforç militar durant la guerra.
Durant la guerra existent entre França i Espanya des de 1635, els francesos van envair el Rosselló al comandament de Condé i es van apoderar de la vila i la plaça de Salses. Les Corts Catalanes van aixecar un exèrcit de 13.000 homes, amb ajuda de soldats reials, un exèrcit de 24.000 soldats al comandament del virrei de Santa Coloma i de Francescs de Tamarit, que va recuperar la plaça el 6 de gener de 1640, després del que Olivares va pretendre portar la guerra a l'interior de França i forçar la pau. Amb aquesta intenció es va ordenar una lleva forçosa d'uns 5.000 soldats catalans, enervant encara més els ànims, de manera que a mitjans de març els consellers (Pau Claris) i la Diputació van iniciar negociacions secretes amb el Cardenal Richelieu, primer ministre de França, que van ser ratificades a final de maig. El 1640 comença la revolta d'Independència a Portugal amb suport de França i Anglaterra. Un gran èxit per a la diplomàcia internacional francesa que obre un nou front per les tropes del rei d'Espanya, que ja havia vist com començava una revolta a Nàpols i Sicília. El 22 de maig (1640) van arribar a Barcelona 3.000 camperols del Vallès armats. De retorn a l'Empordà, van assassinar als oficials del rei refugiats en els convents obligant-los a retrocedir cap al Rosselló cometent aquests, actes de venjança a Calonge, Palafrugell, Roses i altres pobles.
El 6 de juny, que era la festivitat de Corpus (dia que posteriorment ha estat recordat amb el nom de Corpus de Sang), els segadors van entrar a la ciutat de Barcelona a la recerca de treball a la sega, sent acompanyats per rebels armats, cometent assassinats.
L'ambaixador francès, Du Plessis Besancon, es va reunir a Barcelona amb el president de la Generalitat de Catalunya, Pau Claris, amb la intenció de treure el Principat en l'aliança d'unificació entre la Corona de Aragó i Castella. Es va arribar a un acord mitjançant la signatura del tractat el 16 desembre de 1641 i Catalunya i les seves Corts van nomenar al rei Lluís XIII de França princeps de Catalunya. El 4 de desembre de 1642 va morir Richelieu i, pocs mesos després, el rei Lluís XIII. Per la seva banda, Felip IV va prescindir del Comte Duc d'Olivares. Tot això va marcar un canvi de tendència en la Guerra i, encara que les tropes franceses van entrar a Catalunya com aliats dels catalans, aviat va ser evident per aquests que els soldats francesos es comportaven de la mateixa manera a com ho havien fet els de Felip IV. Un any després van ser recuperades Lleida i les comarques lleidatanes, que no van tornar a caure en mans franceses. El 1648 acaba la guerra dels 30 anys amb la Pau de Westfàlia, el que deixa lliures a les tropes del rei per intervenir en Catalunya. El 1649 els reialistes van avançar fins a gairebé Barcelona, on el comportament dels francesos va fer inclinar la balança novament a favor de Felip IV produint fins i tot diverses conspiracions en aquest sentit, i cal destacar la protagonitzada per la senyora Hipòlita d'Aragó, baronessa d'Albi.
El 1651 Joan d'Àustria inicià el setge de Barcelona recuperant en menys d'un any Mataró, Canet de Mar, Calella, Blanes, Sant Feliu de Guíxols i Palamós. La Diputació del General va reconèixer a Felip IV, provocant la fugida de Margarit (president de la Diputació després de la mort de Clarís) i els seus partidaris a França. La ciutat, en estat de pesta després d'un any de setge, es va rendir, poc després, el 3 de gener de 1653, Felip IV va confirmar les Lleis i Constitució del Principat. La fi de la guerra es va saldar amb l'annexió del Rosselló, el Conflent, el Vallespir i part de la Cerdanya a la corona francesa, annexió confirmada en el Tractat dels Pirineus (1659), encara que en la Catalunya del nord sota administració francesa els furs catalans van ser derogats el 1660 i l'ús del català poc després, incomplint el rei Lluís XIV de França aquest tractat.

### Primera república catalana
El 16 de gener de 1641, els Braços van acceptar la proposta de constituir la República Catalana sota la protecció de França, i el 17 de gener ho feu el Consell de Cent. Aquesta decisió va ser presa en un context d'extrema dificultat i va ser vista per molts com l'única manera de preservar les institucions catalanes davant l'amenaça castellana, i s'emprà el raonament que els privilegis carolingis contenien els pactes fundacionals de la res publica catalana.

### Tractat dels Pirineus i partició de Catalunya

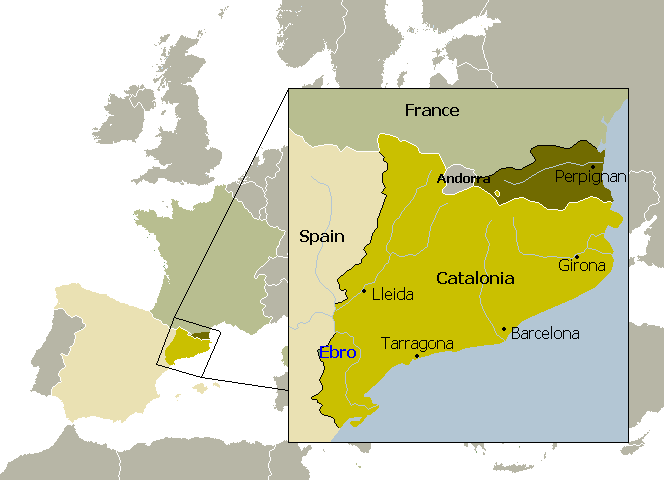
Partició del Principat de Catalunya el 1659, com a conseqüència del Tractat dels Pirineus.

El Tractat dels Pirineus o Pau dels Pirineus va ser signat el 7 de novembre del 1659 per part dels representants de Felip IV de Castella i III d'Aragó, Luis de Haro i Pedro Coloma, i els de Lluís XIV de França, Cardenal Mazzarino i Hugues de Lionne, a l'illa dels Faisans (al riu Bidasoa, als límits del País Basc Nord), tot posant fi al litigi de la Guerra dels Trenta Anys. Una de les conseqüències d'aquest tractat va ser la cessió al Regne de França del comtat del Rosselló i part del de la Cerdanya.
Felip IV va negociar aquest tractat sense consultar les Corts Catalanes ni els afectats. De fet, els ho va amagar oficialment fins a les Corts de Barcelona de 1702, tot i que va ser públic i notori des de 1660, tal com consta al Dietari de la Generalitat, on la Diputació va haver de fer una ambaixada al virrei per a "donar-li l'enhorabona de la feliç nova de l'ajustament de les paus entre Espanya y França". Els territoris afectats van conspirar durant anys per tornar a unir-se amb el Principat, i les autoritats catalanes també es van resistir a acceptar la partició, que no va poder fer efectiva fins al 1720.
El territori català es dividia així en contra de la voluntat de les institucions catalanes, contra el Jurament per les Illes, pel qual les terres de l'antic Regne de Mallorca no podien separar-se de les de la Corona d'Aragó, per la voluntat de la monarquia hispànica de cedir els territoris del nord de Catalunya a canvi de mantenir les possessions a Flandes. A diferència de Gibraltar o Menorca, cedides a Anglaterra el 1713 pel Tractat d'Utrecht, cap govern espanyol ha demanat la restitució dels territoris nord-catalans cedits en el Tractat dels Pirineus. Sovint es considera al Tractat dels Pirineus com a part dels Tractats de Westfàlia, del que es considera una conseqüència.

### L'11 de setembre de 1714 i l'abolició de les institucions, lleis i la sobirania de Catalunya
Durant la Guerra de Successió Catalunya, com la resta d'estats de la Corona d'Aragó, es va decantar a favor de l'Arxiduc Carles, qui va ser reconegut a Barcelona el 1705 com a rei de la Monarquia Hispànica amb el títol de Carles III, i allí va situar la seva cort. La fidelitat de Catalunya a la causa austriacista la convertirà en l'últim reducte —juntament amb el regne de Mallorca— de la resistència a l'avanç de Felip V, fins i tot després que s'haguessin signat els tractats d'Utrecht-Rastatt (1713-1714) que van posar fi a la guerra a Europa. Després de la capitulació de Barcelona el 12 de setembre de 1714 el rei va promulgar el Decret de Nova Planta que va obrir una nova etapa en la història de Catalunya.
L'11 de setembre de 1714 tingué lloc la darrera defensa de Barcelona després de 14 mesos de setge davant el duc de Berwick durant la Guerra de Successió en la qual els Borbons (Felip V) i els Àustries (amb l'Arxiduc Carles) varen lluitar per tot Europa per la corona d'Espanya, on va adquirir caràcter de guerra civil, ja que els partidaris d'ambdós candidats estaven repartits per tot el territori, concentrant-se els filipistes a la part de la Corona de Castella (Castella, Andalusia i nord-oest de la península), i els austriacistes a la Corona d'Aragó (Regne d'Aragó, Principat de Catalunya, Regne de València i Regne de Mallorca). Amb la victòria de Felip V, s'implantà un sistema polític uniforme a gairebé tots els seus dominis, que a partir d'aquell moment comprengueren, a més de la Corona de Castella, la d'Aragó. Es van derogar els privilegis nobiliaris, els Furs locals i les institucions d'autogovern abans respectades per la Casa d'Àustria a tots els regnes declarats austriacistes (Menorca, llavors sota domini anglès, se'n va escapar temporalment). Per això, l'11 de setembre també es recorda la consegüent abolició de les institucions i llibertats civils catalanes.

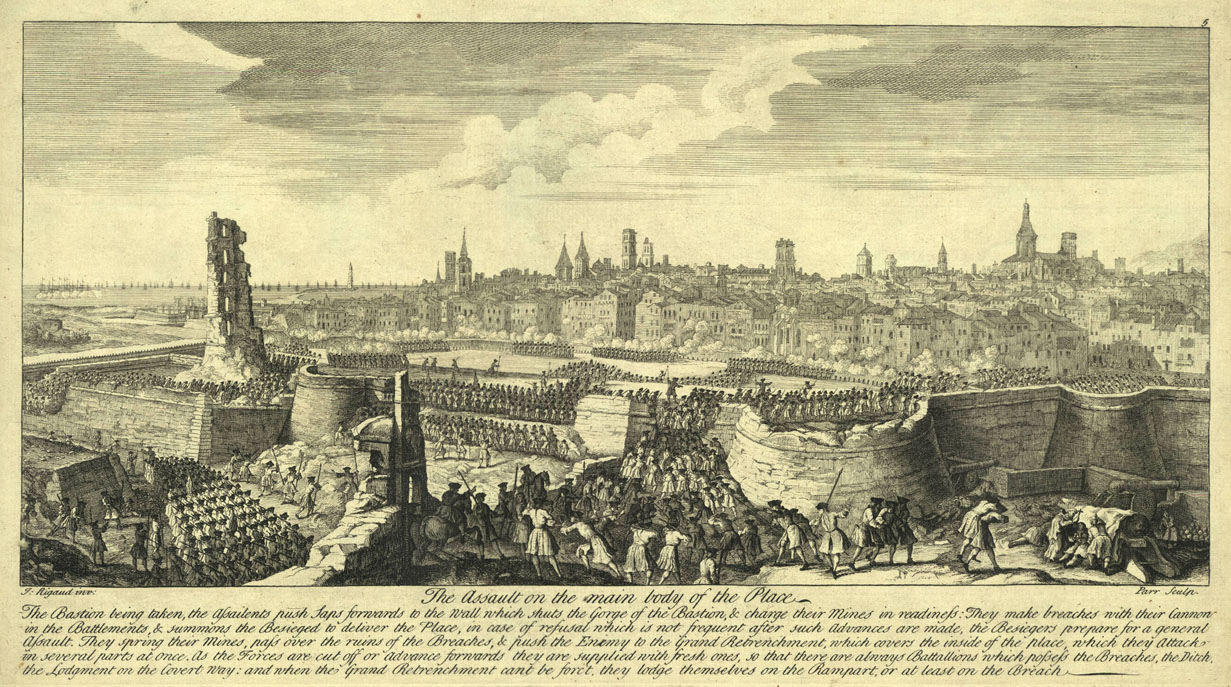
Assalt final de les tropes borbòniques sobre Barcelona l'11 de setembre de 1714.

### La Nova Planta absolutista de Catalunya
El 16 de gener de 1716 es va publicar el Reial Decret de 16-I-1716 que establia el nou sistema de govern absolutista, establint la Nova Planta de la Reial Audiència de Catalunya (borbònica) seguint el model castellà. El dret civil català, el dret penal i el processal –més severs els catalans que els castellans– quedaren restablerts per defecte en no pronunciar-se sobre aquests en el Reial Decret de 16-I-1716 i establir en l'article 42 que quedaven com a subsidiaris: «En tot allò que no estigui en els capítols precedents d'aquest decret, s'observen les constitucions que abans hi havia a Catalunya; entenent-se que són de nou establertes per aquest decret, i que tenen la mateixa força i vigor que l'individual manat per ell». Havent estat abolit el dret públic, la reial audiència quedava presidida pel Capità General de Catalunya que aquest recollia les atribucions dels antics virreis. En el govern local també s'aplicaren les lleis castellanes, quedant abolides les tradicionals vegueries, que foren substituïdes per dotze corregiments al capdavant dels quals hi havia un corregidor escollit pel rei, i es prohibia el sometent. Per defecte, es mantingué el Consolat de Mar i la jurisdicció que aquest exercia. El català fou substituït pel castellà, que des de llavors passava a ser oficial i obligatori a l'administració i a la judicatura.

Catalunya en un mapa de l'any 1608. (Jan Baptist Vrients).

### L'inici de l'Estat-nació espanyol
Partint del pòsit polític del Comte-duc d'Olivares i l'absolutisme d'en Felip V, l'assimilació de la Corona d'Aragó per la Corona castellana mitjançant els Decrets de Nova planta fou el primer pas en la creació de l'estat nació espanyol. I com altres estats nació europeus en formació, tampoc fou sobre una base ètnica uniforme, sinó mitjançant la imposició de les característiques polítiques i culturals de l'ètnia dominant, en aquest cas la castellana, sobre les de les altres ètnies, esdevingues minories nacionals a assimilar mitjançant polítiques nacionalistes. Aquestes polítiques nacionalistes, en ocasions molt agressives, i encara vigents, han sigut i són la llavor dels reiterats conflictes territorials dins l'Estat.

## Edat contemporània de Catalunya

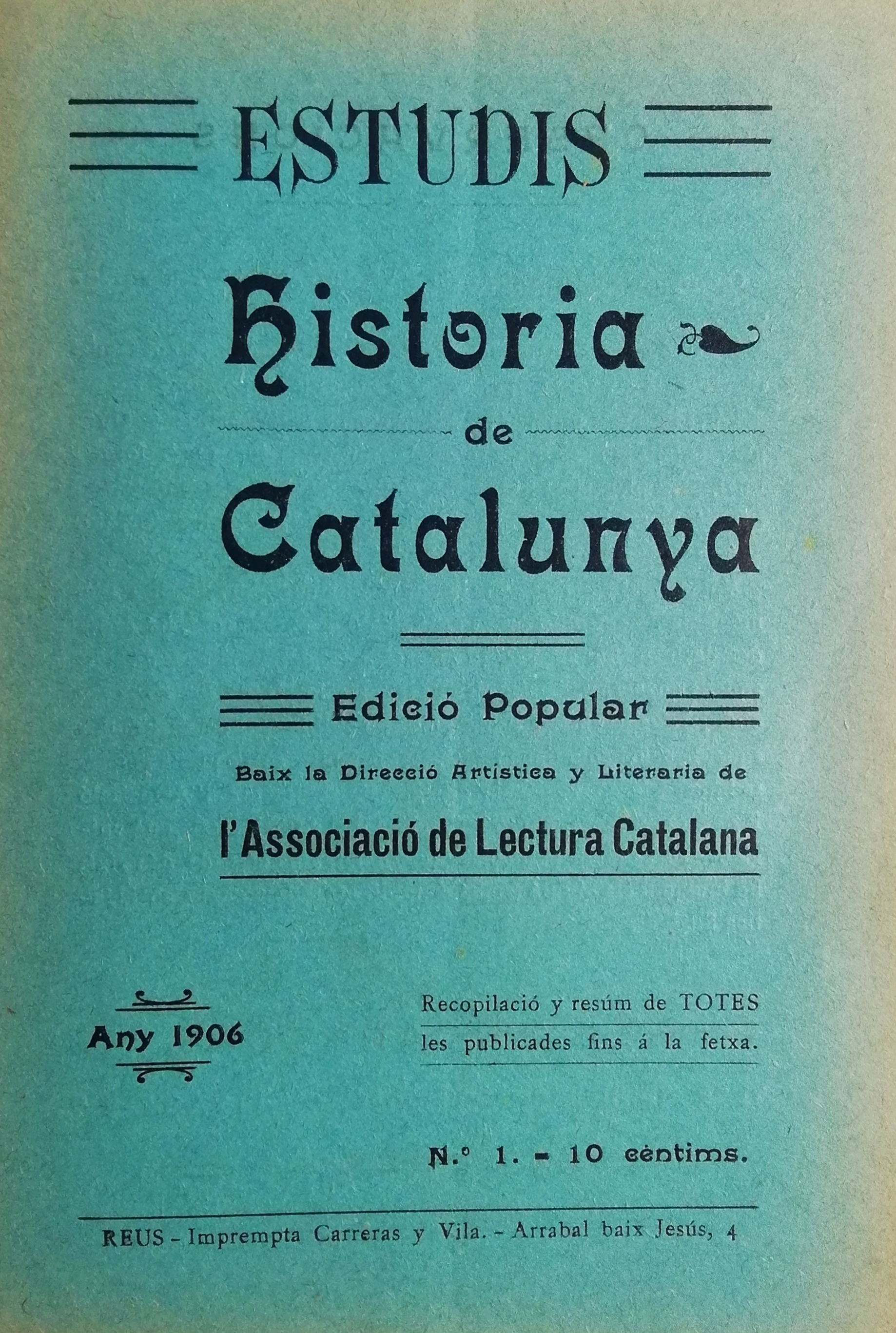
Una de les primeres històries de Catalunya, venudes en fascicles, a l'edat contemporània, l'any 1906

La Història Contemporània de Catalunya s'inicia el segle xix amb la Guerra del Francès (1808-1814).
En l'àmbit institucional és una fita destacada la construcció de l'estat liberal a Espanya i la consegüent crisi del sistema d'Antic Règim.
En l'àmbit econòmic, Catalunya, a diferència de la resta de l'Estat, exceptuant el País Basc, realitza de forma sorprenent la Revolució Industrial de Catalunya durant el segle xix.
En l'àmbit cultural neix la Renaixença catalana, és un moviment cultural català del segle xix. El seu nom sorgeix de la voluntat de fer renéixer el català com a llengua literària i de cultura després de segles de diglòssia respecte al castellà (període anomenat genèricament Decadència).
En l'àmbit polític, el segle xix, veu aparéixer una nova força ideològica: el naixement del catalanisme polític.

### Guerra del Francès
La Guerra del Francès fou un conflicte bèl·lic entre Espanya i el Primer Imperi Francès que s'inicià el 1808 amb l'entrada de les tropes napoleòniques, i que conclogué el 1814, amb el retorn de Ferran VII d'Espanya al poder. En l'anàlisi dels fets militars, no es pot parlar d'un enfrontament entre els exèrcits francès i espanyol, sinó que existeix una important presència de la guerra de guerrilles, en una dimensió desconeguda fins al moment.

### Corts de Càdis i perìode absolutista del Ferran VII
Havent quedat el país sense poder central a arrel de la guerra del Francès, es constituïren Juntes de govern locals i regionals, amb funcionament autònom. En el cas de Catalunya es constituí una Junta Superior amb seu a Lleida, que donà als diputats catalans a les Corts de Càdis el mandat de requerir el restabliment els Furs en funció de com es plantegès el nou Estat espanyol. Però a Càdis triomfaren les tendències unitàries d'influència francesa, com ara un poder central fort i una divisió territorial per províncies a imitació de la francesa.
El retorn del Ferran VII anul·là els canvis plantejats, excepte pel que feia a Catalunya, continuant el procés centralitzador:
- El 1822 es derogà el Dret Penal Català
- El 1825 s'establí arreu d'Espanya l'ensenyament uniforme en castellà
- El 1829 es publicà el codi de comerç espanyol, a imitació del francès, anul·lant el Dret mercantil català i el Llibre del Consolat del Mar

### Construcció de l'estat liberal a Espanya

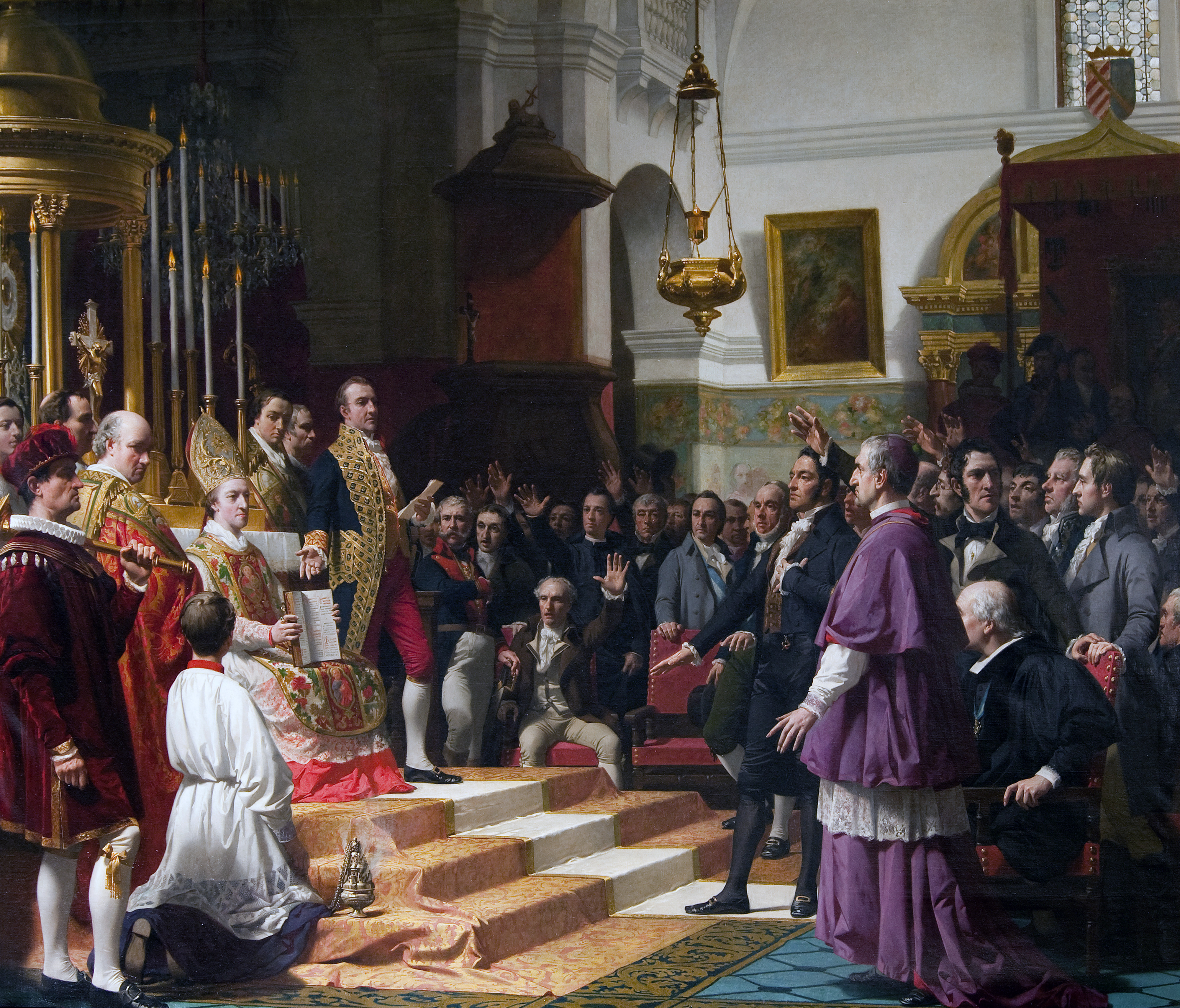
Junta Suprema de les Corts de Cadis.

La construcció de l'estat liberal a Espanya va començar a partir de la mort, el 1833, de Ferran VII, monarca absolutista. Aquest arribarà fins a la Revolució de 1868. Es narra, doncs, el complex i imperfecte procés de modernització de les estructures socials i de la transformació de l'Estat espanyol en un sentit liberal i constitucionalista. Les condicions institucionals pròpies d'una economia de mercat moderna van quedar finalment establertes, superant-se, doncs, la societat d'Antic Règim.
És durant aquest perìode que es recupera la divisió provincial promoguda per les Corts de Càdis, i es prosseguí el procés centralitzador espanyol, amb mesures diverses de les que es poden assenyalar algunes:
- El 1834 es crea el Tribunal Suprem a Madrid, i es torna a exigir l'escolarització en castellà.[16]
- El 1837 va ser el darrer cop que s'encunyà moneda catalana.
- El 1838 es prohibeix que els epitafis dels cementiris siguin en català.[24]
- El 1845 es suprimí el Cadastre, que venia a ser una mena de concert econòmic, i s'imposaren els tributs generals.
- El 1845 s'imposaren els consums i les quintes
- El 1862 la nova llei del Notariat prohibí les escriptures públiques en català.

### La crisi de la monarquia absoluta
L'economia catalana havia estat seriosament afectada per les guerres del final del segle xviii i el principi del xix car aquestes produeixen despeses extraordinàries immenses sense increments proporcionals a la tributació ordinària, i deprimeixen l'activitat econòmica i, per tant, motiven la caiguda de la recaptació. Els desequilibris es fan molt grans i l'Estat ha de recórrer a l'endeutament massiu. El període de guerres que es va iniciar a Espanya el 1793 va presentar una situació d'aquesta naturalesa, agreujada per la mateixa continuïtat dels conflictes.
Així, de l'any 1793 al 1807, la despesa anual de l'Estat es va duplicar, mentre que els ingressos interiors es van mantenir estables i l'augment de les transferències dels territoris americans de l'Imperi no va aconseguir assolir els equilibris perduts. La traducció més patent va ser l'emissió massiva de vales reales -a mig camí entre diner fiduciari i títols del deute-, que es van depreciar ràpidament, i l'endeutament.

### Liberalisme i carlisme

La senyera tradicional carlina

El carlisme va ser un moviment polític ultraconservador a Espanya, que pretenia d'establir una branca alternativa dels Borbons al tron d'Espanya. Ideològicament, el carlisme és tradicional, anti-"liberal" i reaccionari. Va néixer el 1833 i el seu lema de Déu-Pàtria-Furs-Rei, avui ho reflecteixen i actualitzen com Federalisme/Confederació-Socialisme-Autogestió. El seu suport social provenia tradicionalment de les àrees rurals, atès que molts pagesos veien amenaçada la seva forma tradicional de viure amb l'entrada dels principis econòmics liberals al camp, a causa de les successives desamoritzacions i també dels constants atacs per a privar-los dels Comunals. El suport del baix clergat al primer moviment carlí també fou considerable, per la seva defensa d'un catolicisme militant, atès que l'Església llavors no admetia la llibertat de culte, així com tampoc la laïcitat de l'Estat. Altrament, així com els Furs bascos i navarresos, en el marc de Catalunya cal considerar també el rerefons de recuperació dels Furs perduts després del Decret de Nova planta, segons la promesa del pretendent Carles Maria Isidre de Borbó.

### Guerres Carlines

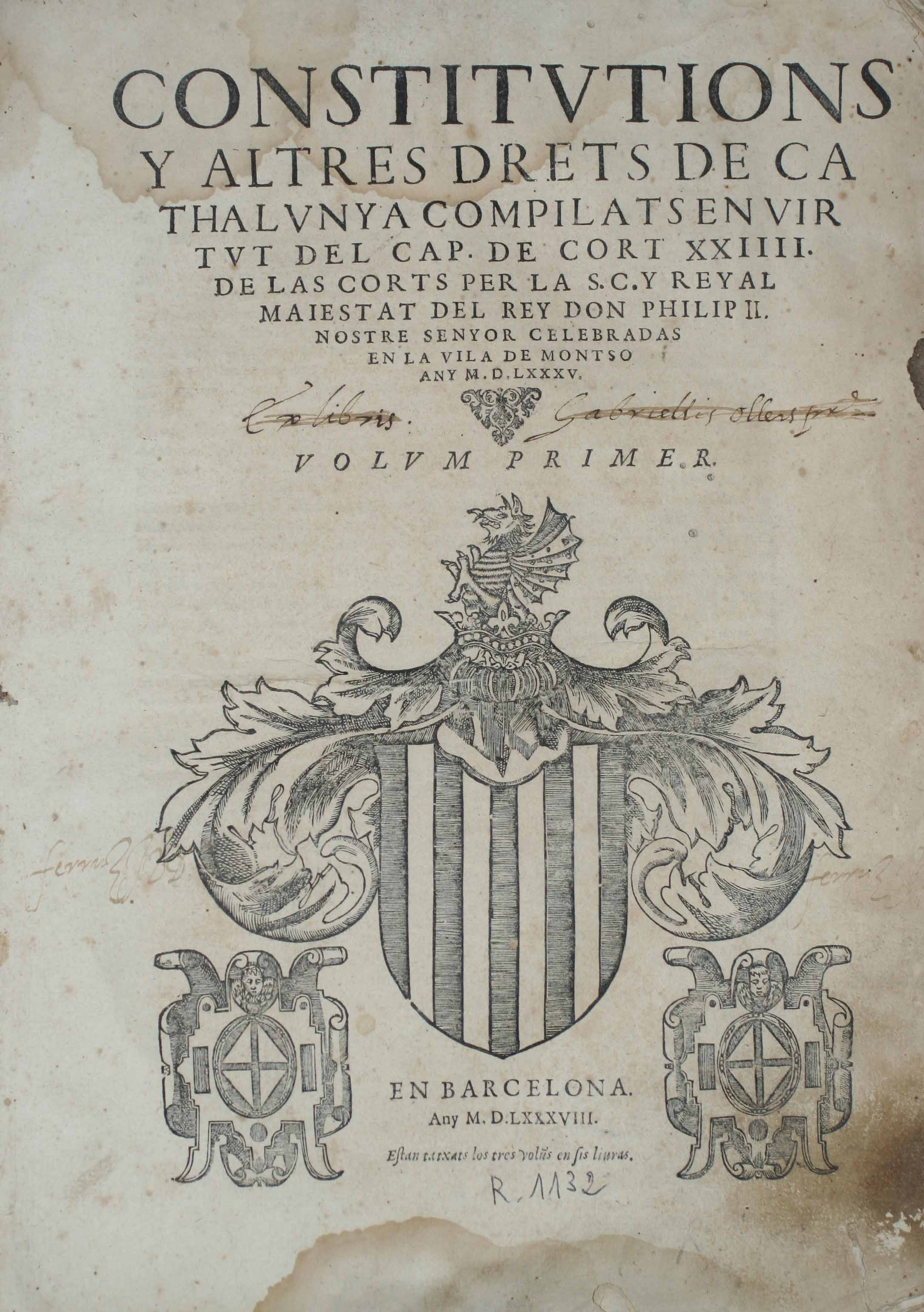
Constitucions de Catalunya de 1585

Les Guerres Carlines (dites també popularment en català carlinades) foren tres guerres que tingueren lloc a Espanya al segle xix. Foren l'origen del moviment polític carlí.
Durant el Trienni Liberal (1820-23), els sectors absolutistes van organitzar les partides reialistes, que van disposar d'un ampli suport a les comarques interiors de Catalunya. La insurrecció va reprendre amb la Guerra dels Malcontents (1827).
- La Primera Guerra Carlina (1833-1839) es va iniciar a la mort de Ferran VII. Aquest conflicte va enfrontar els carlins, partidaris dels drets dinàstics de Carles Maria Isidre, germà del monarca difunt, i els isabelins o cristins, defensors dels drets de la seva filla Isabel II, com a resultat de la proclamació de la Pragmàtica Sanció (1830), que havia abolit la llei sàlica dels Borbons, segons la qual la successió havia de ser sempre masculina.
- La Segona Guerra Carlina (1846-1849), va tenir lloc a Catalunya, on es va anomenar també Guerra dels Matiners. Més que no pas una guerra estrictament carlina, fou una revolta catalana contra les noves mesures fortament centralistes del govern liberal de Ramón María Narváez unides a la combinació d'una crisi agrària produïda per un seguit de males collites que van fer augmentar el preu del pa i que van agreujar les condicions de vida de les classes populars, afegida a una crisi conjuntural de la indústria tèxtil que va provocar un greu malestar a les ciutats i una revolta popular en oposició a les lleves militars de les quintes abusives[28] Amb els processos de desamortització hi va haver un canvi de propietat de terres que van afectar la pagesia i els va privar de les activitats tradicionals de carboneig, fer llenya i pasturatge.[29] El 17 de maig de 1847 fou afusellat a Solsona pels Mossos d'Esquadra el mariscal de camp carlí Benet Tristany, i exposat el cadàver del brigadier Porredon, mort a cops de baioneta a Clariana de Cardener. Ambdós havien estat localitzats la nit del 15 de maig pels liberals gràcies a una delació.[30] L'abril del 1848 es reprengué la guerra quan Josep Masgoret entrà a Catalunya posant-se al capdavant de les forces montemolinistes i Ramon Cabrera entrava el 23 de juny donà impuls a la lluita, però la detenció del pretendent carlí pels duaners francesos quan intentava d'entrar a Catalunya el 4 d'abril de 1849 desanimà els seus partidaris i el 26 d'abril Ramon Cabrera passà a França fins que el 14 de maig de 1849 els darrers montemolinistes travessaren la frontera, manats pels Tristany, o bé es lliuraren als governamentals.
- El Desembarcament carlí de Sant Carles de la Ràpita o Ortegada, l'intent de cop d'estat protagonitzat per Jaime Ortega el 1860.
- Durant la Tercera Guerra Carlina (1872-1876), les forces carlines van arribar a ocupar algunes ciutats de la Catalunya interior. Isabel II d'Espanya era a l'exili i el rei Amadeu I, monarca des del 1871, no era gaire popular. Carles VII, net de Carles Maria Isidre de Borbó, va prometre a catalans, valencians i aragonesos el retorn dels furs i les constitucions que havia abolit Felip V.

### Sexenni democràtic

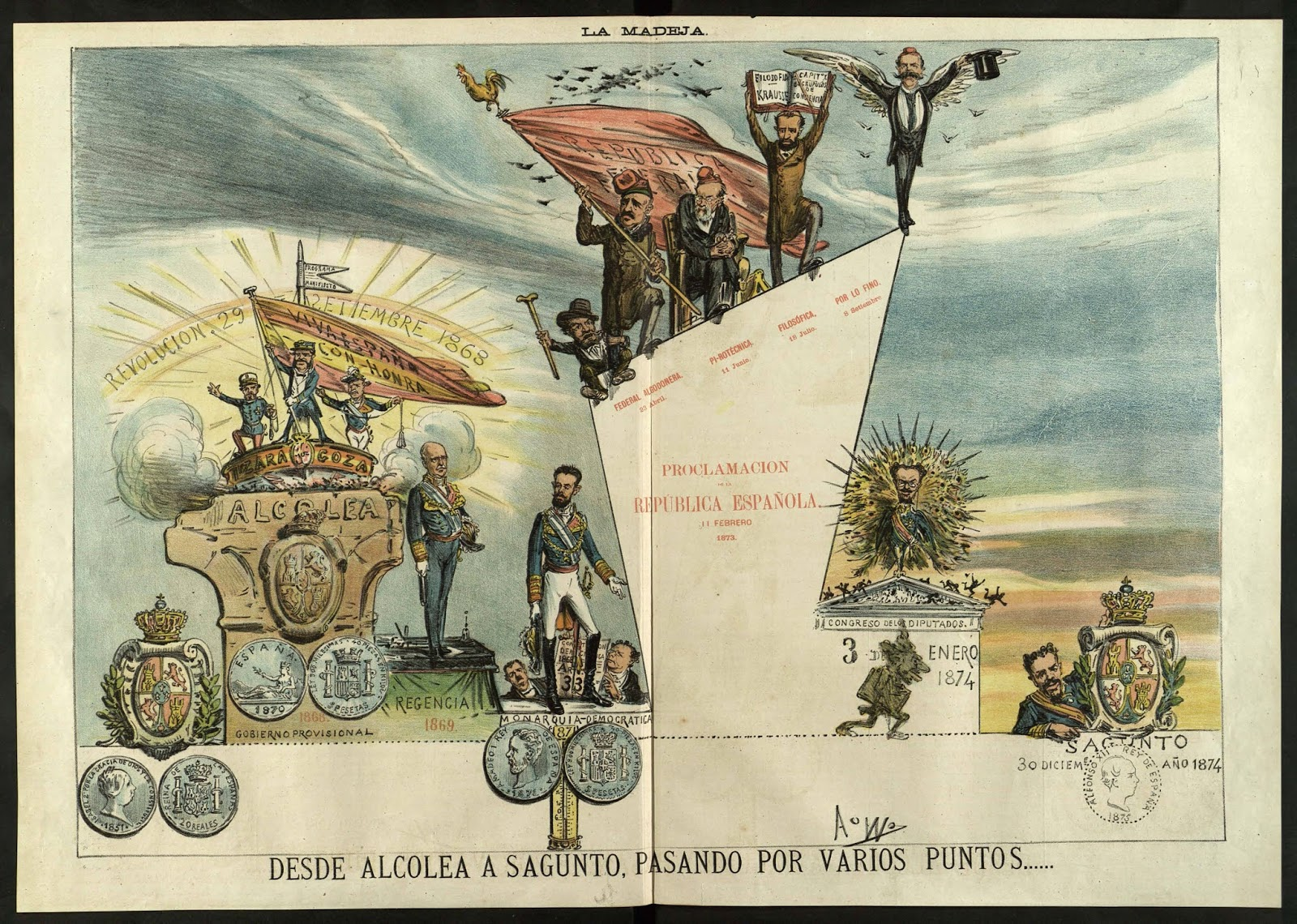
Caricatura respecte a les etapes del Sexenni Democràtic públicat a la revista barcelonina La Flaca amb la capçalera de “La Madeja”, el 1874.

El Sexenni Democràtic o Sexenni Revolucionari és un període històric del Regne constitucional d'Espanya comprès entre la Revolució de 1868 que suposà la fi del regnat d'Isabel II d'Espanya i la Restauració de la dinastia borbònica el Gener del 1875. Aquesta etapa de la història espanyola es pot considerar un fet homòleg a la primavera dels pobles que visqueren les nacions europees; arribada, com molts altres fets o corrents, amb un cert retard a la península.

#### Revolució de 1868

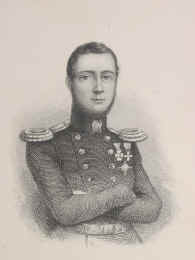
Gravat del general Prim

L'any 1866, tot un conjunt d'opositors al règim monàrquic d'Isabel II acordaren l'anomenat Tractat d'Ostende, tractat amb el qual pretenien posar fi a la dinastia borbònica així com amb el seu contemporani govern corrupte de Narváez. Com a resultat d'aquest pacte, al setembre de 1868, a Cadis, s'inicià la coneguda Revolució de 1868, també dita "La Gloriosa". A part de ser un aixecament militar liderat per Joan Prim i Francisco Serrano, cal tenir present el suport de la població, car en molts pobles la ciutadania ocupà els carrers amb el crit de "Morin els Borbons". Havent triomfat l'aixecament i després de la redacció de la Constitució de 1869, la Constitució més liberal del sXIX, de seguida sorgí el problema de en quina figura havia de recaure la monarquia espanyola. Finalment, Amadeu de Savoia, membre de la família reial italiana que havia dut a terme la reunificació del seu Estat, fou elegit com a nou Monarca constitucional -és a dir, Rei que regna, però que no governa- l'any 1871. No obstant això, el regnat d'Amadeu I durà fins al 1873, moment en què abdicà en vistes de la manca de suport dels diferents partits polítics, de les sublevacions populars decebudes, a més de la tercera guerra carlina la qual havia estat detonada per la seva elecció com a rei en comptes del pretendent carlí. A la seva marxa es va proclamar la Primera República Espanyola.

### Primera República Espanyola

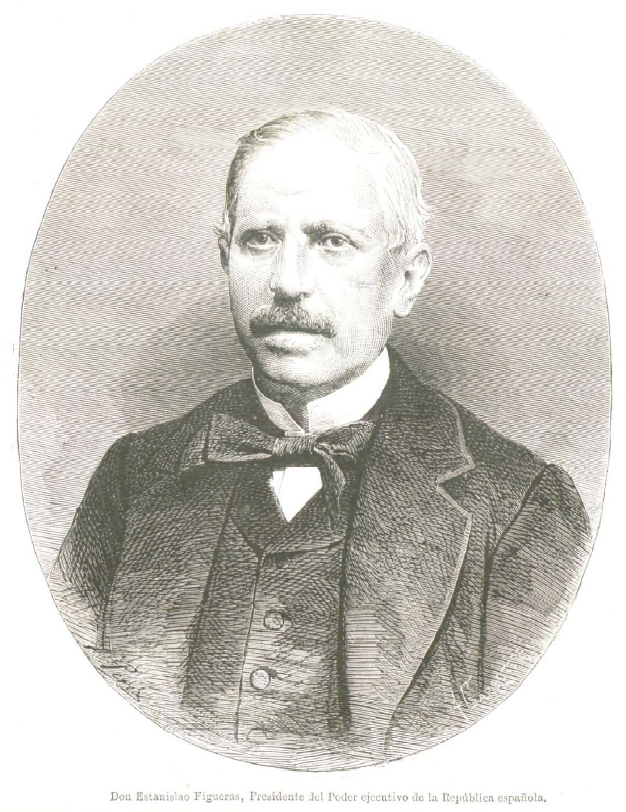
Estanislau Figueras, President Català de la Primera República Espanyola.

La Primera República Espanyola (febrer 1873 – gener 1874) va ser el primer període en la història d'Espanya en el qual l'elecció, tant del Cap d'Estat com del Cap de Govern era democràtica. El rei Amadeu de Savoia abdicà el dia 11 de febrer de 1873. Al mateix temps el poble de Madrid va prendre els principals punts de la ciutat en suport dels diputats republicans que aconseguiren l'endemà la proclamació de la República. El republicanisme està dividit entre els que volen una República unitària (un únic govern per a tot el país) i els que volen la República federal (estats autònoms que es posen d'acord per a crear un Estat de rang superior). Des de febrer fins a juny, la presidència recau sobre Estanislau Figueras, home relativament feble, a qui donen suport els unitaris. Al juny, les Corts Constituents, que preparen una nova Constitució Republicana Federal, nomenen de President Francesc Pi i Margall (republicà federal). Aquest resultà un valuós intel·lectual i capaç home d'estat però que es va veure sobrepassat pels esdeveniments.
Fins a 1931 els republicans espanyols celebraven l'11 de febrer l'aniversari de la Primera República; posteriorment la commemoració es va traslladar al 14 d'abril, aniversari de la proclamació de la Segona República, dia que entre 1932 i 1938 va ser festa nacional.

### Restauració monàrquica
La Restauració borbònica fou el període de la història d'Espanya comprès entre el pronunciament del General Arsenio Martínez Campos el 1874 que posà fi a la Primera República Espanyola, i la proclamació de la Segona República el 14 d'abril de 1931.
El pronunciament de Martínez Campos el 1874 restablí la Monarquia Espanyola i la dinastia borbònica en el fill d'Isabel II, el rei Alfons XII d'Espanya. El període es caracteritza per una certa estabilitat institucional, la conformació d'un model liberal de l'Estat i la incorporació dels moviments socials i polítics, fruit de la revolució industrial, que comença la seva decadència amb la dictadura de Miguel Primo de Rivera en 1923.
La República espanyola es trobà amb un gran nombre de dificultats; en primer lloc, la gran majoria de polítics i de la població en desconfiaven mentre que la jerarquia eclesiàstica, els carlins i altres conservadors hi estaven clarament en contra; per altra banda, els camperols veieren en la República la possibilitat d'una reforma agrària, fet que els governs republicans ni es van plantejar, i els obrers sortiren a ocupar els carrers; a tot això cal afegir-hi a més a més, les confrontacions entre els republicans unitaris i els federalistes i cantonalistes així com l'intent de Catalunya de crear un Estat Català dins de la República Federal Espanyola.
Com a resultat, el gener de 1874, Manuel Pavía va fer un pronunciament lliurant el poder al general Francisco Serrano, qui governà de forma dictatorial durant 12 mesos; finit aquest temps, Arsenio Martínez-Campos Antón, realitzà un cop d'Estat a Sagunt, i el 29 de desembre de 1874 es proclamà rei Alfons XII, fill d'Isabel II, amb què es tornava a la monarquia borbònica que va iniciar l'època de la Restauració.

### Revolució Industrial de Catalunya

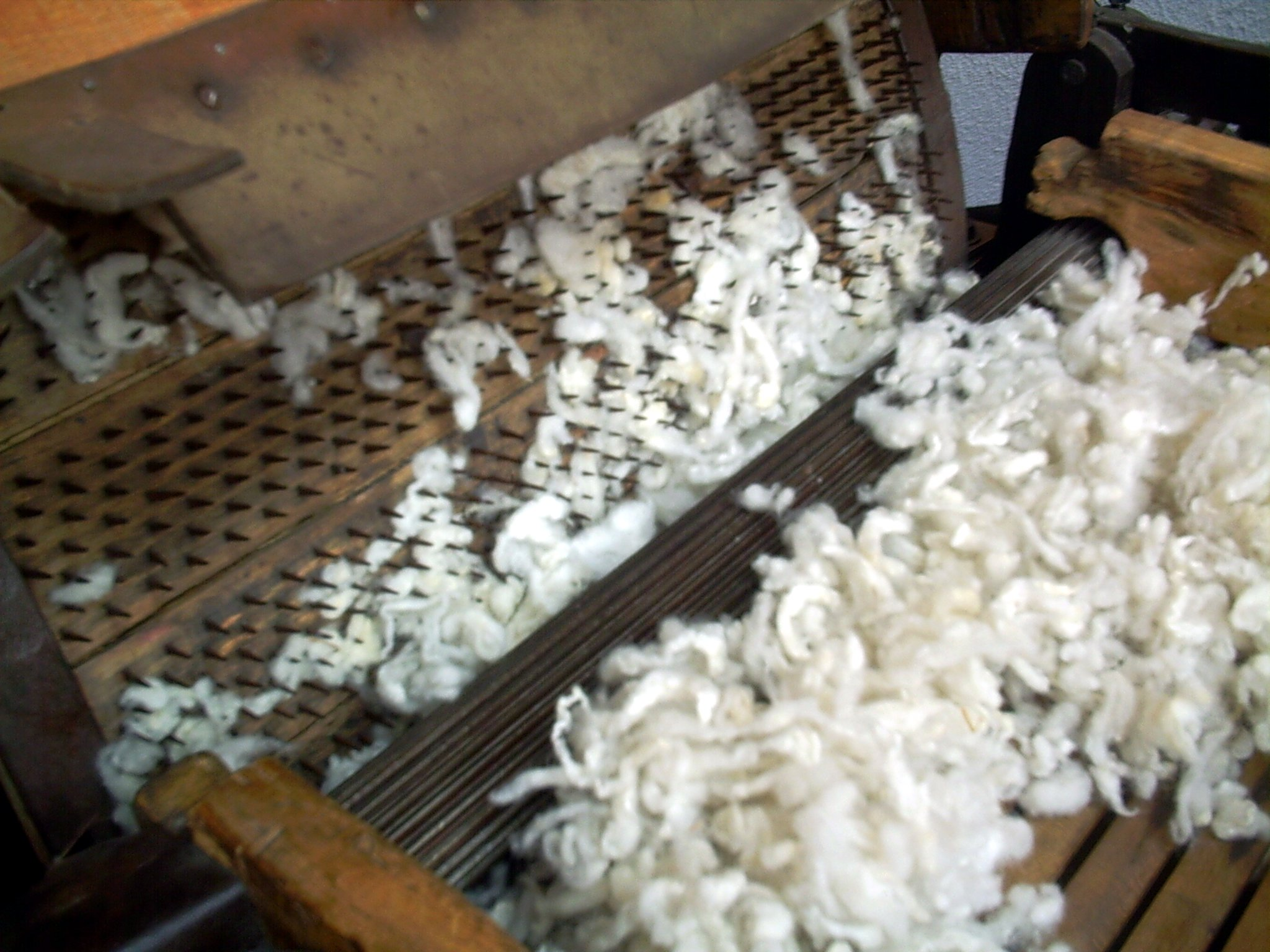
Cotó en una obridora a l'antiga fàbrica tèxtil del Vapor Aymerich, Amat i Jover, ara seu del Museu de la Ciència i de la Tècnica de Catalunya a Terrassa

La Revolució Industrial de Catalunya, o l'era del vapor, es va produir entre 1840 i 1891, fet que va convertir Catalunya en un dels territoris de major dinamisme industrial i va incorporar-se al grup reduït de les regions europees que van assolir abans del 1860 uns nivells d'industrialització elevats. La Revolució Industrial va ser possible per la renaixença econòmica que va experimentar la societat i l'economia catalana durant el segle xviii. L'augment de la demanda i la transformació del sistema productiu, amb una mobilització important d'iniciativa, treball i capital van ser elements centrals.
Durant la primera etapa del procés d'industrialització, des de l'acabament de la Revolució Liberal fins a la virada nacionalista del capitalisme espanyol (1891), les relacions econòmiques amb la resta d'Estat espanyol es van intensificar molt decididament. La integració econòmica va progressar al mateix temps que es va avançar en la unificació de l'àmbit administratiu, fiscal i financer. El desenvolupament de les infraestructures modernes, especialment gràcies a la construcció de la xarxa ferroviària, va incentivar aquesta dinàmica.
El creixement econòmic català va ser resultat, en gran part, de la ràpida integració a l'economia espanyola. Les vendes dels productes de la nova indústria van conformar el corrent més actiu d'aquestes relacions. També van augmentar les connexions amb el mercat colonial de Cuba i Puerto Rico i, bé que de forma limitada, el tràfic amb la resta del món.

### Naixement del catalanisme cultural: La Renaixença

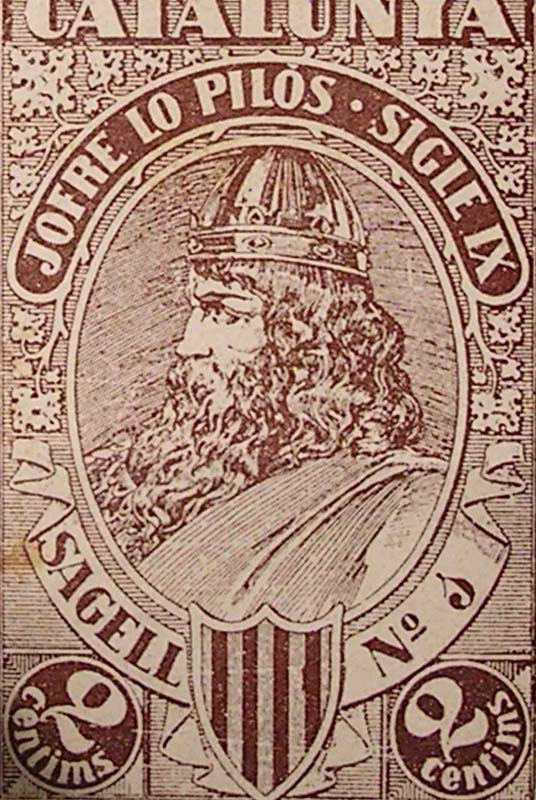
Segell de la Renaixença catalana dedicat a Guifré el Pilós.

La Renaixença és un moviment cultural català del segle xix. El seu nom sorgeix de la voluntat de fer renéixer el català com a llengua literària i de cultura després de segles de diglòssia respecte al castellà (període anomenat genèricament Decadència). És paral·lel a altres similars, com el Rexurdimento galego.
Sovint s'ha discutit l'oportunitat del terme Renaixença perquè comporta el seu antecessor, la Decadència; s'ha proposat la necessitat d'aprofundir en l'estudi d'aquesta mal anomenada Decadència; d'altra banda s'ha negat que sigui entesa com una època i se subratlla que és un moviment cultural que disposa d'estímuls inicials a la dècada compresa entre 1830 i 1840, però que es desenvolupa entre 1840 i 1880. Cada cop és més evident la urgència d'establir el moment en què s'empra de manera sistemàtica el mot Renaixença.
Els conceptes de llengua i pàtria queden equiparats per Herder en el romanticisme alemany. La Renaixença es consolida entorn d'una burgesia culta que troba en el romanticisme un interès pel propi passat. Es reivindica un passat gloriós durant la formació de les diferents nacions europees, a l'edat mitjana. En el transcurs del moviment que coneixem com Renaixença, s'utilitza poc aquest terme davant Renaixement, referint-se a la llengua, a la literatura i a la pàtria. El primer cop que hi ha constància de l'ús del terme és quan Pere de Rosselló realitza un discurs com a secretari dels Jocs Florals de 1869. El 1871, es fundà la revista quinzenal La Renaixensa, però en els seus articles es continua emprant el mot Renaixement per a referir-se a la pàtria i a les lletres catalanes.
Renaixença és el període literari que va des del final de la Decadència fins al Modernisme, emmarcat per un moviment cultural i de conscienciació catalanista més ampli (abasta totes les manifestacions culturals), sorgit dins la burgesia arran de les transformacions provocades per la Revolució industrial.
La Renaixença s'identifica clarament amb el redreçament cultural català i, sobretot, amb la recuperació de la seva llengua.
| «               | Intent de recuperar-i definir- una consciència nacional catalana i, alhora, d'adaptar algun dels corrents més vius de la cultura europea. L'intent es realitza en tots els camps de creació i posa en joc ideologies sovint oposades | » |
| — Joaquim Molas | |   |

### Naixement del catalanisme polític

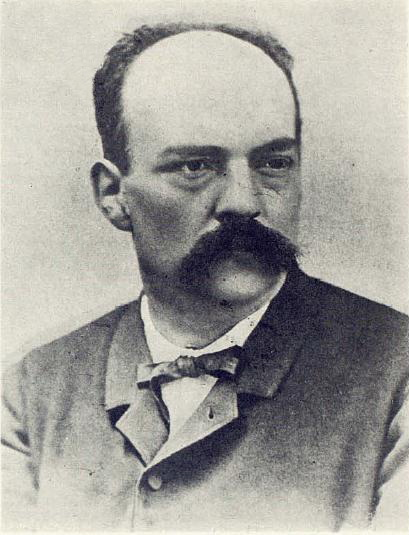
Valentí Almirall, considerat com el fundador del catalanisme polític.

El segle xix veu també la primera vertebració del catalanisme com un moviment polític. En aquest procés, hi destacaren tres sectors principals:
- El Republicanisme federal. Liderat per Valentí Almirall amb la publicació del Diari Català i l'obra Lo Catalanisme.
- L'Església, a través del moviment encapçalat per Torras i Bages i la col·laboració de Jacint Verdaguer. La publicació més destacada d'aquest període és La Veu del Montserrat.
- Els intel·lectuals, mitjançant el grup liderat per Àngel Guimerà i la revista La Renaixensa.

El 1880 té lloc el Primer Congrés Catalanista. Reclamen una escola en llengua catalana per transmetre la cultura i la llengua. Aquesta demanda té una primera resposta el 1882 amb la creació del Centre Català, constituït per Valentí Almirall. El 1883 es reuneixen al Segon Congrés Catalanista, donant pas al primer acte oficial en català: el Memorial de greuges. Es tracta d'un escrit demanant al rei, Alfons XII, certs privilegis polítics. Els components del Centre Català volien aconseguir el suport de la burgesia, però això fou inviable. La burgesia no feia seu el català medievalitzant que parlaven i fins i tot sorgí un moviment anomenat La Renaixença popular, burlant-se d'aquells sectors més cultes.
Veient que no aconseguien el suport de la burgesia, els integrants del grup de La Renaixensa se separaren del Centre Català i crearen la Lliga de Catalunya, aconseguint així el suport que cercaven. El 1888, aprofitant la visita de la Reina regent a Barcelona per l'Exposició Universal, redacten el Missatge a la Reina Regent, demanant autonomia política per Catalunya.
El 1891 es fundà la Unió Catalanista, però no es presentaren a les eleccions, ja que ho veuen absurd per les manipulacions caciquistes i les tupinades. Aquest partit redactà les Bases de Manresa, un programa d'autonomia política per Catalunya. Àngel Guimerà pronuncià un discurs demanant el català com a llengua oficial i tot seguit la burgesia retirà el seu suport a aquest partit per identificar la demanda de la llengua oficial amb el republicanisme.

### El federalisme

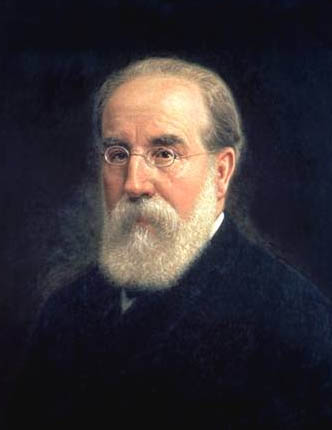
Francesc Pi i Margall

Paral·lelament al rebrot del catalanisme, sorgeix una nova manera d'entendre les relacions polítiques: el federalisme.
Francesc Pi i Margall, un català resident a Madrid i un dels presidents de la Primera República Espanyola fou el gran ideòleg del federalisme fora dels Països Catalans, que definia que només el pacte federal lliurement establert entre les diverses regions ibèriques podia garantir el respecte total a la realitat plural de la Península.
A Catalunya, en canvi, el federalisme va ser una de les cares que va adoptar el catalanisme polític. Una ideologia populista i interclassista, que estava estretament relacionada amb els inicis del moviment obrer. El federalisme català va viure una època gloriosa: el Sexenni Revolucionari. Durant aquest període es va produir una divisió entre federalistes, els moderats i els radicals. Ambdós eren partidaris de la federació, però els radicals exigien com a pas previ a la igualtat la independència, per tal de poder decidir lliurement la federació posterior. Els moderats preferien un federalisme impulsat des del govern central.

### Estat català dins la Primera República espanyola, i recuperació de la Diputació del General (Generalitat)
El 1873, arran de la proclamació de la Primera República Espanyola, un grup de federals intransigents van  proclamar l'Estat Català a Barcelona el 9 de març del 1873. Promoguda per Baldomer Lostau, va ser proclamada per la Diputació de Barcelona. L'Estat català incloïa les quatre províncies catalanes i les Illes Balears. Es tractava d'una proclama federalista republicana, i no pas separatista. La proclamació es va desconvocar després que el president de la Primera República Espanyola, Estanislau Figueras, i el cap de files del partit federal, Francesc Pi i Margall, prometessin la dissolució de l'exèrcit espanyol a Catalunya, que es transformava en un cos voluntari al servei de la República dirigit per una Junta d'Armament i Defensa.
Posteriorment, durant la Tercera Guerra Carlina, la Diputació del General fou restablerta durant dos anys, gràcies al decret que el pretendent carlí Carles VII havia signat el 26 de juliol de 1874 on confirmava la promesa de restauració de les antigues llibertats de Catalunya. El primer acte simbòlic de la restauració de les institucions constitucionals pròpies de Catalunya pels carlins fou la jura dels Furs, tot restablint oficialment la Diputació l'1 d'octubre de 1874. En fou declarat President el general Rafael Tristany i Parera, que jurà els furs a Olot, seguit el 1875 per en Francesc Savalls.

### Valentí Almirall i el Congrés Catalanista del 1880
En aquesta etapa inicial del catalanisme polític, la personalitat més notòria és Valentí Almirall, qui participà activament en la vida política al costat dels federals intransigents o radicals oposant-se al centralisme, l'oligarquia i l'especulació. Almirall pretenia regenerar Catalunya de manera que repercutís a la resta de l'Estat, que imaginava com una associació de pobles a manera de la Corona d'Aragó.
Almirall va intentar unir les dretes i les esquerres catalanistes, però no ho va aconseguir perquè existien massa divergències entre els dos corrents. Va impulsar el Primer Congrés Catalanista, que es va celebrar el 1880, en el que es conjuntaren els diferents grups catalanistes: el federalisme republicà i el corrent apolític, el literari, el propulsor dels Jocs Florals i de la revista La Renaixensa [sic], però les tendències esquerranes d'Almirall va fer que el grup de La Renaixensa abandonés el Congrés i trenqués l'entesa. Tot i això, el Congrés va prendre tres acords cabdals: crear una entitat aglutinadora del catalanisme – el Centre Català -, el començament de gestions per constituir l'Acadèmia de la Llengua Catalana – que tindrà una curta vida -, i la redacció d'un document en defensa del català.
Posteriorment, Valentí Almirall impulsà el Segon Congrés Catalanista, que es va declarar partidari de la cooficialitat del català a Catalunya, va proclamar l'existència de Catalunya com a realitat per sobre de divisions administratives i va condemnar la militància de catalanistes a partits d'àmbit estatal. Aquest últim fet impulsà la creació de partits d'àmbit únicament català, inexistents fins al moment. L'època gloriosa del Centre Català i d'Almirall va culminar amb el Memorial de Greuges i la publicació de Lo Catalanisme.
El 1887, després de ser derrotat a les eleccions a la Junta Directiva el Centre Català, el sector més conservador es va escindir i, junt amb un grup d'universitaris anomenat Centre Escolar Catalanista van crear la Lliga de Catalunya, els dirigents la qual, més tard es van integrar en un altre partit polític català, la Lliga Regionalista. Partint de la seva iniciativa es va crear la Unió Catalanista, que englobava diverses entitats unides pel catalanisme, dividits en dues tendències: la gent de ‘La Renaixensa', més culturalista i apolítica; i la Lliga de Catalunya, més partidària de participar en la vida política. Els catalanistes d'esquerres, Almirall i els federalistes, no en formaven part. La Unió Catalanista va convocar una assemblea a Manresa el 1892, on es va congregar bona part de la burgesia catalana conservadora. En aquesta assemblea es van aprovar les ‘Bases per la Constitució Regional Catalana', més conegudes com a ‘Bases de Manresa'. Aquestes bases marcaven les pautes a seguir per una futura ‘Constitució regional catalana', és a dir, un Estatut. Aquestes bases expressen els plantejaments del regionalisme conservador i tradicionalista oposat al sistema parlamentari basat en el sufragi universal. La posterior actuació de la Lliga Regionalista es fonamenta en aquestes bases.

## Seglexxa Catalunya
Entre el naixement del catalanisme polític (1898) i fins a la Transició espanyola (1982).
El segle xx a Catalunya es va caracteritzar pels conflictes obrers i per la recuperació de l'autonomia política de Catalunya després de la seva abolició el 1714. La Setmana Tràgica, la Mancomunitat de Catalunya, la dictadura de Primo de Rivera (1923-1930, la segona república (1931-1939), la guerra civil (1936-1939), el franquisme (1939-1975), la transició (1975-1982) i el govern de Jordi Pujol (1980-2003). La divisió en comarques de Catalunya va ser establerta per la Generalitat de Catalunya durant la Segona República Espanyola el 1936 després d'una enquesta als ajuntaments. Després de la dictadura franquista, fou aprovat l'Estatut d'Autonomia de Catalunya de 1979. La Generalitat restituïda va tornar a establir la divisió en comarques elaborada durant el període republicà sota el lideratge de Pau Vila, formant-se el 1988 les noves comarques del Pla de l'Estany, separat del Gironès, i amb la curiositat del Vallès Occidental, única comarca que té dues capitals a causa de la seva rivalitat.

### Setmana Tràgica

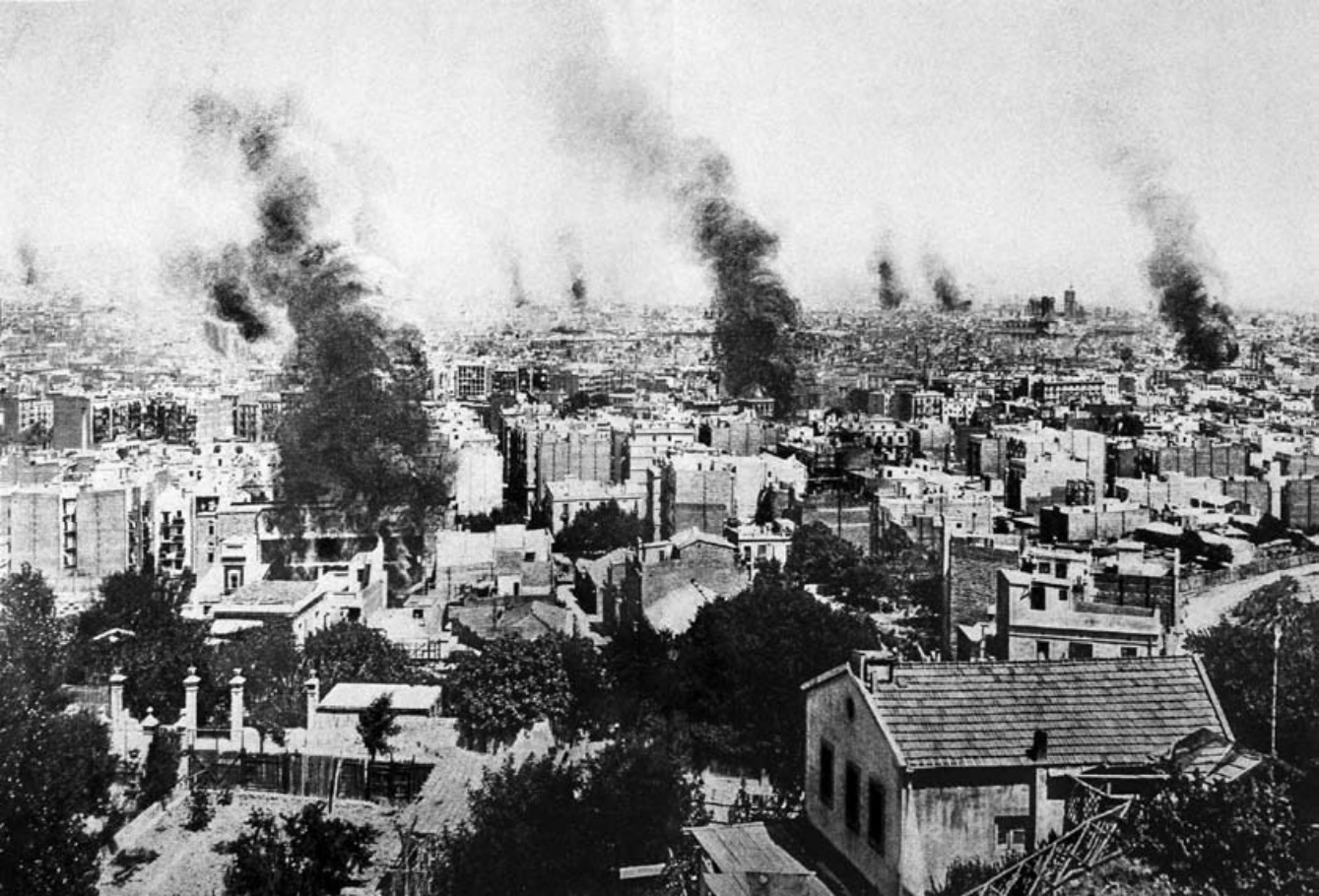
Vista de Barcelona durant la Setmana Tràgica, amb esglésies i altres edificis cremant.

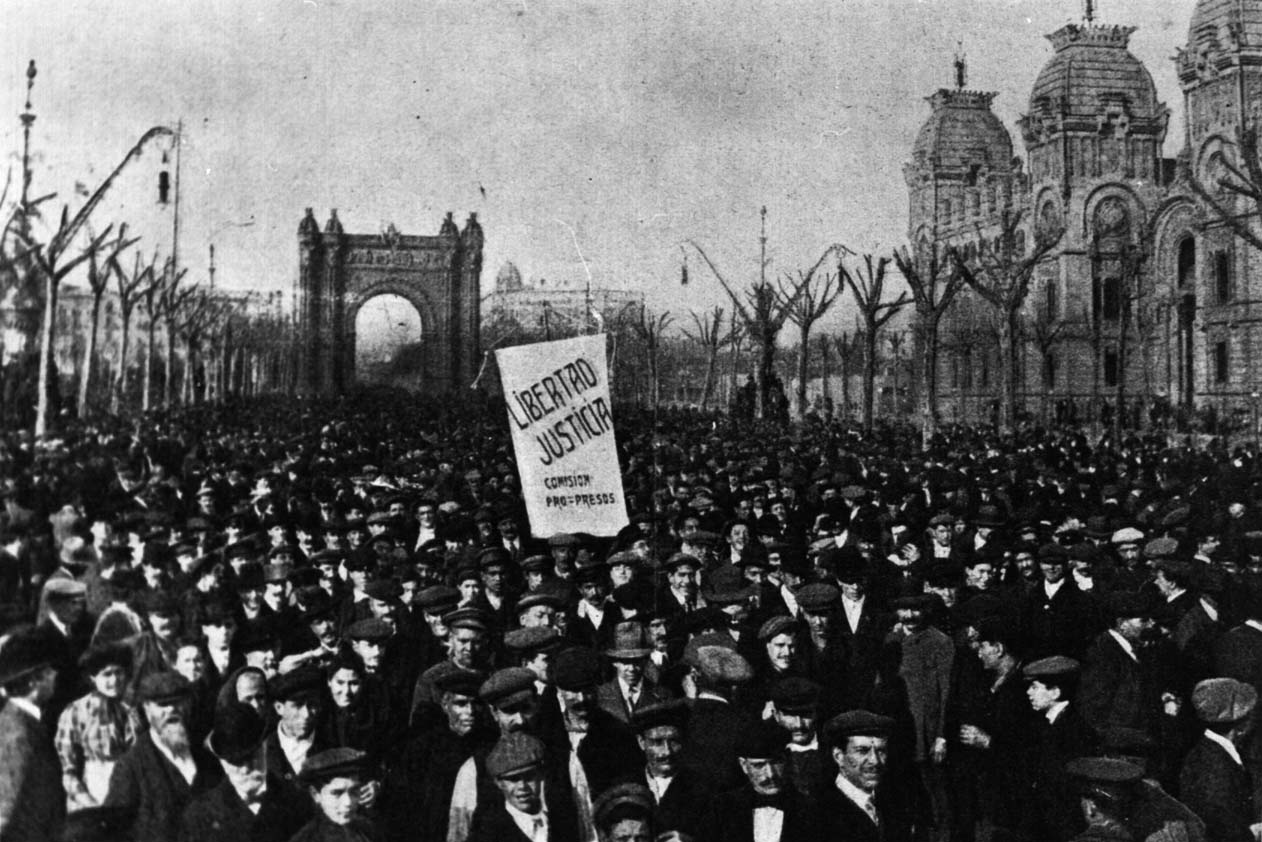
Manifestació a l'Arc de Triomf per a demanar la llibertat i justícia per als detinguts.

Es coneix com a Setmana Tràgica als esdeveniments succeïts a Barcelona i altres localitats catalanes, entre el 25 de juliol i el 2 d'agost de 1909. El detonant d'aquests fets va ser la mobilització de reservistes per al seu enviament a la zona de Melilla, on el dia 9 del mateix mes havia començat la Guerra de Melilla, per a molts motivada exclusivament pel descobriment l'any anterior d'unes mines propietat d'una societat controlada pel Comte de Romanones, el Marquès de Comillas i el Comte de Güell. Aquesta mobilització és molt mal acollida per les classes populars, ja que, a causa de la legislació de reclutament, es podia quedar exempt de la incorporació a files mitjançant el pagament de sis mil rals, quantitat que no estava a l'abast dels més pobres (el sou d'un obrer de l'època no era de més de 5 pessetes o 10 rals al dia). D'altra banda, els reservistes majoritàriament ja eren casats i amb família a càrrec seu.

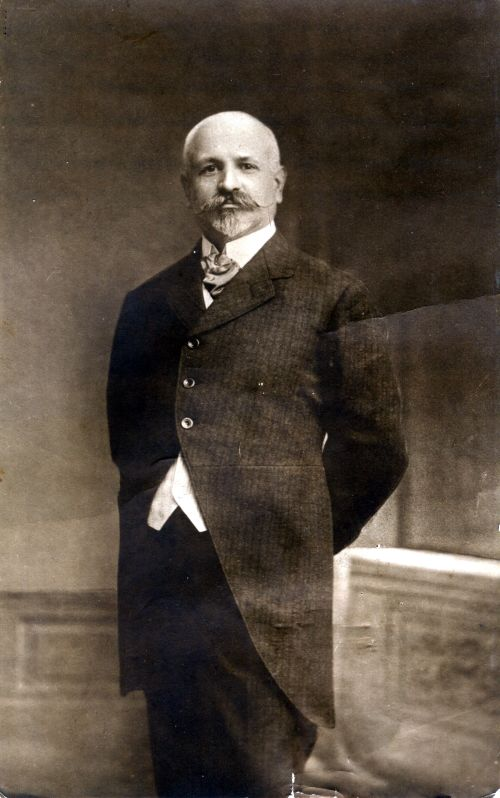
Retrat de Francesc Ferrer i Guàrdia (1859-1909), pedagog i lliurepensador català.

El govern de Maura i el nou governador civil, Evaristo Crespo Azorín, porta a terme una repressió duríssima i, pitjor, arbitrària. En total, entre juliol de 1909 i abril de 1910 foren detingudes 1.967 persones i 200 més foren expulsades a 300 kilòmetres de Barcelona. S'organitzà un procés militar contra 1.925 individus, d'ells 214 en contumàcia, dels quals 469 foren sobreseïts i 584 absolts. Es dictaren 17 penes de mort, però només 5 foren aplicades. Seguint l'acusació formulada en una carta que li dirigeixen els prelats de Barcelona, és detingut Francesc Ferrer i Guàrdia, creador de l'Escola Moderna, qui acusen de ser l'instigador de la revolta. Malgrat les protestes internacionals, el 13 d'octubre del mateix any Ferrer és afusellat juntament amb Eugenio del Hoyo Manjón, Antoni Malet i Pujol, Ramon Clemente i Garcia i Josep Miquel i Baró al castell de Montjuïc. Cap d'ells no havia estat dirigent destacat durant la revolta.
Aquests afusellaments ocasionen una àmplia repulsa cap a Maura a Espanya i a tot Europa, amb una gran campanya a la premsa estrangera, com també manifestacions i assalts a diverses ambaixades. El rei Alfons XIII, alarmat per aquestes reaccions tant en l'exterior com en l'interior destitueix Maura i el substitueix pel liberal Segismundo Moret. Després dels fets de la Setmana Tràgica, la Barcelona anarquista va rebre el sobrenom de la Rosa de Foc.

### Mancomunitat de Catalunya

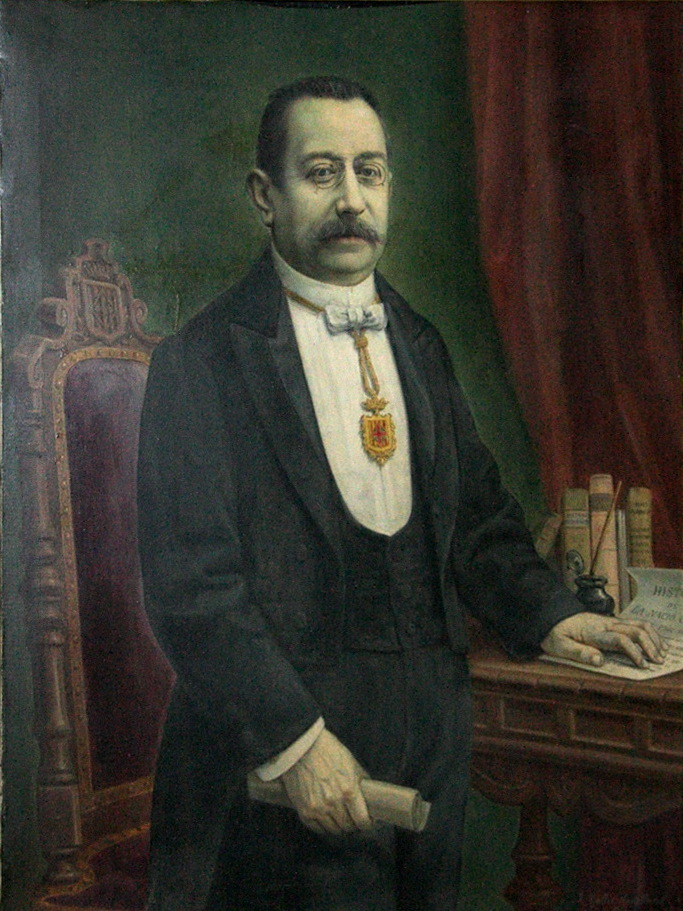
Enric Prat de la Riba, primer president de la Mancomunitat de Catalunya.

La Mancomunitat de Catalunya va ser una institució que agrupà les quatre diputacions catalanes: Barcelona, Girona, Tarragona i Lleida. Es va formar el 6 d'abril del 1914, si bé el procés per a la seva creació va començar el 1911. El Congrés dels Diputats d'Espanya la va aprovar, però amb competències molt retallades respecte al projecte enviat pel Govern. En canvi, el Senat d'Espanya no ho va fer tancant la via legislativa. Finalment el govern, necessitat del suport parlamentari dels catalanistes, es va decidir per la via del decret que el 18 de desembre del 1913 el rei signà: el dret de mancomunitats provincials. La Mancomunitat responia a una llarga demanda històrica dels catalans, en significar la federació de les quatre diputacions catalanes i en cert sentit un retorn de la capacitat de la gestió administrativa de les antigues Corts Catalanes. Tot i que havia de tenir funcions purament administratives, i les seves competències no anaven més enllà de les diputacions provincials, va adquirir una gran importància política: representava el primer reconeixement per part de l'estat espanyol de la personalitat i de la unitat territorial de Catalunya des del 1714.
La institució estava integrada per una assemblea que aplegava els 96 diputats provincials –36 per Barcelona i 20 per les tres restants– i que es renovava, doncs, al mateix temps que aquestes –per meitats, cada dos anys, per sufragi universal masculí, a raó de 4 diputats per partit judicial– i pel Consell, format per vuit consellers i el president. La seva acció política va estar regida pel consens entre les diferents orientacions presents, fossin o no catalanistes. Foren elegides sis Assemblees Generals: l'abril de 1914, març de 1915, març de 1917, juliol de 1919, juny de 1921 i juny de 1923. La III Assemblea General, el 1917, estava composta per 36 monàrquics dinàstics (23 liberals, 9 conservadors i 4 maurins), 28 de la Lliga, 23 republicans, 6 carlins, 2 reformistes i 1 independent i la VI i darrera, el 1923, 38 catalanistes (27 de la lliga i 11 d'acció catalana), 29 monàrquics, 21 republicans (15 del partit republicà català i 6 radicals lerrouxistes) i 8 de diverses, menors, adscripions polítiques, mostrant doncs, la institució, una gran estabilitat política.
Va ser presidida per Enric Prat de la Riba (1914 - 1917) i després per Josep Puig i Cadafalch (1917 - 1923), militants tots dos de la Lliga Regionalista. A continuació ho feu Alfons Sala (1923-1925), imposat per Primo de Rivera el 1923). En general, la Mancomunitat va dur a terme una important tasca de creació d'infraestructures de camins i ports, obres hidràuliques, ferrocarrils, telèfons, beneficència o sanitat. També va emprendre iniciatives per augmentar els rendiments agrícoles i forestals introduint millores tecnològiques, de serveis i educatives i va potenciar els ensenyaments tecnològics necessaris per a la indústria catalana.

### Normativització de la llengua catalana
A principi del segle xx el català era la llengua majoritària i natural de la gent, però no existia encara un estàndard ni unes normes. A més Enric Prat de la Riba era conscient que "de la cultura catalana l'estat no se'n preocupa i les diputacions hem de suplir aquesta deficiència de l'estat fomentant el conreu i perfeccionament de la llengua".
Quan es va crear l'IEC es van fer dos encàrrecs a la Secció Filològica liderada per Pompeu Fabra: sistematitzar unes regles d'escriptura i promocionar el català com a llengua d'ús científic, objectius que es van explicitar durant la constitució de l'IEC: "el restabliment i l'organització de tot el que es refereix a la cultura genuïnament catalana" i "la investigació científica de tots els elements de la cultura catalana". L'IEC va publicar les Normes ortogràfiques el 1913, dotant el català d'una ortografia formal. Immediatament es van generar grans i durs debats sobre algunes de les decisions ortogràfiques preses (el més aferrissat fou el d'escriure els plurals -es i no -as), però de mica en mica s'anaren acceptant: La Mancomunitat va adoptar de seguida el català de Fabra i va promocionar les seves obres: totes les seves institucions l'adoptaren com a llengua vehicular, des de les diverses escoles d'educació professional fins a les escoles de primària.
El 1916 la Mancomunitat de Catalunya va enviar una petició oficial per reconèixer la llengua catalana com a cooficial, tot adjuntant un detallat programa de normalització lingüística. La proposta va provocar queixes i pressions de la Real Academia Española, fins que el llavors president comte de Romanones va dir que mai donaria aquest reconeixement al català, perquè es feia servir com a emblema polític.

### Dictadura de Primo de Rivera

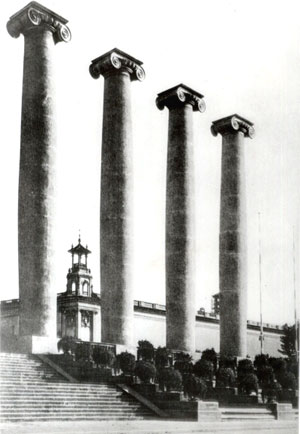
Les Quatre Columnes, a Montjuïc (Barcelona). L'any 1928 Primo va fer enderrocar les Quatre Columnes de Montjuïc (Barcelona), de Puig i Cadafalch, aixecades l'any 1919, destinades a convertir-se en un dels símbols del catalanisme, per tal que aquest no tingués el ressò que li podia donar l'Exposició Internacional de 1929.

La dictadura de Primo de Rivera fou el règim polític autoritari que s'instaurà a Espanya entre el 13 de setembre del 1923 i el 28 de gener del 1930 sota la direcció del general Miguel Primo de Rivera y Orbaneja i l'acceptació per part del rei Alfons XIII. En mig d'una situació social amb tensions revolucionàries (creixement del proletariat industrial i la concentració urbana, creació del Partido Comunista de España el 1921, nombrosos episodis d'enfrontaments entre patrons i obrers, etc.), una crisi econòmica des del 1919 a causa de la contracció dels mercats europeus durant la Primera Guerra Mundial i la commoció de la societat que provoquen els fracassos de la política colonial espanyola al Marroc (desastre d'Annual el 1921), es produeix el Cop d'Estat del general Primo de Rivera, Capità General de Catalunya, que provocà la dimissió del Govern de García Prieto. L'alternativa autoritària per resoldre els problemes de l'estat comptà amb el suport de la Monarquia d'Alfons XIII, el suport evident de l'Exèrcit, de la burgesia, dels terratinents i dels medis eclesiàstics. El règim nasqué amb la pretensió de constituir-se en un sistema de govern estable, amb fonaments constitucionals propis, influït per les maneres del feixisme italià, tot i no identificar-s'hi.

#### Repressió del catalanisme

Lestelada blava, bandera utilitzada per Estat Català i que és la primera bandera de l'independentisme català modern.

A Catalunya va ser inicialment aplaudit pels sectors de l'alta burgesia conservadora que van donar la benvinguda a Primo com a salvaguarda davant les forces radicals de l'anarquisme. En un primer moment es va permetre que la Mancomunitat continués existint, però la dictadura va treballar a fons contra el catalanisme republicà, cada cop més radicalitzat i en alça, prohibint partits, associacions i institucions autòctones. Finalment, la Mancomunitat de Catalunya va ser definitivament suprimida l'any 1924 i prohibit l'ús de la llengua i la bandera catalanes en l'administració i en la vida pública.
Catalunya es va convertir aviat en un dels focus més actius i unànimes d'oposició a la dictadura, ambient que va afavorir el creixement de la força i popularitat del catalanisme republicà que va tenir en Estat Català (1922) i en el seu líder Francesc Macià, el lluitador més compromès. Per contra, el catalanisme moderat i socialment conservador de la Lliga Regionalista va quedar molt desprestigiat.

### Segona República catalana

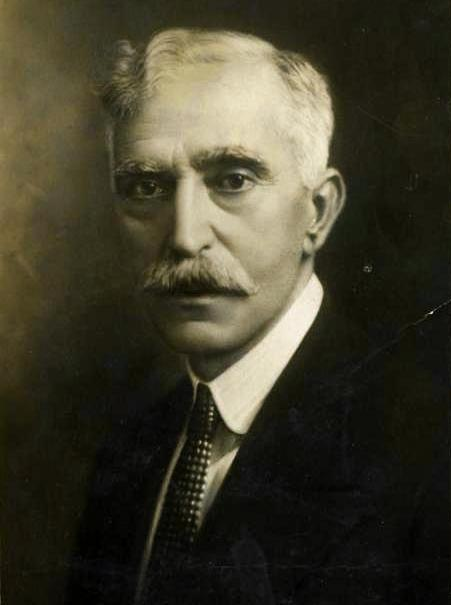
Francesc Macià, primer president de la Generalitat de Catalunya restaurada.

Pel pacte de Sant Sebastià de 17 d'agost de 1930, els partits polítics republicans d'Espanya es posaren d'acord en un disseny global per a l'imminent canvi de règim que incloïa l'autonomia política de Catalunya dins l'anhelada República. Arran de les eleccions municipals de 12 d'abril de 1931, que determinaren la caiguda de la monarquia, Francesc Macià, líder d'Esquerra Republicana de Catalunya -partit triomfador a Catalunya- proclamà de manera unilateral «la República catalana a l'espera que els altres pobles d'Espanya es constitueixin com a Repúbliques, per formar la Confederació Ibèrica» el dia 14 d'abril, poques hores abans que a Madrid es procedís a proclamar la Segona República espanyola. L'arxiu sonor que ens ha arribat avui dia («proclamo la República Catalana com a estat integrant de la Federació Ibèrica»), no és la proclamació original, sinó que ho és la citada anteriorment.

### Restauració de la Generalitat i l'Estatut de Núria

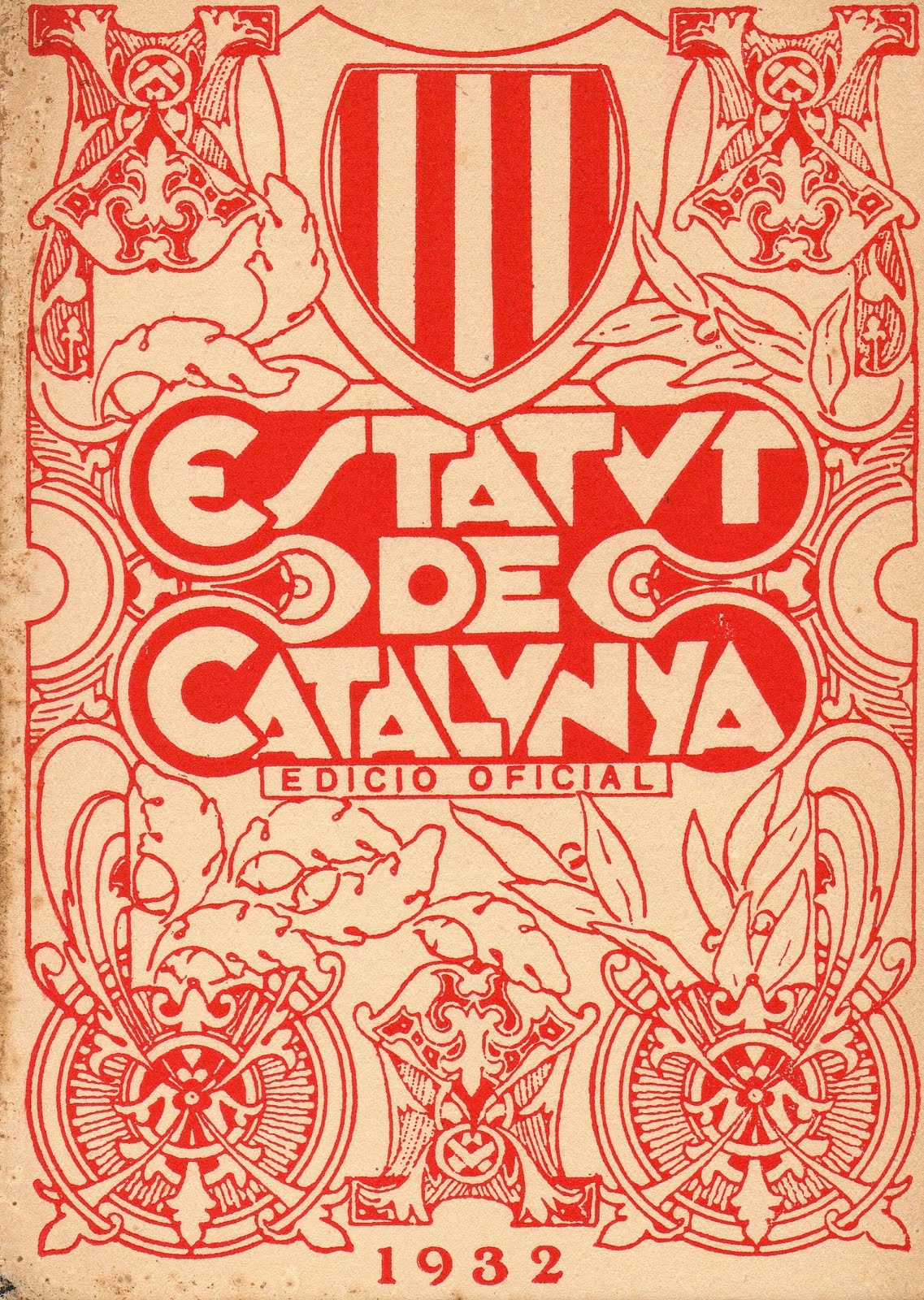
Estatut de Núria.

La proclamació de la República catalana preocupà el govern provisional espanyol, i el dia 17 d'abril, els ministres Fernando de los Ríos Urruti, Marcel·lí Domingo, i Lluís Nicolau d'Olwer, representants del govern provisional espanyol, arribaren a un pacte amb en Macià, en virtut del qual la República catalana era rebatejada amb el nom més ambigu de Generalitat de Catalunya, en inexacta recuperació del nom medieval de la Diputació del General.Aquesta Generalitat provisional, presidida pel mateix Francesc Macià i composta per un consell o govern, una assemblea de representants dels municipis (Diputació Provisional de la Generalitat) i uns comissaris que, en qualitat de delegats del govern, s'encarregaven dels serveis pertanyents a les suprimides Diputacions provincials de Girona, Tarragona i Lleida, mentre que s'establia la seu de la Generalitat al Palau de la plaça Sant Jaume. Els diputats catalans elaboraren un projecte d'Estatut a Núria aprovat en referèndum el 2 d'agost de 1931 i modificat i aprovat a les Corts Espanyoles el 12 de setembre de 1932. Amb l'estatut aprovat, el 20 de novembre de 1932 es varen fer les úniques eleccions al Parlament de Catalunya del període republicà per constituir les institucions i passar d'un govern provisional a un govern estatutari amb Francesc Macià ratificat com a president i Lluís Companys com a president del Parlament.

#### El govern espanyol provoca la fallida del Banc de Catalunya i el Banc de Reus
El Banc de Catalunya i el Banc de Reus van fer fallida després de la sobtada retirada de tots els fons que CAMPSA tenia al banc, ordenada per Indalecio Prieto (llavors ministre d'Hisenda del govern provisional republicà), el 5 de juliol de 1932, quinze dies després de la redacció de l'Estatut de Núria, que proclamava Catalunya com un Estat dins de la República espanyola.

### 1934 - Proclamació de Companys

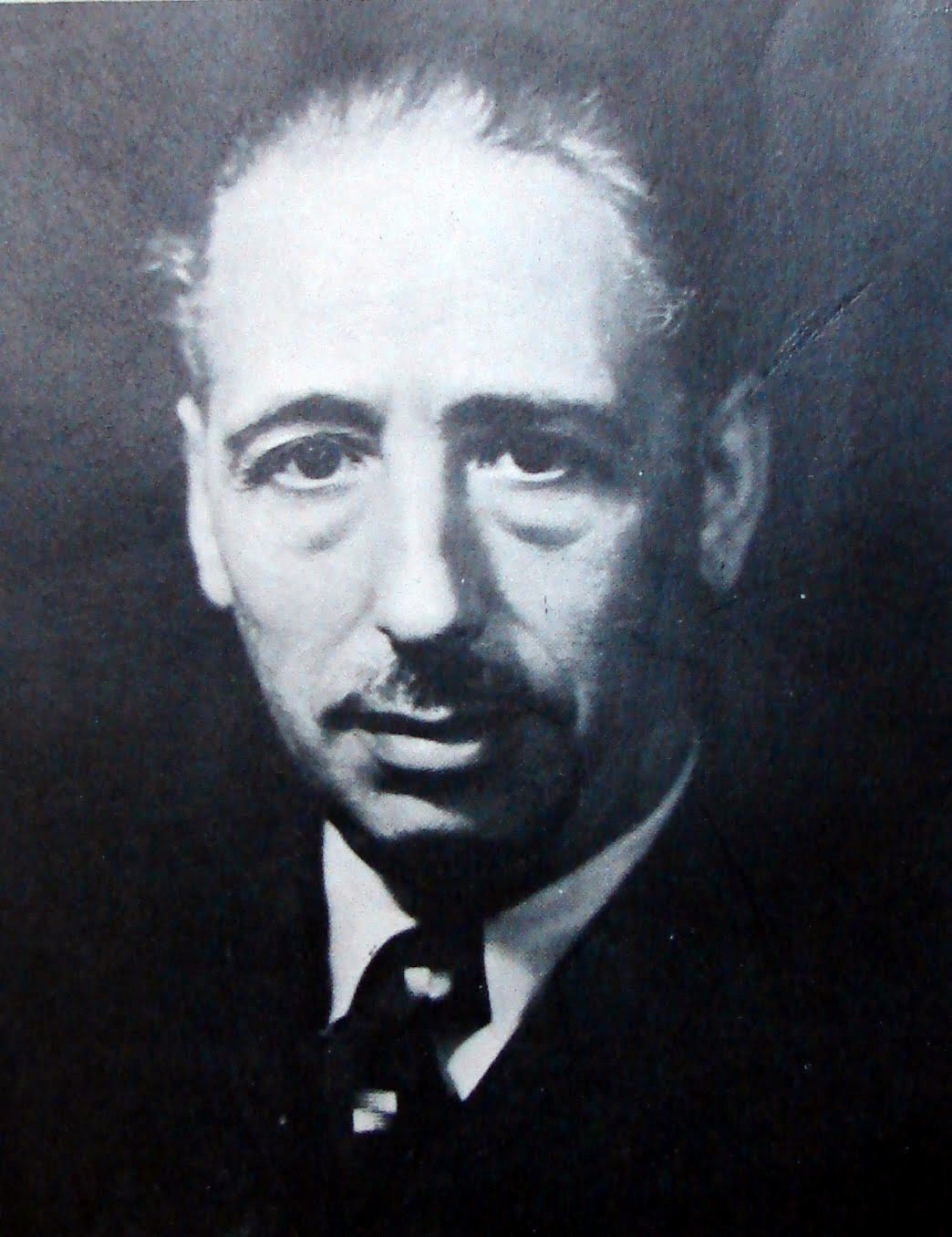
Lluís Companys, segon president de la Generalitat de Catalunya restaurada.

El 25 de desembre de 1933 morí Macià i el Parlament, nomenà Companys com a successor, qui va exercir el càrrec fins al final de la guerra civil, excepte el parèntesi de suspensió de l'Estatut (bienni negre)que va d'octubre de 1934 a febrer de 1936, ocasionat pels fets del sis d'octubre. Al capdavant del Parlament, succeïren Companys Joan Casanovas i Maristany, fins a octubre de 1938 (amb el mateix parèntesi), i Josep Irla i Bosch, a partir d'aquesta data. L'Estatut Interior de Catalunya de 25 de maig de 1933 va deixar fixades les institucions autonòmiques i les relacions entre elles, i es configurà el Consell Executiu, encapçalat pel president de la Generalitat -o per un Conseller Primer, com a delegat de l'anterior- i format per consellers titulars dels departaments de l'administració. El traspàs dels serveis d'ordre públic permeté eliminar els governadors civils (11 de gener 1934), donà lloc a la Junta de Seguretat de Catalunya, que coordinava les accions autonòmica i estatal en aquesta àrea. El Tribunal de Cassació, amb jurisdicció sobre les matèries civils i administratives de competència autonòmica.
El 6 d'octubre, en resposta a l'entrada de les dretes de la CEDA al govern espanyol, el president Companys va proclamar unilateralment un «Estat Català de la República Federal espanyola» però la insurrecció va ser vençuda el mateix dia pel capità general de Catalunya, i Companys destituït i empresonat. Entre octubre de 1934 i febrer de 1936, l'Estatut va ser suspès pel Govern d'Espanya i la presidència de la Generalitat fou ocupada per persones designades pel govern espanyol amb el títol de governadors generals de Catalunya: Francisco Jiménez Arenas (7.10.1934-10.1.1935), Manuel Portela Valladares (10.1-23.4.1935), el polític radical Joan Pich i Pon (23.4.1935-28.10.1935), Eduardo Alonso Alonso (28.10.1935-27.11.1935), el cedista valencià Ignasi Villalonga (27.11.1935-16.12.1935) i el lliguista Fèlix Escales (18.12.1935-17.2.1936). Amb el triomf del Front Popular a les eleccions de 16 de febrer de 1936 es va aixecar la suspensió de l'Estatut i Companys va tornar a ser president de la Generalitat.

### La Generalitat en temps de guerra (1936-1939)
El cop i l'aixecament militar del 18 de juliol fracassà a Catalunya gràcies principalment a l'actuació de les milícies populars. Les forces sindicals de la CNT van imposar un Comitè Central de Milícies Antifeixistes que actuà de facto com un poder governamental al llarg dels mesos següents. El setembre de 1936 Josep Tarradellas com a conseller primer va formar un govern d'unitat amb forces d'esquerra i va fer el decret de col·lectivitzacions de 24 d'octubre. Els fets de maig de 1937 conflicte entre anarquistes i faccions comunistes aturaren la revolució, i les forces republicanes concentraren l'activitat en la guerra. Barcelona al final de la guerra acollí al govern republicà espanyol cosa que va originar molts conflictes entre els dos governs. Si bé formalment el general Franco va abolir la Generalitat quan entrà el 1938 a Catalunya per Lleida la Generalitat republicana va seguir actuant fins a l'entrada de les tropes nacionalistes el gener de 1939.

#### Actuacions de la Generalitat
En gran part va continuar i va ampliar la política educativa de la Mancomunitat de Catalunya. Tingué moltes dificultats financeres i la cessió de competències no es va acabar mai de fer completament. En general aquest període va constituir un assaig i una lliçó històrica per a la realització posterior de la Generalitat de 1977.

### La guerra civil a Catalunya

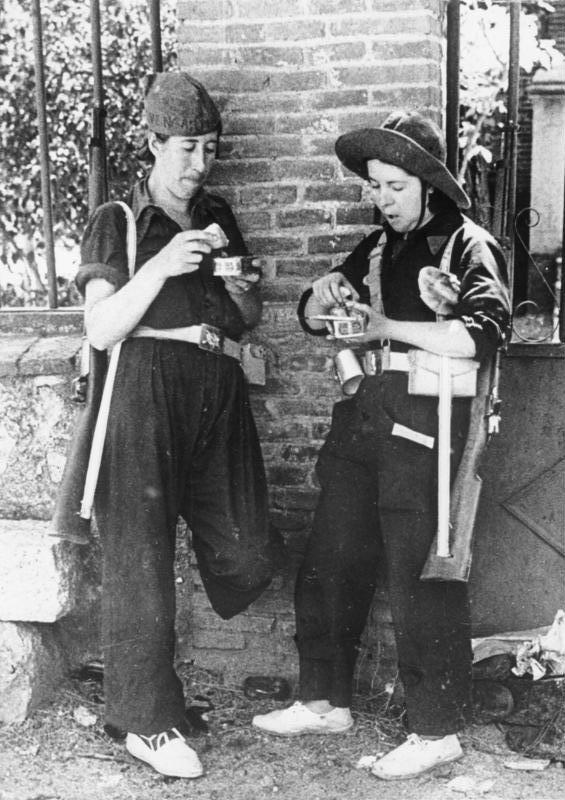
Milicianes al principi de la guerra. Al bàndol del Front Popular el poder va passar del govern a les milícies antifeixistes.

La Guerra civil a Catalunya s'esdevingué, com a la resta de l'Estat espanyol, amb l'alçament de l'exèrcit colonial del Marroc (junt amb altres guarnicions a la península), el 18 de juliol de 1936 en contra de la República legal i institucionalment establerta. Catalunya fou l'única zona de tot Espanya que aconseguí una llei de col·lectivització, fruit de la unió de totes les forces republicanes dins el Consell d'Economia de Catalunya. Es produí el 24 d'octubre de 1936 a través d'un decret anomenat, Col·lectivització i Control Obrer d'Indústries i Comerços. A la resta de l'Espanya republicana no es pogué generalitzar la legislació col·lectivitzadora vigent a Catalunya.

Mapa d'Espanya el juliol de 1938 després de l'ofensiva d'Aragó i quan va començar la batalla de l'Ebre.
Llegenda
Zona sota control franquista
Zona sota control republicà
Principals centres franquistes
Principals centres republicans

Després de la victòria electoral de les esquerres el febrer de 1936 (a Catalunya sota la bandera del Front d'Esquerres de Catalunya) i la substitució del president conservador Niceto Alcalá-Zamora per l'esquerrà Manuel Azaña la tensió política es va continuar incrementant. Els actes violents dels dos bàndols van culminar amb l'assassinat del líder de la dreta radical, José Calvo Sotelo. Pocs dies després va tenir lloc el fallit cop d'estat contra la II República, que va desembocar en la  Guerra Civil. A Barcelona, el cop va ser liderat pel general Manuel Goded, però l'oposició armada dels militants de sindicats i partits d'esquerra i la decisiva intervenció de la Guàrdia Civil va propiciar el fracàs de la rebel·lió. A partir d'aquest moment, Catalunya quedaria dins el sector no controlat pels revoltats i sota la teòrica autoritat del govern republicà.

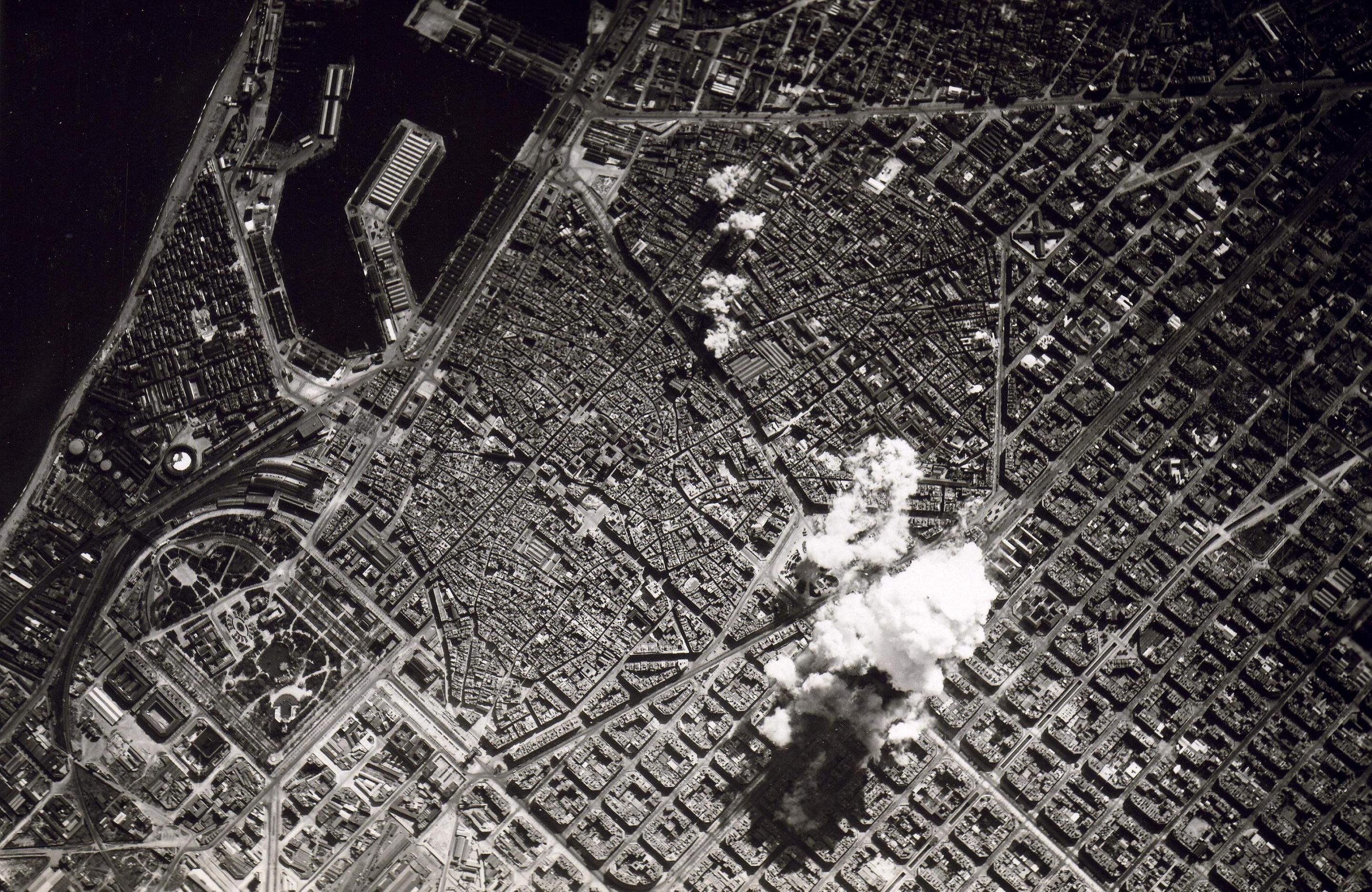
Bombardeig de Barcelona el 17 de març de 1938, fotografiat des d'un bombarder italià.

El desenvolupament de la guerra a Catalunya es va caracteritzar en una primera fase per una situació de doble poder: el de les institucions oficials (la Generalitat i el Govern republicà) d'una banda, i el de les milícies populars armades coordinades per un Comitè Central de Milícies Antifeixistes de Catalunya per un altre. Es va desencadenar una onada de repressió contra els sectors als quals es considerava afins als revoltats, principalment  religiosos catòlics i simpatitzants de la  Lliga Catalana. La poc coordinada acció militar es va encaminar en dues direccions: una ofensiva contra l'Aragó controlat pels revoltats, que només va permetre estabilitzar el front durant un temps, i un fracassat intent de conquerir Mallorca.

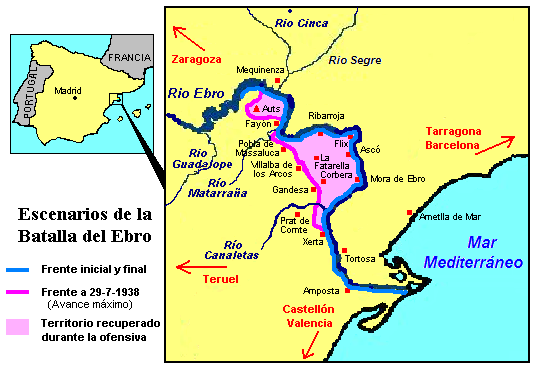
Mapa de la zona on es va desenvolupar la Batalla de l'Ebre.

Amb l'avanç de la guerra es van produir també greus enfrontaments entre les organitzacions que volien donar prioritat a la revolució social, principalment la CNT i el Partit Obrer d'Unificació Marxista, i els qui consideraven prioritari dirigir els esforços al front bèl·lic i mantenir el suport dels sectors moderats. Aquest segon sector integrava al govern republicà, el PSUC, l'Esquerra Republicana de Catalunya i altres partits. L'enfrontament va culminar en les  jornades de maig de 1937, durant les quals ambdós bàndols es van enfrontar amb les armes. La victòria del bàndol governamental va suposar una major integració dels anarcosindicalistes en la disciplina de l'Exèrcit Popular de la República i l'eliminació (fins i tot física) del POUM, incòmode rival comunista per al PCE i el PSUC (i dominat pels prosoviètics). Tampoc va ser bona la col·laboració entre la Generalitat dirigida per Companys i el govern republicà a causa del desig d'aquest de centralitzar el comandament bèl·lic i a la tendència d'aquella a excedir les seves competències estatutàries.
Finalment l'exèrcit rebel va trencar en dos el front republicà en ocupar Vinaròs, el que va aïllar a Catalunya de la resta del territori republicà (constituït ja només per València i la zona central). La derrota dels exèrcits republicans en la batalla de l'Ebre va permetre l'ocupació de Catalunya per les tropes encapçalades pel general Franco entre 1938 i 1939. La victòria total del Generalísimo va suposar la fi de l'autonomia catalana i l'inici d'una llarga dictadura.

### El franquisme a Catalunya

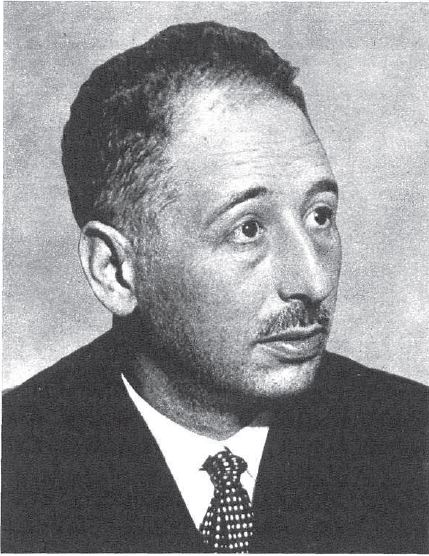
Lluís Companys, segon president de la Generalitat de Catalunya restaurada, va ser lliurat per la Gestapo i afusellat per les autoritats franquistes.

El franquisme a Catalunya va implantar-se entre 1939 i 1977, (les primeres eleccions democràtiques, tingueren lloc el 15 de juny de 1977), en un context determinat per les conseqüències derivades de la Guerra Civil espanyola i la repressió franquista. La dictadura, a Catalunya, complementà a més la supressió de les llibertats democràtiques amb la repressió de la cultura catalana. Durant el període franquista (1939-1975), el català va ser objecte d'una agressió brutal i va quedar reduït a l'ús familiar. El castellà va passar a ser l'única llengua de l'ensenyament, de l'administració i dels mitjans de comunicació. La situació es va agreujar per les grans onades immigratòries de castellanoparlants del segle xx, sobretot les dels anys 60 i 70, procedents de la resta d'Espanya, sobretot d'Andalusia i Extremadura, i que en gran part es van concentrar a l'àrea metropolitana de Barcelona. Tot això va provocar un gran retrocés de l'ús social del català i del seu coneixement, fins al punt que a Catalunya el castellà va superar al català com a llengua materna per primera vegada en la seva història. A Catalunya el factor més important del bilingüisme social és la immigració procedent de la resta d'Espanya. Hom ha calculat que, sense migracions, la població de Catalunya hauria passat d'uns 2 milions de persones el 1900 a 2,4 el 2001, en comptes dels més de 6,1 milions censats en aquesta data (i que són més de 7 el 2008); és a dir, la població sense immigració hauria estat el 39% de la real el 1980.
El seu caràcter totalitari i els seus objectius unificadors significaren la imposició d'una sola cultura i una sola llengua, la castellana. A més, el tarannà anticatalà del règim va constituir un tret específic, però no va ser un obstacle decisiu perquè creixés un franquisme català que s'havia anat forjant durant la guerra i s'havia alimentat amb la victòria.
El franquisme (1939-1975) va suposar a Catalunya, com a la resta d'Espanya, l'anul·lació de les llibertats democràtiques, la prohibició i persecució dels partits polítics (excepte Falange Espanyola Tradicionalista i de les JONS), la clausura de la premsa no adscrita a la dictadura militar i l'eliminació de les entitats d'esquerres. A més, es van suprimir l'Estatut d'Autonomia i les institucions d'ell derivades, i es va perseguir amb sistematicitat la llengua i la cultura catalanes, almenys al principi, en moltes de les seves manifestacions públiques i fins i tot (en els primers temps) privades.
Els vençuts van ser desvertebrats. Als nombrosos morts durant la guerra cal sumar els que van ser afusellats després de la victòria franquista, com el mateix president Lluís Companys, molts altres, obligats a l'exili, no tornarien al seu país, gran nombre dels quals no van fugir van ser empresonats, i molts més van ser "depurats" i inhabilitats per ocupar càrrecs públics o exercir determinades professions, el que els va deixar en pèssima situació econòmica en una època ja dura de per si. Un petit sector d'anarquistes i comunistes va intentar lliurar una guerra de guerrilles en unitats conegudes com a maquis. La seva acció més destacada va ser la invasió de la Vall d'Aran.
Després de la primera etapa d'economia autàrquica, en la dècada dels anys 1960 l'economia va entrar en una etapa de modernització agrícola, d'increment de la indústria i va rebre l'impacte del turisme de masses. Catalunya va ser també una de les metes del moviment migratori, que va donar a Barcelona i a les localitats del seu entorn un creixement accelerat. També es va desenvolupar fortament l'oposició antifranquista, les manifestacions més visibles en el moviment obrer van ser Comissions Obreres, des del sindicalisme i el PSUC. A la dècada dels anys 1970, el conjunt de forces democràtiques es van unificar al voltant de l'Assemblea de Catalunya. El 20 novembre de 1975 va morir el dictador Franco, fet que obriria un nou període de la història de Catalunya.
| «                                                   | "A partir de la repressió, el franquisme va crear unes xarxes de complicitat en què milers de persones es van veure implicades o en van ser còmplices, de totes les maneres possibles, del vessament de sang infligit, de les persecucions efectuades, de la vida de centenars de milers de persones a les presons, als camps de concentració o als Batallons de Treballadors. En definitiva, de les formes més diverses de repressió: política, social, laboral, ideològica, i, en el cas de Catalunya, d'un intent de genocidi cultural que pretenia fer desaparèixer d'arrel la seva especifica personalitat nacional…" | » |
| — Josep Maria Solé i Sabaté i Joan Vilarroya i Font | |   |

#### Segregació de la Franja de Ponent del bisbat de Lleida
Tradicionalment el Bisbat de Lleida incloïa les comarques de la Franja de Ponent, a excepció de la zona de Beseit i Vallderoures al Matarranya. La segregació es va iniciar durant la dictadura Franquista i culminà durant la transició democràtica, en tres fases, els anys 1955, 1995 i 1998, culminant amb un litigi arran de les obres d'art dipositades al Museu Diocesà de Lleida, i acabant amb 800 anys d'homogeneïtat del Bisbat de Lleida, separant la Franja de Ponent del seu territori històric i cultural i incorporant-la a un nou bisbat situat fora de l'àmbit cultural català.

### La transició democràtica i l'Estatut d'Autonomia
La transició democràtica espanyola, transició espanyola o simplement, transició, és el període comprès entre la fi de la Dictadura franquista i el restabliment de les institucions democràtiques a Espanya. La Constitució Espanyola de 1978 i l'aprovació de l'Estatut d'Autonomia quan es consolidà l'actual sistema espanyol de delegació politicoadministrativa en les comunitats autònomes. L'Estatut d'Autonomia de Catalunya de 2006 estatueix en el seu preàmbul que «el Parlament de Catalunya, recollint el sentiment i la voluntat de la ciutadania de Catalunya, ha definit Catalunya com a nació», tot i que la vigent Constitució espanyola limita el reconeixement de la realitat nacional de Catalunya al d'una nacionalitat històrica. Amb la mort del general Franco, es va iniciar el període conegut com a transició democràtica, al llarg del qual s'anirien aconseguint les llibertats bàsiques, consagrades per la Constitució espanyola de 1978. S'hi reconeix l'existència de comunitats autònomes dins d'Espanya, el que dona lloc a la formulació de l'Estat de les Autonomies.

#### Restauració de la Generalitat contemporània

Emblema de la Generalitat de Catalunya.

Després de les primeres eleccions generals, el 1977, es va restaurar provisionalment la Generalitat, gràcies a l'impuls de la societat civil catalana (representada per la massiva manifestació que va tenir lloc a Barcelona l'11 de setembre d'aquest any) i la iniciativa del Govern d'Adolfo Suárez, recolzada pel rei i les altes instàncies de l'Estat. Al capdavant de la Generalitat restaurada es va situar Josep Tarradellas, que havia preservat la legalitat de l'autogovern català com a President a l'exili, després de declarar la seva adhesió al rei i al procés de reforma política. Tarradellas va constituir un govern autònom provisional compost per representants de les forces més rellevants en aquell moment. Tarradellas formà un govern de concentració (1977-1980) amb dotze consellers per tal de redactar l'estatut d'Autonomia de Catalunya de 1979 que seria aprovat en referèndum el novembre de 1979. Finalment va convocar eleccions al Parlament de Catalunya (1980) i als comicis convocats el 20 de març de 1980 foren elegits els primers 135 diputats del Parlament de Catalunya, que quedà constituït el 10 d'abril. Finalment amb l'elecció del president del Parlament i del president de la Generalitat quedà format el primer Govern estatutari i la Generalitat de Catalunya quedà total i novament constituïda. El 1979, es va aprovar finalment un nou Estatut d'Autonomia de Catalunya, netament superior al de 1932 en alguns aspectes com ensenyament i cultura, però inferior a altres com justícia, finances i ordre públic. En ell, Catalunya es defineix com "nacionalitat", es reconeix el català com a "llengua pròpia de Catalunya" i aconsegueix l'oficialitat al costat del castellà. Després de la seva promulgació, van tenir lloc les primeres eleccions catalanes, que van donar la presidència de la Generalitat a Jordi Pujol, de Convergència i Unió, càrrec que ostentaria, després de sis triomfs electorals consecutius, fins a l'any 2003.

### Desenvolupament autonòmic
Al llarg dels anys 1980 i anys 1990 es van desenvolupar diferents aspectes de la construcció autonòmica, entre ells el desplegament de la policia de la Generalitat de Catalunya, els Mossos d'Esquadra, la creació de l'administració comarcal i el Tribunal Superior de Justícia de Catalunya. També es va desenvolupar la Llei de Normalització Lingüística i la immersió lingüística a les escoles, per tal de fomentar el coneixement i l'ús del català, i es va crear la Corporació Catalana de Mitjans Audiovisuals, els mitjans de comunicació de ràdio i televisió de titularitat pública catalana (TV3 i Catalunya Ràdio).
El 5 de novembre de 1992 Espanya va ratificar a Estrasburg la Carta Europea de les Llengües Regionals o Minoritàries, per la qual adquireix entre altres el compromís de reconèixer-les, respectar-les i promoure-les.
El 1992 Barcelona va celebrar els Jocs Olímpics, que van servir per donar a Catalunya i a Espanya un reconeixement internacional. Al llarg de la dècada dels anys 1990, l'absència de majories absolutes al govern espanyol tot just va contribuir a ampliar les competències autonòmiques, malgrat el suport de CiU a l'últim govern de Felipe González (1993-1996) i al primer de José María Aznar (1996-2000).

### El president Jordi Pujol (1980-2003)

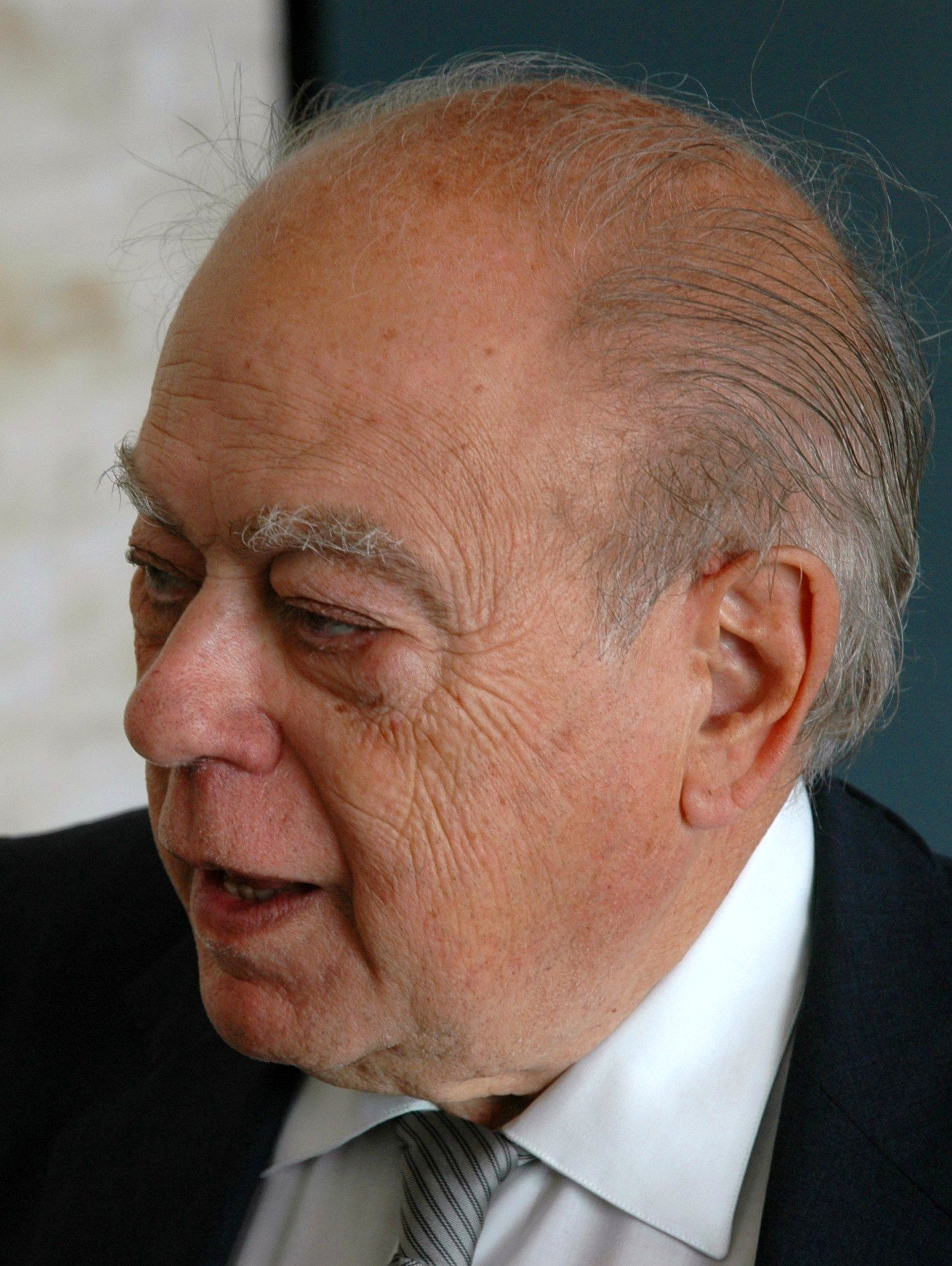
Jordi Pujol i Soley, president de la Generalitat de Catalunya entre 1980 i 2003.

Des dels 16 anys actuà a la resistència contra el règim del general Franco, a través d'identitats catòliques, polítiques o culturals, en defensa de la democràcia, de la identitat de Catalunya i sobretot de la seva llengua i de la seva cultura, perseguides per la dictadura. En una d'aquestes associacions, el Grup Torras i Bages, hi coincidí amb l'activista Pere Figuera i Serra. Pujol va ser arretat el 1960 per les seves activitats antifranquistes, i va ser sentenciat a set anys de presó pels Fets del Palau, al Palau de la Música Catalana, dels quals en va complir dos i mig a la presó de Saragossa i un de confinament a la ciutat de Girona. Liderà les campanyes contra el director de la Vanguardia Luis de Galinsoga (coneguda com l'Afer Galinsoga), la dels Fets del Palau o la de "Volem bisbes catalans". Un cop en llibertat, va tornar a l'activitat política, amb l'objectiu d'organitzar un moviment catalanista. Presidí l'entitat financera Banca Catalana la qual fou un centre de finançament d'activitats culturals catalanes, com el grup Enciclopèdia Catalana, Òmnium Cultural o la Llibreria Ona.
El 1974 va ser un dels fundadors de Convergència Democràtica de Catalunya, i en va ser escollit Secretari General. Va ésser Conseller de la Generalitat de Catalunya en temps del President Josep Tarradellas. Va ser elegit president de la Generalitat a les eleccions del Parlament de Catalunya del 1980, i reelegit a les del 1984, 1988, 1992, 1995 i 1999. El 2003, en acabar el seu darrer mandat, es va retirar de la primera línia política, deixant la direcció del partit en mans d'Artur Mas i fou nomenat President Fundador de CiU, tot i que continuà com a president de CDC. El 2008 fou proclamat de nou president de CDC, càrrec que mantingué fins a l'any 2012, quan passà a ser president honorari de CDC. L'any 2003 feu donació a la Biblioteca de Catalunya del fons bibliogràfic recollit durant l'exercici del seu càrrec de president de la Generalitat, format per més de 16.000 documents.

## Segle XXI

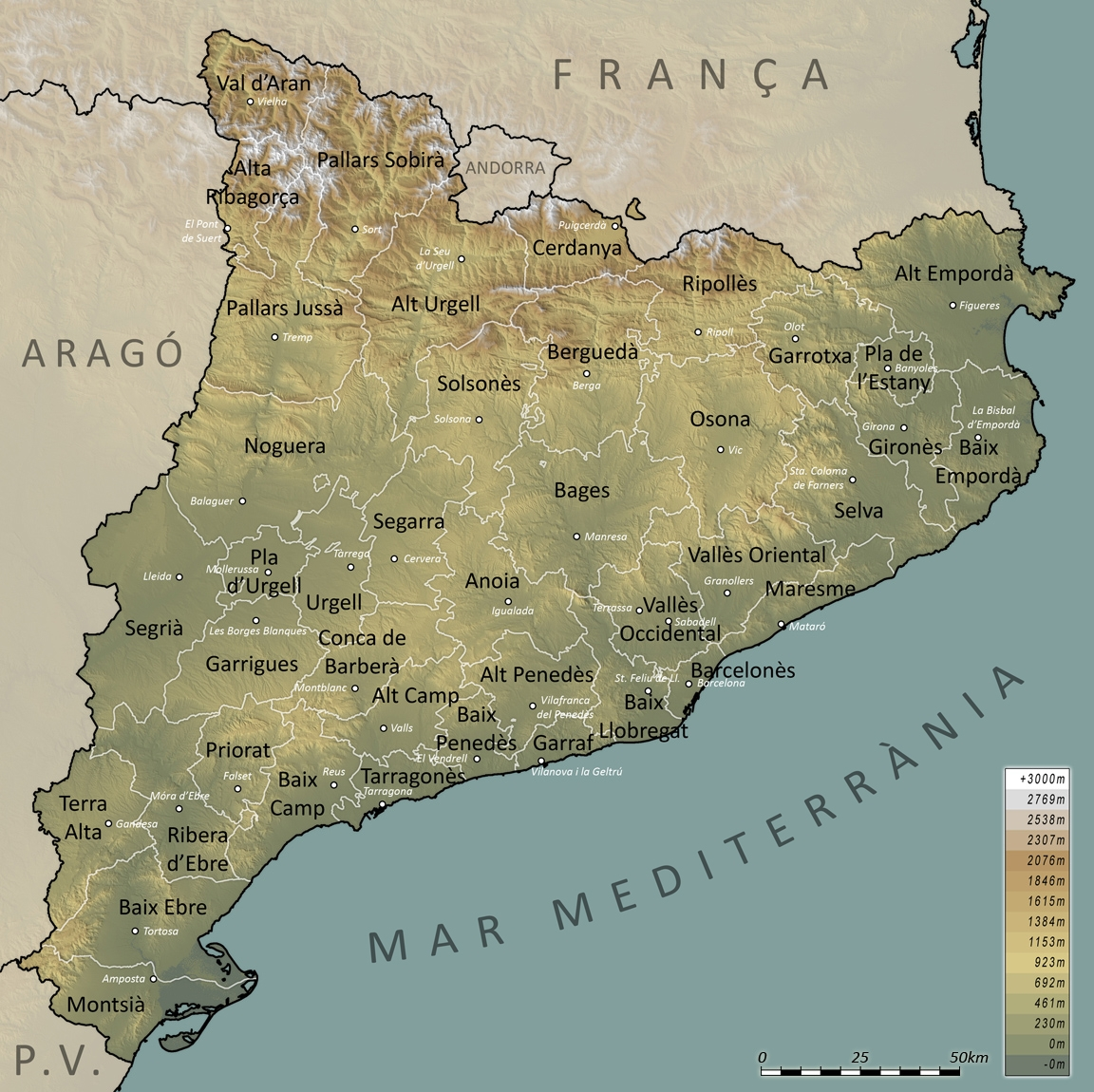
Mapa actual de Catalunya.

El 16 de setembre del 2005, la ICANN aprovà oficialment el domini .cat, el primer domini per a una comunitat lingüística.
L'any 2006 s'aprovà un nou Estatut per via parlamentària i per referèndum que establia una nova relació bilateral i pràcticament federal de Catalunya amb Espanya, però posteriorment el Tribunal Constitucional el va retallar profundament.

### El president Pasqual Maragall - el primer tripartit català (2003-2006)

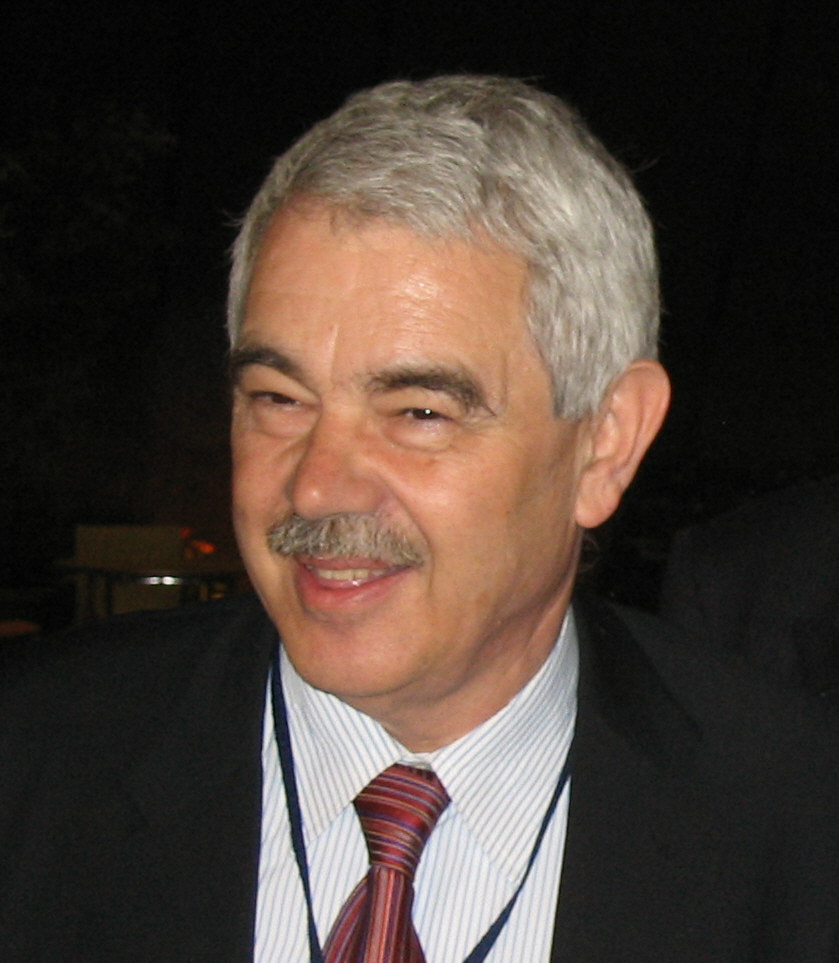
El president Pasqual Maragall

A Catalunya el mot s'empra per designar dos governs successius de la Generalitat en el període 2003 - 2010. El primer Tripartit és el que es va formar arran de les eleccions del 16 de novembre de 2003 pel Partit dels Socialistes de Catalunya-Ciutadans pel Canvi (PSC-CpC), Esquerra Republicana de Catalunya-Catalunya 2003 (ERC) i Iniciativa per Catalunya Verds-Esquerra Unida i Alternativa (ICV-EUiA), havent signat l'Acord per a un Govern Catalanista i d'Esquerres a la Generalitat de Catalunya, també conegut com a «Pacte del Tinell» (en referència al lloc on es va signar, el Saló del Tinell del Palau Reial Major de Barcelona), del qual sorgí un govern presidit pel socialista Pasqual Maragall i format per 16 consellers i conselleres (8 del PSC, 6 d'ERC i 2 d'ICV-EUiA).
Aquest primer govern tripartit va tenir una vida molt agitada, marcada pel procés d'elaboració del nou Estatut i sotmès a diverses crisis de govern i polèmiques que van marcar la gestió diària. L'11 de maig de 2006, arran de l'anunci d'ERC que la formació demanaria el vot negatiu en el referèndum sobre el nou Estatut, el President Pasqual Maragall va decidir, sense consultar-ho amb els seus socis de govern, expulsar-ne els consellers del Govern. Aquest fet va suposar el pas d'ERC a l'oposició, així com fortes crítiques d'ICV-EUiA, que es va negar a gestionar les conselleries vacants i que va condicionar el suport a la convocació d'eleccions anticipades després de la realització del referèndum estatutari. El 21 de juny de 2006 el president Pasqual Maragall anuncià que no es tornaria a presentar com a candidat, deixant via lliure d'aquesta manera perquè el 26 de juny la Comissió Executiva del PSC proposés el seu primer secretari, José Montilla, que aleshores era ministre d'Indústria del Govern espanyol, com a candidat a la Presidència de la Generalitat de Catalunya.

#### Estatut de Miravet
Per superar la insuficiència legisladora i econòmica que limitava el benestar dels ciutadans catalans i la protecció de la llengua catalana, es promové un nou estatut d'autonomia de caràcter més federal, que rebé el nom d'Estatut de Miravet. Després d'una substancial modificació que intentava harmonitzar-lo amb la constitució de l'estat, fou aprovat pel Congrés dels Diputats i pel Senat, i en referèndum pels ciutadans de Catalunya. L'abstenció en el referèndum va ser de més del 50%. Promulgat i publicat al BOE, el Tribunal Constitucional modificarà o anularà alguns punts troncals Tot i això, alguns dels articles anulats són vigents en estatuts d'altres comunitats espanyoles que els copiaren.

### El president José Montilla - el segon tripartit català (2006-2010)

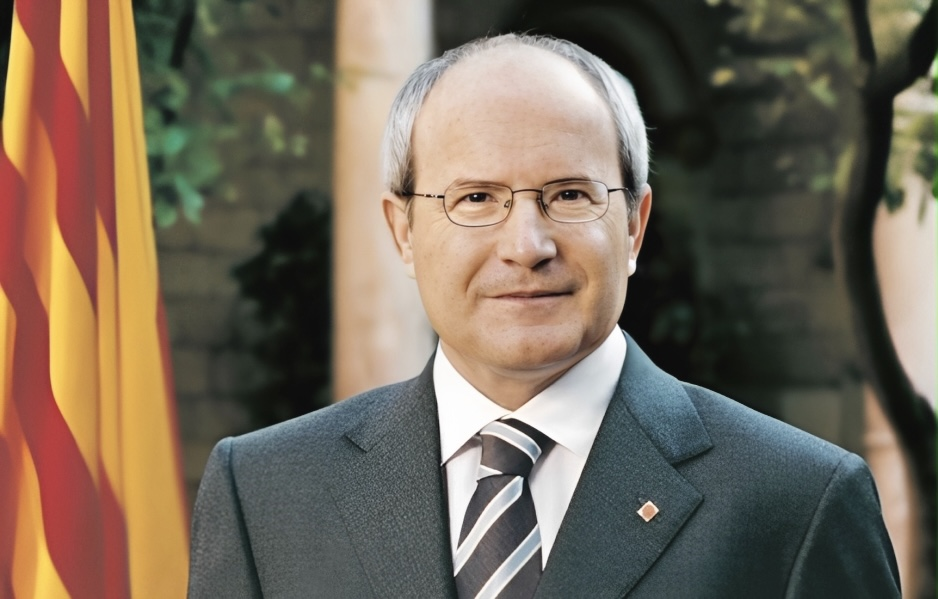
El president José Montilla

El resultat de les eleccions de 2006 feu possible la reedició del tripartit, malgrat que Convergència i Unió va guanyar les eleccions en vots i escons, gràciea a un acord batejat com a Entesa Nacional pel Progrés, i que investí president al candidat socialista José Montilla. Sovint s'interpreta aquesta decisió com a contrària a la voluntat del PSOE, que hauria vist amb millors ulls un acord del PSC amb Convergència i Unió, atesa la posició cada cop més independentista d'ERC, tendència que ha estat qualificada de "deriva sobiranista"; tot i així la postura que oficialment adoptà el PSOE fou la de respectar la lliure decisió del PSC respecte de les seves aliances a Catalunya. Entre les lleis aprovades sota aquest segon tripartit destaquen la llei d'erradicació de la violència masclista i la llei de serveis socials, entre d'altres. Amb la contundent derrota a les eleccions del 28 de novembre del 2010, que pateixen especialment el PSC i ERC, es fa inviable una nova reedició del Tripartit que, d'altra banda, Montilla ja hi havia renunciat abans de l'inici de la campanya electoral.

#### Sentència del Tribunal Constitucional sobre l’Estatut de 2006
El 28 de juny de 2010, el Tribunal Constitucional espanyol (TC) va emetre la sentència STC 31/2010 sobre l'Estatut d’Autonomia de Catalunya de 2006, aprovat per referèndum. La sentència va declarar inconstitucionals 14 articles, en va reinterpretar 27, va limitar el caràcter jurídic del terme “nació” aplicat a Catalunya, va restringir el caràcter preferent del català com a llengua vehicular, i va retallar competències en justícia i finances. Aquesta decisió, fruit de recursos presentats pel Partit Popular (PP) i el Defensor del Poble espanyol, va generar una onada de desafecció cap a les institucions espanyoles, desencadenà una gran manifestació el 10 de juliol, i va impulsar l’organització de l'Assemblea Nacional Catalana (ANC).

#### Consultes populars per la independència
Les consultes sobre la independència de Catalunya són un conjunt de consultes d'àmbit municipal no vinculants sobre la independència de Catalunya celebrades des del 2009, de les quals la consulta d'Arenys de Munt va ser la primera i la de Barcelona, el 2011, la darrera. Més de 60.000 voluntaris, organitzats en comissions locals, i coordinats per una coordinadora nacional, van col·laborar per organitzar les consultes en diferents onades, tot i patir actes de repressió per part de l'Estat.

#### Catalangate
El Catalangate fou l'espionatge informàtic, a una escala mai vista, contra el moviment independentista català, inclosos els quatre presidents de la Generalitat de Catalunya des del 2010, dos presidents del Parlament de Catalunya i altres càrrecs electes, europarlamentaris, activistes, advocats, desenvolupadors informàtics i, en alguns casos, fins i tot els seus familiars. L'informe que Citizen Lab del 18 de març del 2022 identificava fins a 65 víctimes, consumades o intentades. Les eines informàtiques emprades, com ara Pegasus, només estan a l'abast dels estats.

### El president Artur Mas (2010-2016)

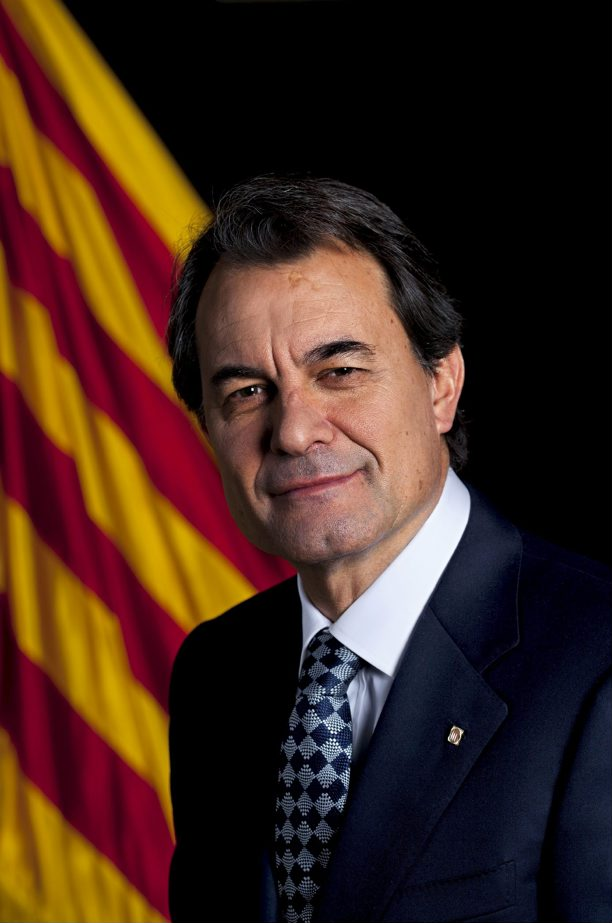
El president Artur Mas

Havent-se constituït el Parlament de la IX legislatura, el 16 de desembre de 2010, la presidenta del Parlament, Núria de Gispert, el proposà com a candidat a la presidència de la Generalitat. En el discurs d'investidura, Mas reivindicà un nou model de finançament per a Catalunya, inspirat en el concert econòmic, com el gran repte per als pròxims anys i proclamà la transició nacional de Catalunya basada en el dret a decidir.
Fou investit el 129è President de la Generalitat de Catalunya, el 23 de desembre de 2010, gràcies al suport del Grup Parlamentari de Convergència i Unió, i l'abstenció del Grup Parlamentari del Partit dels Socialistes de Catalunya en una segona volta. Va prendre possessió del càrrec el 27 de desembre, recollint el testimoni del seu predecessor José Montilla. Mas va prometre exercir el càrrec amb lleieltat al rei, la Constitució i l'Estatut i amb plena “fidelitat al poble de Catalunya”.

#### Primer mandat (2010-2012)
Artur Mas va nomenar el seu primer Govern l'endemà d'accedir al Palau de la Generalitat, amb gent del seu entorn proper però també independents. En el primer discurs de cap d'any, Mas va fer una crida a “reaccionar” amb “serenitat i fermesa” davant les “amenaces” contra la realitat nacional catalana. Per això, va fer una crida a la unitat, animant a buscar els mínims comuns més que les diferències.
Amb la crisi econòmica a sobre, en la primera trobada com a president de la Generalitat amb José Luis Rodríguez Zapatero, el febrer de 2011, Zapatero exigí una retallada presspostària més enllà del 10%. Mas va sortir de la Moncloa reconeixent només dos acords concrets: el reconeixement a pagar un deute pendent amb Catalunya del 2008 de 759 milions d'euros, i que el Govern autoritzarà una nova emissió de deute de la Generalitat per valor de 2.500 milions en poques setmanes.
L'obra de govern realitzada en el seu primer executiu es va veure marcada per la reducció del dèficit de la Generalitat amb l'aprovació de retallades pressupostàries o bé amb l'augment de taxes, en àmbits com la Universitat o la Justícia, i la implantació d'algunes com la d'un euro per cada producte receptat pel Servei Català de la Salut o la taxa turística, malgrat haver pres com a mesura inicial del mandat la supressió de l'Impost de Succeccions.
Arran de la històrica diada de l'11 de setembre de 2012, i també de la negativa del president del Govern espanyol, Mariano Rajoy a negociar la proposta de pacte fiscal aprobada pel Parlament aquell mateix any, Mas i CiU es van posicionar a favor d'un Estat propi per a Catalunya i va convocar eleccions a la cambra catalana, pel 25 de novembre, amb el debat de l'autodeterminació i del dret a decidir com a aspecte protagonista.

##### Crisi Econòmica i Moviment 15M
La crisi econòmica global (2007-2014) va impactar fortament Catalunya, amb retallades superiors al 20% en sanitat, educació i serveis socials entre 2010 i 2012, que causaren descontentament social i l'aparició del moviment 15M a escala estatal. Aquest moviment promogué l’"AcampadaBCN" a la Plaça de Catalunya, que va aplegà milers de persones exigint democràcia real i justícia social, i una crítica creixent al sistema polític espanyol, que en algun sector va reforçar el discurs independentista, tot i que en general havia una tensió/incomprensió entre ambdós moviments, en prendre com a base realitats nacionals diferents.

##### Manifestació “Catalunya, nou estat d’Europa” i Eleccions Anticipades (2012)

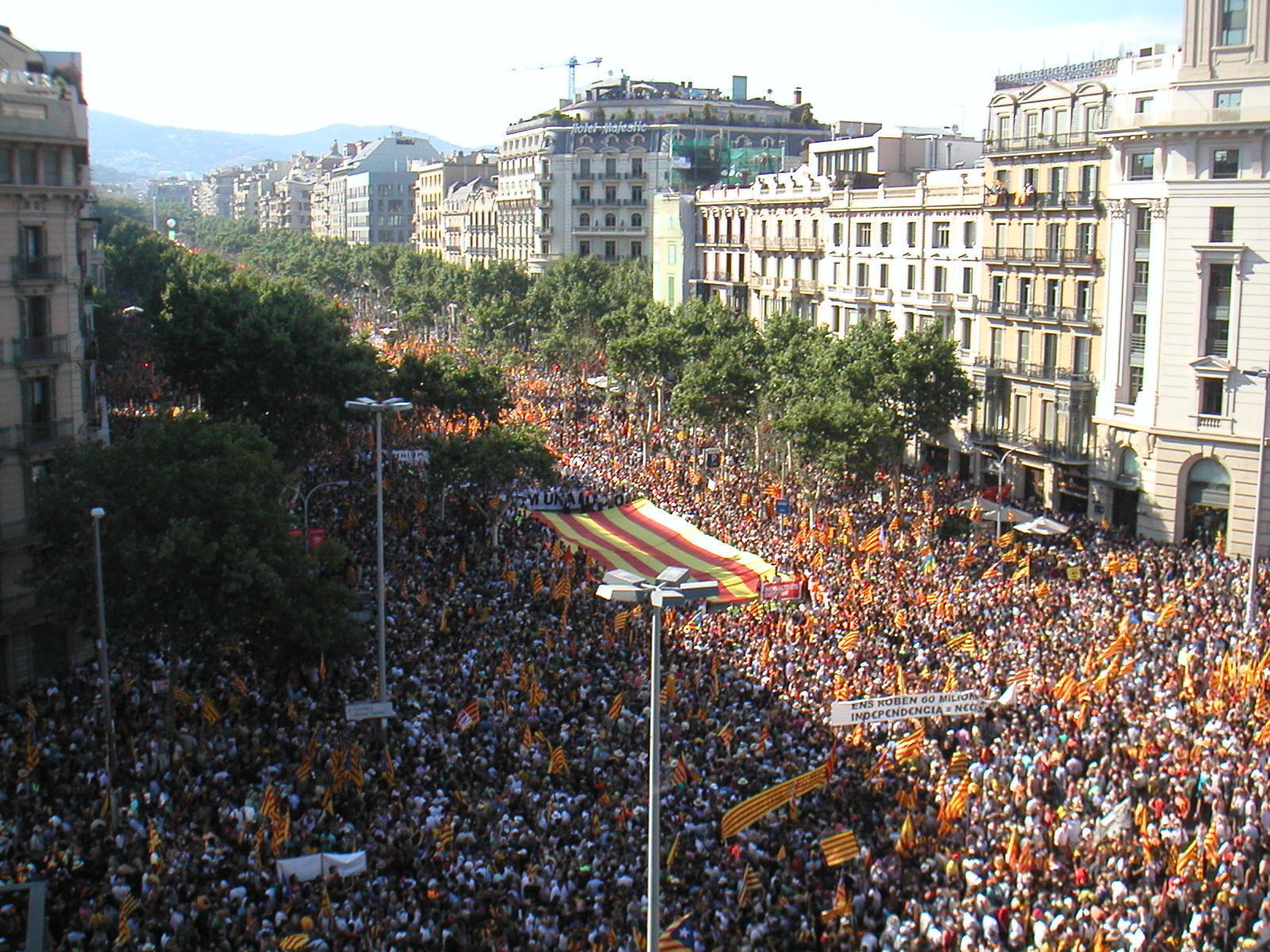
Manifestació "Catalunya, nou estat d'Europa"

L’11 de setembre de 2012, l’ANC va organitzar la manifestació “Catalunya, nou estat d’Europa”, amb 1,5-2 milions de participants, segons estimacions. Va ser un punt d’inflexió, amb una crida clara a la independència. Artur Mas, pressionat pel context, va convocar eleccions anticipades el 25 de novembre. CiU va perdre escons (de 62 a 50), però ERC (21 escons) i la CUP (3 escons, primera entrada al Parlament) van créixer, formant una majoria independentista. El govern resultant va prometre un referèndum sobre la independència.

#### Segon mandat (2012-2016)
Els comicis, que van elegir el Parlament de la X legislatura, van suposar la pèrdua de 90.489 vots per a les candidatures de Convergència i Unió, liderades pel President Mas, que tot i guanyar les eleccions van obtenir 12 diputats menys que fins llavors, en una contesa amb una participació inèdita del 70% del cens electoral. Artur Mas va firmar un acord de governabilitat amb ERC, segona en escons per primera vegada en la història postfranquista, que incloia la celebració d'un consulta sobre la independència l'any 2014, i fou investit president.

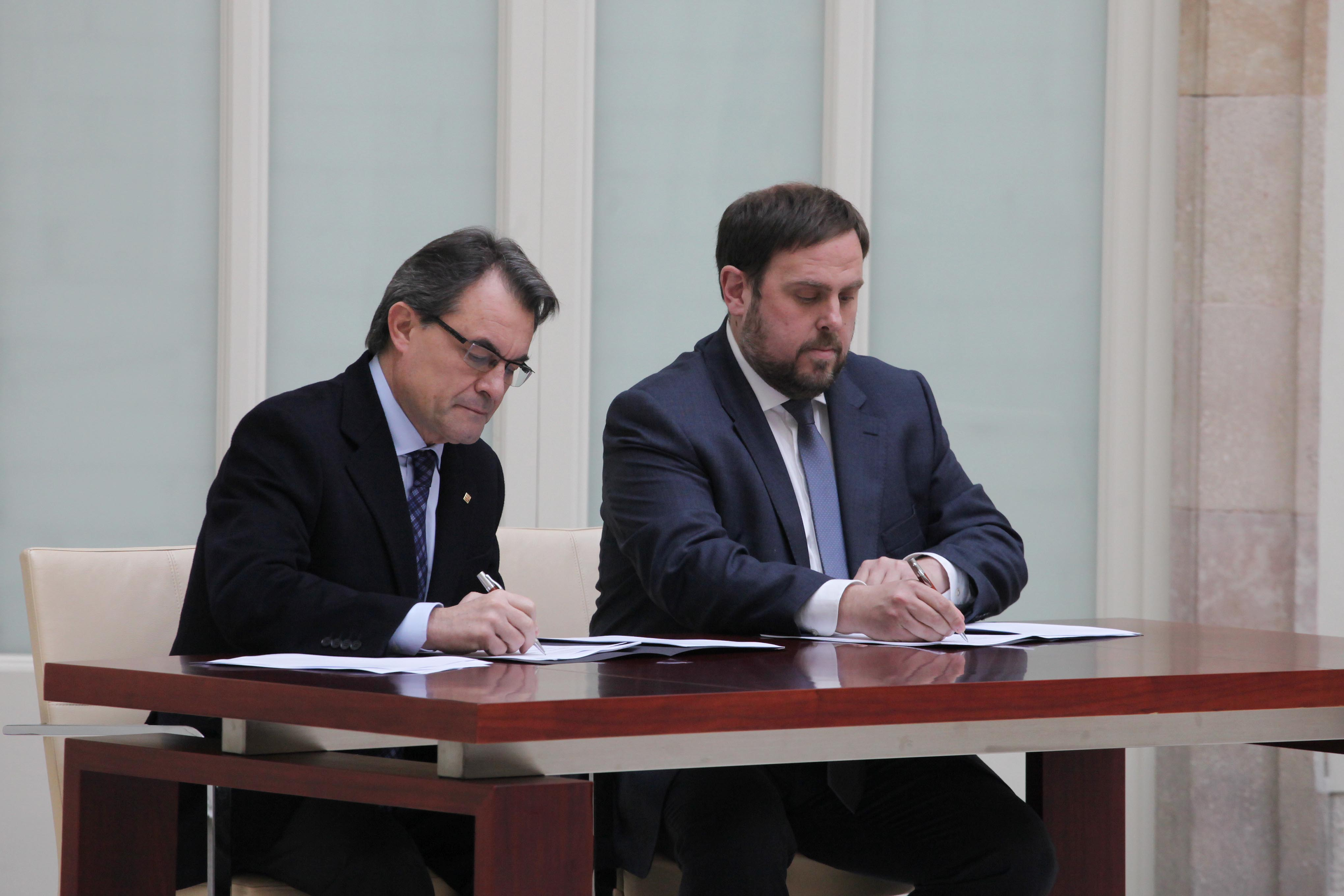
El President de la Generalitat de Catalunya Artur Mas i el Cap de l'oposició Oriol Junqueras, signant el pacte de governabilitat 2012-2016 el dia 19 de desembre del 2012.

Continua el creixement de l'independentisme, les consultes populars, la manifestació del 10 de juliol de 2010, la manifestació multitudinària de l'11 de setembre del 2012, provocat per la retallada del Tribunal Constitucional a l'Estatut del 2006, i pel rebuig del govern de Rajoy al pacte fiscal, la promesa electoral d'Artur Mas, que pretenia eliminar el dèficit fiscal que pateix Catalunya amb un sistema semblant al concert basc.
Les manifestacions multitudinàries per la independència del El 2012, 2013 i 2014 van forçar a Artur Mas a convocar una consulta el 9 de novembre de 2014 i unes eleccions parlamentàries considerades plebiscitàries el 27 de setembre de 2015.
El 9 de gener de 2016, arran de l'acord entre Junts pel Sí i la CUP, es va anunciar que seria substituït com a president de la Generalitat per Carles Puigdemont i el dia 12 de gener va entrar en vigor el seu cessament.

##### Declaració de Sobirania
El 23 de gener de 2013, el Parlament de Catalunya va aprovar la “Declaració de Sobirania i el Dret a Decidir”, que afirmava que el poble català tenia dret a decidir el seu futur, però va ser suspesa pel TC.

##### Via Catalana

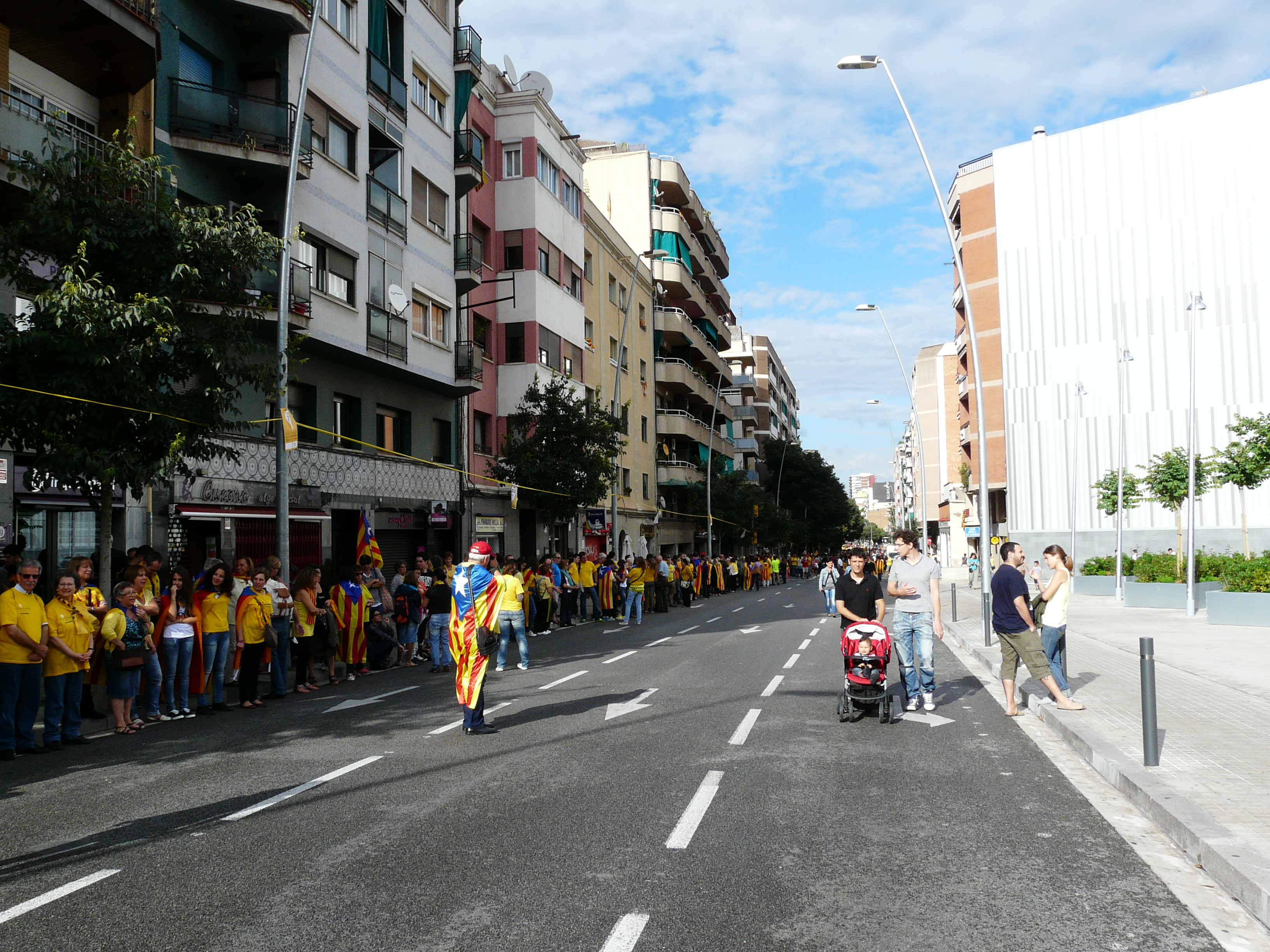
Imatge de la Via Catalana

L’11 de setembre de 2013, l’ANC i Òmnium van organitzar la Via Catalana, una cadena humana de 400 km des del Pertús fins a Alcanar, amb 1,6 milions de participants. L’acció va simbolitzar la unitat del moviment independentista i va tenir ressò internacional.

##### Consulta del 9N
La Diada de 2014 havia format una “V” gegant a Barcelona amb 1,8 milions de participants, simbolitzant el vot. El 9 de novembre de 2014, el govern d’Artur Mas va organitzar una consulta no vinculant sobre la independència, malgrat la suspensió del TC. Hi van participar 2,3 milions de persones (42,65% del cens), amb un 80,76% a favor de la independència. L’ANC i Òmnium van coordinar l’esdeveniment, amb milers de voluntaris. La consulta va ser un desafiament directe a l’Estat i va provocar judicis contra Mas i altres líders.

### El·leccions pleibiscitàries, JuntsxSi, i el camí cap a la independència (des de 2016)
Les eleccions al Parlament de Catalunya corresponents a l'XI legislatura se celebraren el 27 de setembre de l'any 2015. S'anunciaren el 14 de gener de 2015, és a dir, poc temps després que les institucions espanyoles suspenguessin la consulta sobre la independència de Catalunya i intentessin evitar la celebració del procés participatiu que la substituí. Per aquest motiu, per l'independentisme, van esdevenir unes eleccions plebiscitàries sobre la independència de Catalunya. De fet, Artur Mas definí aquestes eleccions com la «consulta definitiva». CiU i ERC formaren la coalició JuntsxSi.
Segons la lectura plebiscitària, les forces independentistes van guanyar amb 72 escons, però a l'independentisme li van mancar 79.667 vots per obtenir la majoria absoluta en vots. Segons Artur Mas, els nous parlamentaris tenen «un mandat democràtic clar per començar un procés polític responsable i negociat que acabarà amb la creació d'un estat independent per Catalunya».

#### Control pressupostari
El govern espanyol bloqueja el pressupost de a Generalitat adduint el control del dèficit i en pren el control de les finances. La Generalitat ha demanar permís per a tots els gastos a realitzar, i a més el govern espanyol assumeix el pagament de les nòmines funcionarials.

### El president Carles Puigdemont (2016-2017)

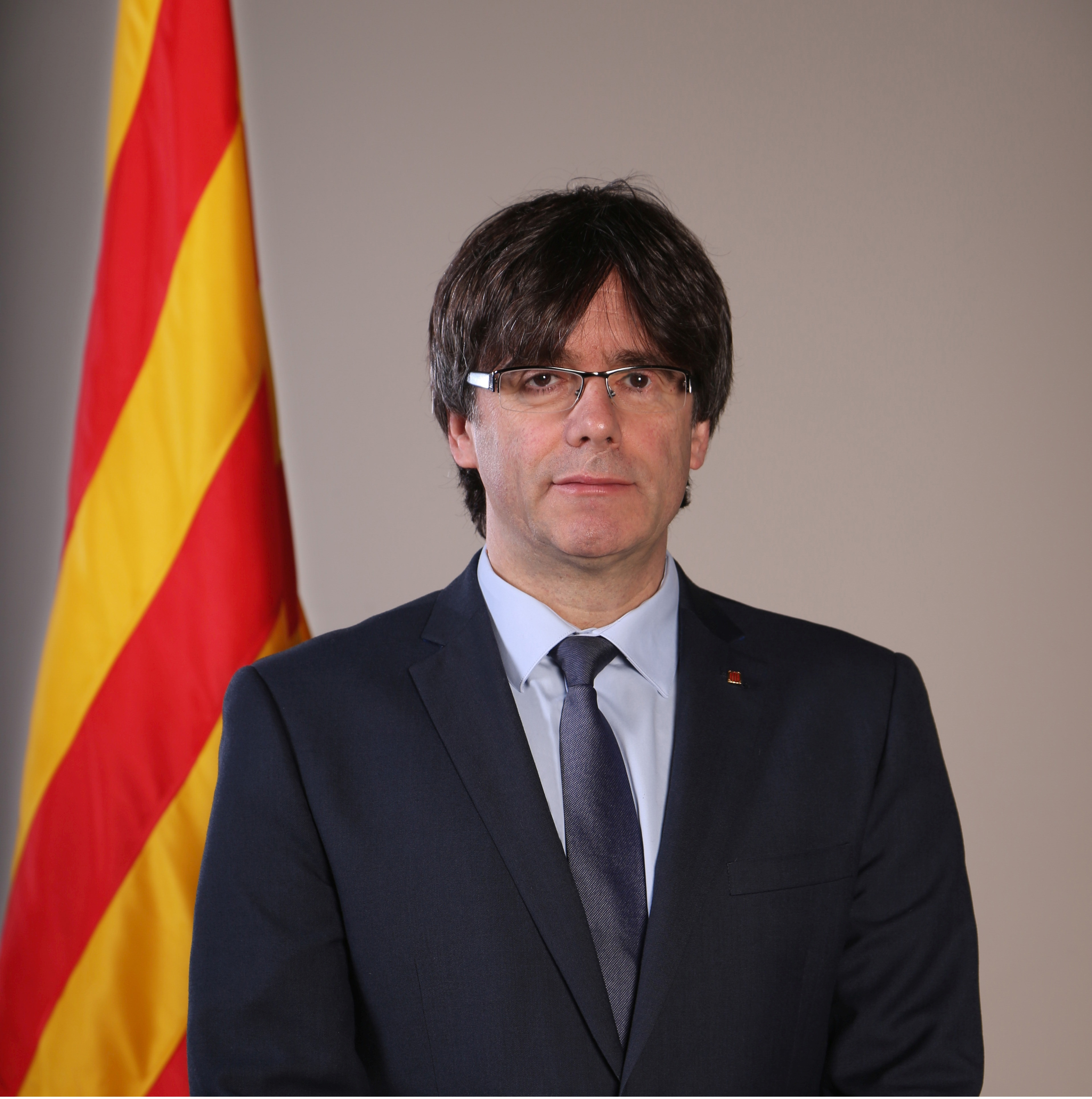
El president Carles Puigdemont

El 10 de gener de 2016 Carles Puigdemont i Casamajó va ser investit president de la Generalitat pel Parlament de Catalunya gràcies a l'acord dut a terme el dia abans entre Junts pel Sí i la CUP i en el qual es va anunciar que substituiria Artur Mas com a president de la Generalitat a canvi de garantir l'estabilitat parlamentària al Govern. El 14 de gener va presentar el seu nou Govern de la Generalitat.

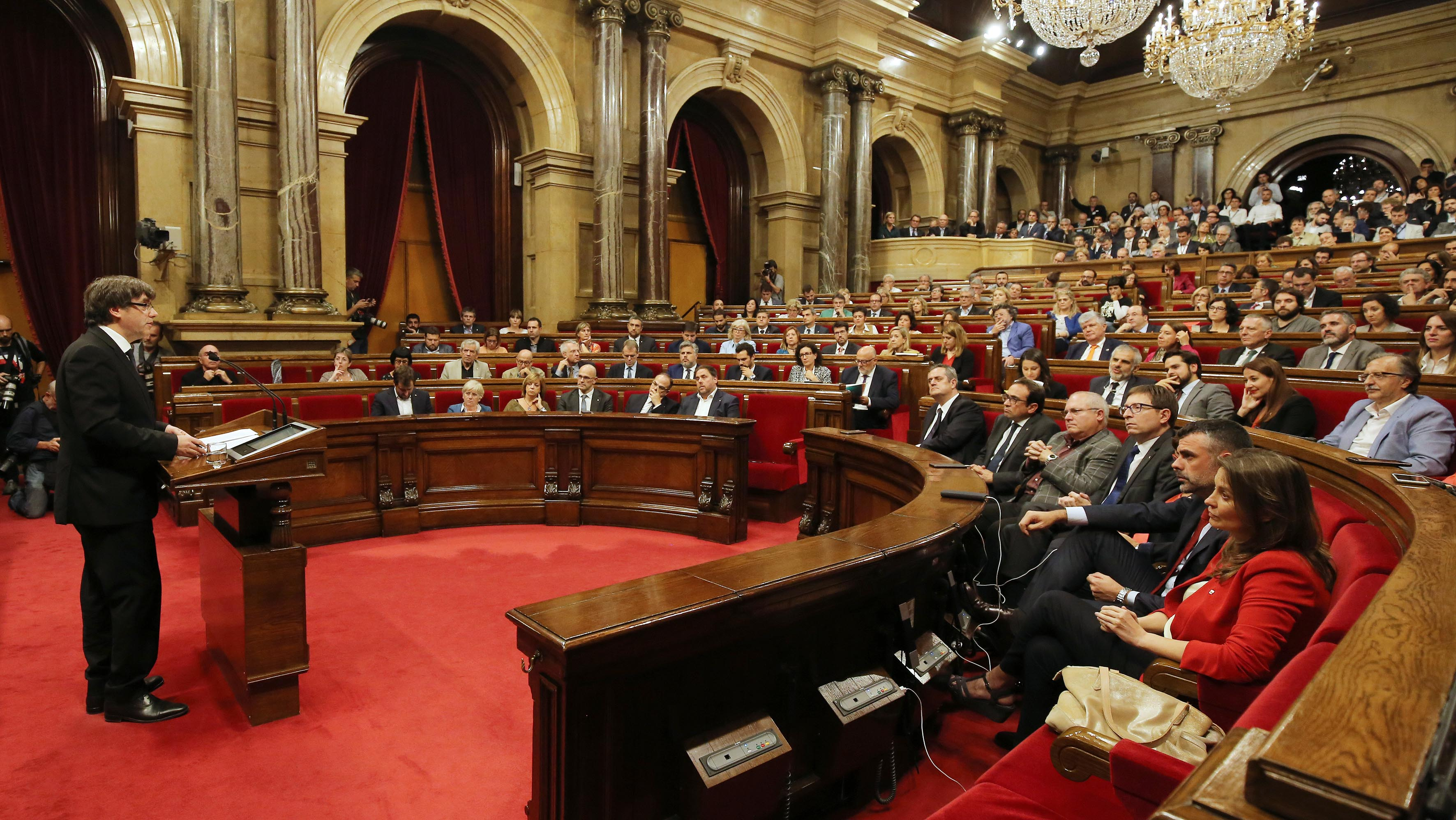
Declaració de Carles Puigdemont el 10 d'octubre de 2017 al Parlament de Catalunya

El 2016, la judicialització del procés es va intensificar amb els judicis contra Artur Mas, Joana Ortega i Irene Rigau pel 9N, acusats de desobediència. Carles Puigdemont va superar un vot de confiança de la CUP el 29 de setembre, consolidant el suport al full de ruta independentista. El govern va anunciar plans per a un referèndum vinculant l’1 d’octubre de 2017, malgrat l’oposició de l’Estat. Es promulgaren les lleis de desconnexió (Llei del referèndum d'autodeterminació de Catalunya, i la Llei de transitorietat jurídica i fundacional de la República) per tal de que tot el procés fos ordenat i pacífic, de llei a llei.

#### Atemptats jihadistes del 17 d'agost
Els atemptats de Catalunya de 2017 van ser un seguit d'accions violentes reivindicades per una cèl·lula d'Estat Islàmic composta per 12 militants liderats per l'imam de Ripoll Abdelbaki es Satty, els quals van preparar accions violentes des d'un xalet d'Alcanar. Aquests atacs van causar setze víctimes mortals en dos atacs amb sengles vehicles-ariet i accions amb arma blanca, i la mort de vuit dels militants.

#### Operació Catalunya
L'Operació Catalunya va ser un entramat policial, judicial, mediàtic i polític per era desacreditar i enfonsar a polítics sobiranistes, mossos d'esquadra, empresaris, membres de la societat civil o, fins i tot, qualsevol membre sospitós de simpatitzar amb la causa del dret a decidir. Impulsat pel govern del PP de Mariano Rajoy, emprà accions fora de la legalitat, com investigacions prospectives, creació i filtració d'informes policials sense base jurídica i la manipulació de l'opinió pública. La trama va comportar proves falses, manipulació de dades, informes irregulars, agents secrets, filtracions interessades a la premsa, amenaces per obtenir informació confidencial i guerra judicial.

#### La Guàrdia civil abandona armes a l'abast dels manifestants, davant la seu d'Economia
Dins l'anomenada operació Anubis, la Guàrdia Civil va escorcollar el del Departament d'Economia de la Generalitat. S'originà una concentració espontània de rebuig que anà aplegant milers de persones. La comitiva de la guàrdia civil que feia l'escorcoll va abandonar, a la vista dins dels cotxes oberts, armes llargues carregades amb munició real. En ser-ne conscients, gràcies a l'acció preventiva de l'ANC i Omnium cultural, ningú les va agafar. A resultes d'aquell episodi, els presidents d'aquestes entitats, Jordi Sànchez i Jordi Cuixart van ser empresonats.

#### Deslocalització d'empreses catalanes
El Govern de Mariano Rajoy va aprovar el Reial Decret Llei 15/2017, de manera que, entre altres coses, es permetia als consells d'administració de les empreses canviar el domicili social sense necessitat de l'aprovació de la Junta General d'accionistes. Alhora, diverses institucions de l'Estat pressionaren empreses importants per a que canviessin la seu.
Dues de les empreses més grans que es deslocalitzaren foren Caixabank i Banc Sabadell, possiblement presionades per una ingent retirada de dipòsits d'organismes de l'Estat Espanyol (p.e. RENFE, ADIF, Ports de l'Estat i RTVE, van treure 2.000 milions d'euros del Banc Sabadell en un sol dia), d'uns 35.000 milions d'euros. La resposta dels clients catalans fou el transllat de fons cap a altres entitats, que s'estima en uns 11.600 milions d'euros en només les primeres setmanes.

#### Referèndum d'autodeterminació
El juny de 2017 Carles Puigdemont va convocar un Referèndum d'autodeterminació que es va celebrar l'1 d'octubre de 2017 i va donar més d'un 90% de vots a favor del sí. Pocs dies després va fer una declaració parcial d'independència, a l'espera d'una mediació internacional. El referèndum estigué marcat per l'arribada de milers d'efectius policials d'arreu d'Espanya i la violència exercida per aquests contra els ciudadans que votaven.

##### Aturada de país i discurs de Felip VI
El dimarts 3 d'octubre de 2017, Catalunya va viure una jornada de vaga general i mobilització massiva en protesta per la violencia dels cossos de seguretat de l'Estat espanyol l'1-O. La convocatòria fou impulsada principalment per la Taula per la Democràcia, una plataforma transversal que aplegava entitats sobiranistes com l'ANC i Òmnium Cultural, així com sindicats minoritaris (CGT, CNT, COS, Intersindical-CSC, IAC) i part de la patronal catalana (PIMEC, CECOT). Incòmodes, les filals dels sindicats estatals, CCOO i UGT de Catalunya van optar per una "aturada de país" o "aturada cívica" sense usar explícitament el terme de vaga general per evitar implicacions legals. La jornada va tenir un seguiment massiu.
En resposta al referèndum i la vaga general, aquell vespre el rei Felip VI feu un discurs en que trencava cap possibilitat d'enteniment amb els votants de l'1-O i els emplaçava a sotmetre's a la legalitat espanyola.

### Proclamació de la Tercera República Catalana

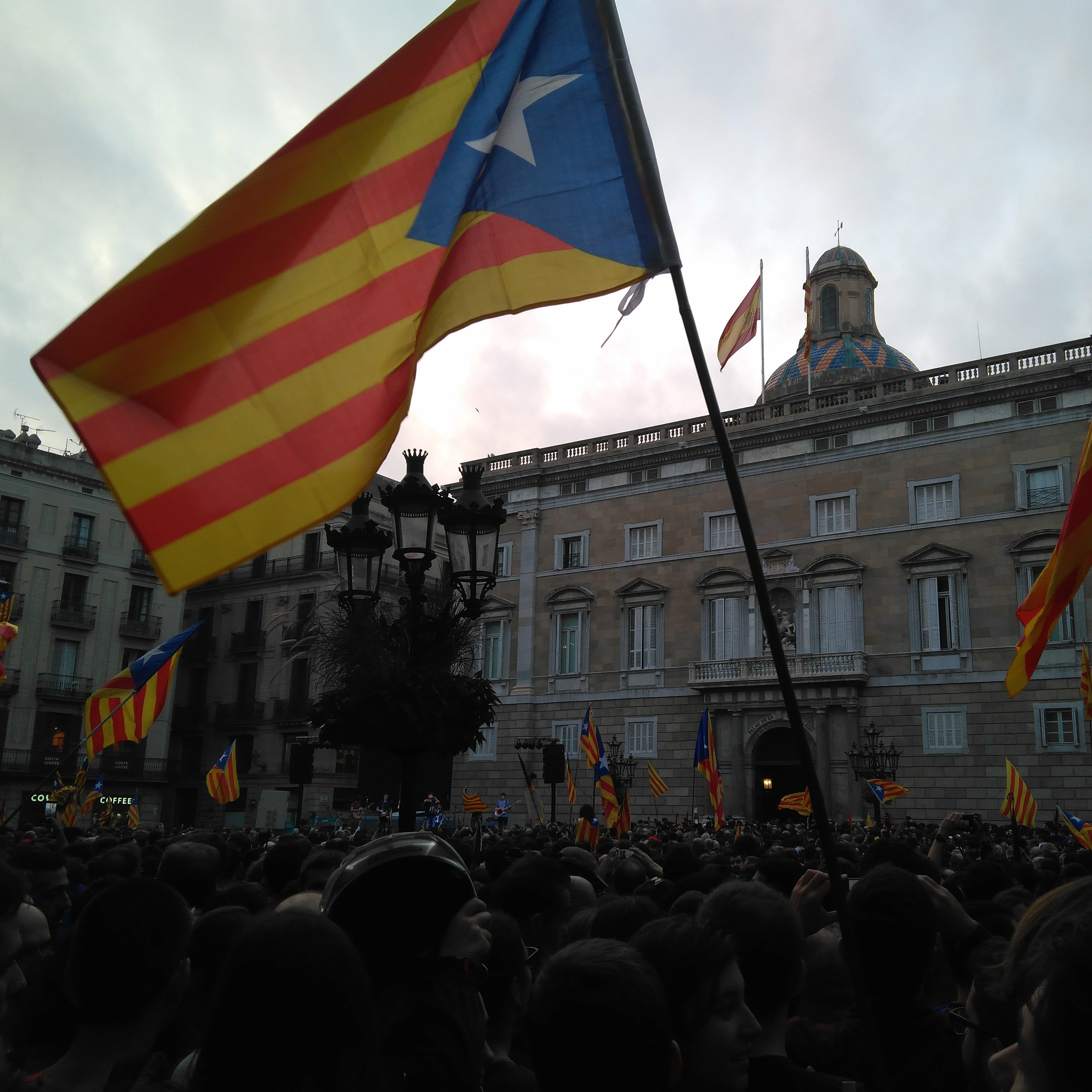
La Plaça de Sant Jaume el 27 d'octubre de 2017

El 2017 pel President de la Generalitat Carles Puigdemont després del Referèndum sobre la independència de Catalunya, va proclamar la independència de Catalunya, tot i que en el mateix acte la va deixar en suspens temporal per tal d'intentar propiciar una mediació internacional. Posteriorment, el dia 27 d'octubre, el Parlament de Catalunya va proclamar la República amb 70 vots favorables, 10 contraris i 2 en blanc. Els fets que han esdevingut des d'aquella sessió del Parlament (judicialització del procés, empresonaments, exili i indults), han donat com a resultat un estancament del procés i un debat intern que ha facilitat al govern d'Espanya l'estabilització del model territorial autonòmic i el manteniment de la integritat territorial.

#### Aplicació de l’Article 155
El 27 d’octubre de 2017, el Senat espanyol va aprovar l’article 155 de la Constitució espanola, destituint el govern de Puigdemont, dissolent el Parlament, suspenent l’autonomia catalana, amb el govern espanyol assumint el control de la Generalitat, i convocant eleccions pel 21 de desembre. La manca de govern va durar fins al 2 de juny de 2018, quan, després de les el·leccions, es va formar un nou govern català. Alguns líders, com Puigdemont, van exiliar-se a Bèlgica i Suïssa, i d'altres foren empresonats.

### El President Joaquim Torra

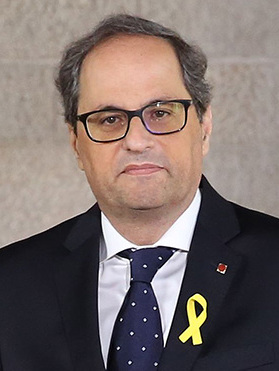
El president Joaquim Torra

Les eleccions del 21 de desembre de 2017, convocades sota l’article 155, assoliren una participació rècord del 79,04%. Els partits independentistes van mantenir la majoria, malgrat la victòria en vots de Ciutadans, que aplegà el vot unionista. Després dels intents bloquejats pel TC d'investir en Carles Puidemont i el Jordi Turull, Joaquim Torra va ser investit president el 14 de maig de 2018. Torra va presidir un govern de coalició entre Junts per Catalunya i Esquerra Republicana de Catalunya, que es va oposar en diferents ocasions amb el govern espanyol per la repressió del moviment independentista i la judicialització del conflicte. El govern està marcat per la manca de cohesió, atès que els consellers de cada partit actuen com dos governs autònoms, i la deslleialtat vers el president Torra, com ara durant la pandèmia de COVID19. La seva presidència finalitzà després de la inhabilitació per part del Tribunal Suprem.

#### Sentència del Tribunal suprem vers els líders independentistes
El 14 d’octubre de 2019, el Tribunal Suprem va condemnar nou dels líders independentistes per sedició i malversació, amb penes d’entre 9 i 13 anys. Oriol Junqueras va rebre 13 anys, mentre que Jordi Sànchez i Jordi Cuixart van ser condemnats a 9 anys cadascun. Les sentències van provocar protestes massives, incloent el bloqueig de l’aeroport del Prat i disturbis a Barcelona.

#### Marxes per la llibertat i vaga general de 2019

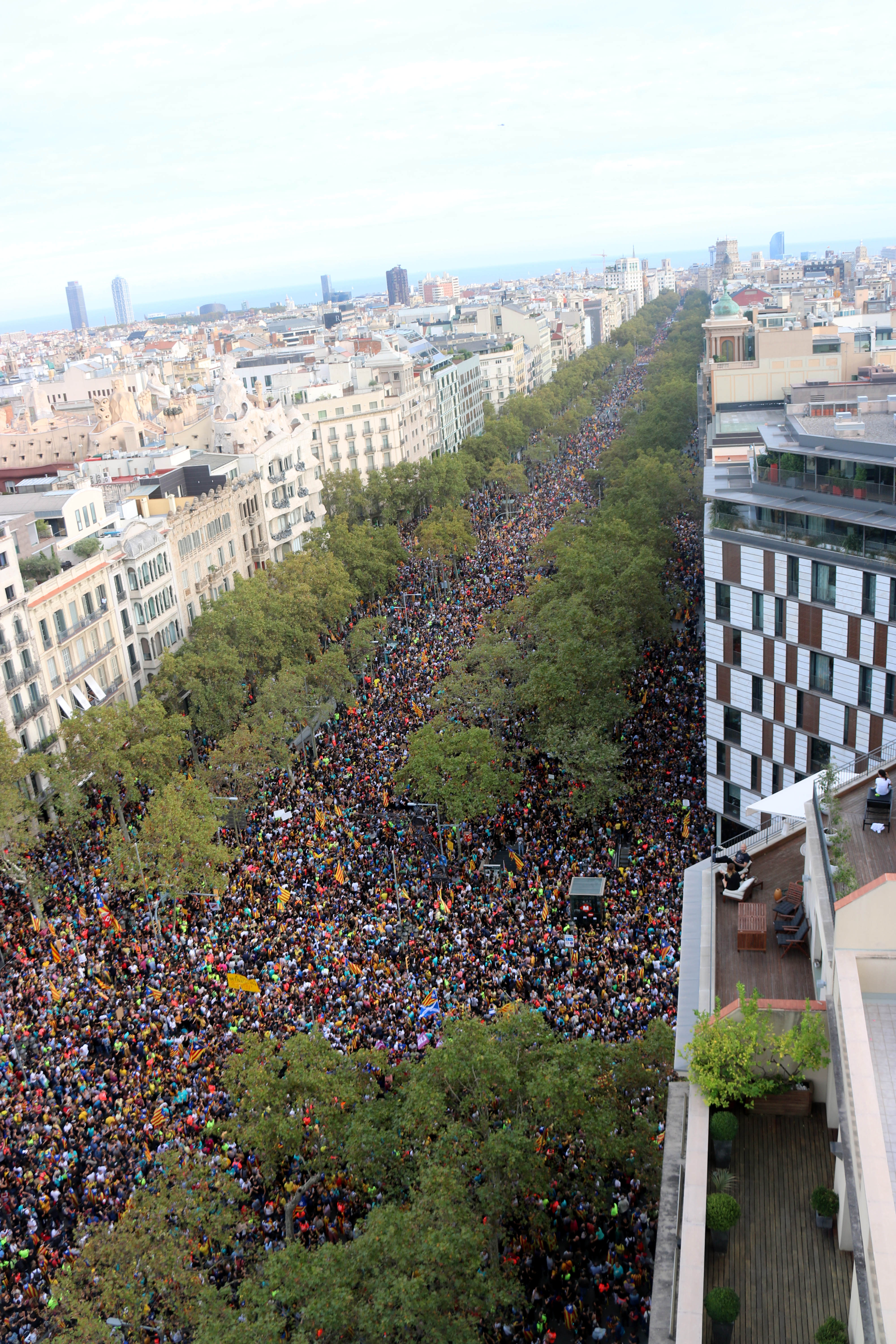
Confluència a Barcelona de les Marxes per la llibertat

Les Marxes per la llibertat foren sis marxes a peu organitzades del 16 al 18 d'octubre de 2019 com a reacció a la sentència del Tribunal suprem. El dimecres 16 d'octubre cinc columnes sortiren simultàniament de diversos punts del territori (Berga, Girona, Tarragona, Tàrrega i Vic). El divendres 18 d'octubre, però, s'hi afegí una d'independent, des de Castelldefels, organitzada pels CDR. El divendres 18 d'octubre, les diferents marxes confluïren a Barcelona en una manifestació de mig milió de persones coincidint amb la vaga general catalana d'octubre de 2019, emmarcada com un acte més de les Protestes contra la sentència del judici de l'1-O.

#### Tsunami Democràtic
El moviment Tsunami Democràtic, fundat el 2 de setembre de 2019, va sorgir com a resposta ciutadana a la sentència del Tribunal Suprem, promovent anònimament accions de “desobediència civil no violenta” amb l’objectiu de defensar els drets, la llibertat i l’autodeterminació. Va obtenir suport massiu, amb 85.000 adhesions a Telegram i 55.000 seguidors a Twitter. Va utilitzar eines segures com Protonmail (servidors a Suïssa) i Signal per evitar la repressió. Entre les accions destacades hi ha el bloqueig de l’aeroport del Prat, el tall a la frontera amb França, i la protesta al partit de futbol Barça-Madrid. L’Audiència Nacional va investigar el moviment per terrorisme, acusant líders com Carles Puigdemont, Marta Rovira i Ruben Wagensberg.

### El President Pere Aragonès
El 14 de febrer de 2021 es va efectuar eleccions al Parlament de Catalunya després que no es pogués nomenar un nou president després de la inhabilitació de Joaquim Torra. La participació va ser la més baixa de la democràcia a Catalunya, amb un 53,54%, però el vot independentista va assolir la majoria en vots (51,57%) i escons (74). Guanyà el PSC quasi en empat amb ERC, i es formà una coalició ERC - JuntsxCatalunya que feu president a Pere Aragonès, el maig de 2021. El 13 de març de 2024, en prosperar les esmenes a la totalitat de Comuns i de Junts, Pere Aragonès va convocar les eleccions al Parlament de Catalunya de 2024 per al 12 de maig de 2024.

### El President Salvador Illa

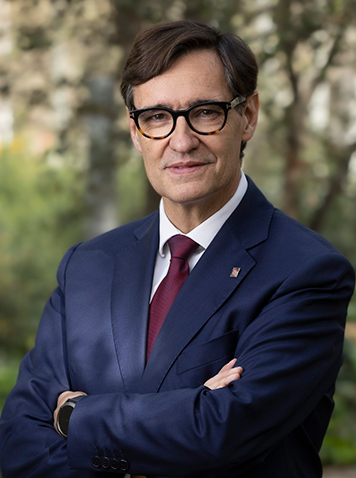
El President Salvador Illa

Les eleccions al Parlament de Catalunya de 2024 van donar com a guanyador al Partit dels Socialistes de Catalunya (PSC), liderat per Salvador Illa. Les forces polítiques independentistes van patir una gran notable desfeta electoral, perdent la majoria absoluta que tenien des de les eleccions del 2015. El 8 d'agost de 2024, Salvador Illa fou investit president.

### Obres de referència
- Balaguer, Víctor. Historia de Cataluña y de la Corona de Argaon (Llibre electrònic gratuït) (en castellà). II vols.  Barcelona: Libreria de Salvador Manero, 1886, &c.
- Bori y Fontesta, A. Historia de Cataluña (en castellà).  Barcelona: Imprenta de Henrich y Ca, 1898, p. 344.
- Reig i Vilardell, J. Col·lecció de monografies de Catalunya, 1890–93).
- Balari y Jovany, J. Orígines históricos de Cataluña (en castellà).  Barcelona: Establecimiento Tipográfico de Hijos de Jaime Jesús, 1899.
- Soldevila, Ferran. Història de Catalunya. III volums, 1934-1935. ISBN 978-84-8415-434-1.
- Vilar, Pierre (director). Història de Catalunya.  Edicions 62, 1987. ISBN 84-297-2601-2.
- Llorens, Montserrat; Ortega, Rosa; Roig, Joan. Història de Catalunya.  Ed. Vicens Vives, 1993). ISBN 84-316-2624-0.
- Mestre i Campi, Jesús (director). Diccionari d'Història de Catalunya.  Edicions 62, 1998). ISBN 84-297-3521-6.
- Hernández, Xavier. Història de Catalunya.  Rafael Dalmau, editor, 2006. ISBN 978-84-232-0696-4.
- Fontana, Josep. La formació d'una identitat. Una història de Catalunya.  Ed. Eumo, 2014. ISBN 9788497665261.

### Cultura
- de Riquer, Martí. Història de la Literatura Catalana.  Barcelona: Edicions Ariel, 1964.
- Maranges i Prat, Isidra. La indumentària civil catalana: segles xiii-xv Institut d'Estudis Catalans, 1991). ISBN 8472831892.
- Terry, Arthur. A Companion to Catalan Literature (en anglès).  Woodbridge, Suffolk, U.K. / Rochester, N.Y.: Tamesis, 2003.
- AA.VV. Història de l'art català.  Barcelona: Edicions 62, 2005. ISBN 84-297-1997-0.
- Eaude, Michael. Catalonia - A Cultural History (en anglès).  Oxford: Oxford University Press, 2008, p. 312 (Landscapes of the Imagination 6). ISBN 9781908493255.

### Prehistòria i edat antiga
- Tarradell, Miquel «La ciutat antiga: dels orígens urbans als visigots». Quaderns d'història econòmica de Catalunya. Edicions de la Magrana. Institut Municipal d'Història. Ajuntament de Barcelona [Barcelona], 1979, pàg. 17-22.
- Mayer, Marc. Roma a Catalunya.  Barcelona: Institut Català d'Estudis Mediterranis, 1992). ISBN 978-84-393-2252-8.
- Sanmartí, E.; Nolla, J. M.. Empúries, 1997.
- Carbonell i Roura, Eduald. El complex del pleistocè mitjà del Puig d'en Roca. CSIC, 1998. ISBN 8400067568.
- Alonso Tejada, Anna; Grimal Navarro, Alexandre. L'Art Rupestre del Cogul. Primeres imatges humanes a Catalunya.  Lleida,: Pagès Editors, 2007. ISBN 978-84-9779-593-7.

### Edats mitjana i moderna
- de Tejada y Spínola, Francisco Elías. Las doctrinas políticas en la Cataluña Medieval (en castellà).  Barcelona: Ayma ed., 1950.
- Vilar, Pierre. La Catalogne dans l'Espagne moderne. Recherches sur les fondements économiques des structures nationales (en francès). III volums, 1962.
- Eliott, John. The revolt of the Catalans: a study in the decline of Spain (1598–1640) (en anglès), 1963. ISBN 0-521-27890-2.
- Serra, Eva. La guerra dels segadors.  Barcelona: Ed. Bruguera, 1966, p. 111.
- Setton, Kenneth M. «The Catalans in Greece, 1311–1388». A: A History of the Crusades (en anglès). Volume III: The fourteenth and fifteenth centuries.  University of Wisconsin Press, 1975, p. 167–224. ISBN 0-299-06670-3.
- Bisson, Thomas Noël. The Medieval Crown of Aragon: a short history (en anglès).  Oxford: Clarendon Press, 1991, p. 250. ISBN 0-19-820236-9.
- Ferro, Víctor. El Dret Públic Català. Les Institucions a Catalunya fins al Decret de Nova Planta.  Vic: Edicions Eumo, 1996). ISBN 84-7602-203-4.
- Bisson, Thomas Noël. Tormented voices. Power, crisis and humanity in rural Catalonia 1140–1200 (en anglès).  Cambridge (Massachusetts): Harvard University Press, 1998, p. 186. ISBN 9780674895287.
- Torres i Sans, Xavier. Naciones sin nacionalismo. Cataluña en la monarquía hispánica (en castellà).  Publicacions de la Universitat de València, 2008. ISBN 978-84-370-7263-0.
- Capdeferro, Josep; Serra, Eva. La defensa de les constitucions de Catalunya: el Tribunal de Contrafaccions (1702-1713).  Generalitat de Catalunya. Departament de Justícia, 2014. ISBN 978-84-393-9203-3.

### Edat contemporània
- Vicens Vives, Jaume. Els catalans en el segle xix.  Barcelona: Ed. Teide, 1958.
- Sobrequés i Callicó, Jaume. Catalunya i la Segona República.  Barcelona: Edicions d'Ara, 1983. ISBN 84-248-0793-6.
- Nadal i Oller, Jordi. Història econòmica de la Catalunya contemporània: S. XIX La formació d'una societat industrial.  Enciclopèdia Catalana, 1994. ISBN 8477390509.
- Benet, Josep. L'intent franquista de genocidi cultural contra Catalunya.  Ed. l'Abadia de Montserrat, 1995. ISBN 9788498831269.
- Maluquer de Motes, Jordi. Història econòmica de Catalunya. Segles XIX i XX.  Barcelona: Edicions 62, 1998. ISBN 978-84-8256-598-9.
- Balcells, A.; Sabater, J. La Mancomunitat de Catalunya i l'autonomia.  Barcelona: Ed. Proa, 1996. ISBN 9788472833296.
- Figueres, Josep Maria. Història contemporània de Catalunya.  Editorial UOC, 2003. ISBN 8483187736.
- AA.VV. La Guerra Civil a Catalunya (1936-1939). Vol. 1..  Barcelona: Edicions 62, 2004. ISBN 84-297-5407-5.
- Roglan, Joaquim. 14 d'abril: la Catalunya republicana (1931-1939).  Cossetània Edicions, 2006. ISBN 8497912039.
- López, Manel. Els fets del 6 d'octubre de 1934.  Ed. Base, 2013. ISBN 978-84-15711-17-9.

### Historiografia
- Millàs i Vallicrosa, Josep Maria. Textos dels historiadors àrabs referents a la Catalunya Carolingia.  Institut d'Estudis Catalans, 1982. ISBN 84-7283-117-5.
- Simon i Tarrés, Antoni (director). Diccionari enciclopèdic d'historiografia catalana.  Barcelona: Enciclopèdia Catalana, 2003. ISBN 84-412-0907-3.
- Cingolani, Stefano Maria. «Seguir les Vestígies dels Antecessors». Llinatge, Reialesa i Historiografia a Catalunya des de Ramon Berenguer IV a Pere II (1131-1285)». A: Anuario de Estudios Medievales, 2006.